# Torre Eiffel
La torre Eiffel (tour Eiffel, en francés), inicialmente llamada Tour de 300 mètres («Torre de 300 metros») es una estructura de hierro pudelado diseñada inicialmente por los ingenieros civiles Maurice Koechlin y Émile Nouguier y construida, tras el rediseño estético de Stephen Sauvestre, por el ingeniero civil francés Gustave Eiffel y sus colaboradores para la Exposición Universal de 1889 en París (Francia).
Ubicada en el extremo del Campo de Marte a la orilla del río Sena, este monumento parisino, símbolo de Francia y de su capital, es la estructura más alta de la ciudad y el monumento turístico más visitado del mundo, con 7,1 millones de turistas cada año. Con una altura de 300 metros, prolongada más tarde con una antena hasta los 324 metros, la torre Eiffel fue la estructura más elevada del mundo durante cuarenta y un años. Es el monumento de pago más visitado del mundo.
Fue construida en dos años, dos meses y cinco días, y en su momento generó cierta controversia entre los artistas de la época, que la veían como un «monstruo» de hierro. Tras finalizar su función como parte de las Exposiciones Universales de 1889 y 1900, fue utilizada en pruebas del ejército francés con antenas de comunicación, y hoy en día sirve, además de atractivo turístico, como emisora de programas radiofónicos y televisivos. El 15 de marzo de 2022 se sustituyó la antena de radio con la ayuda de un helicóptero, pasando de 324 a 330 m de altura total.

## Características generales

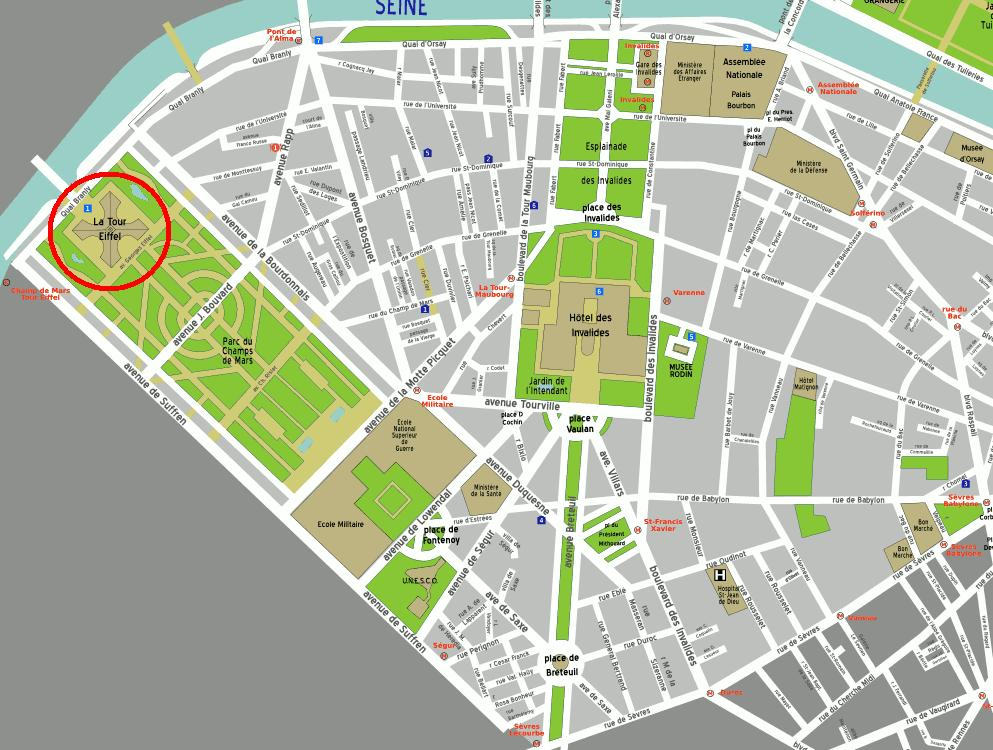
Ubicación de la torre en la orilla sur del río Sena, en el extremo del Campo de Marte

Inicialmente tema de controversia para algunos, la torre Eiffel sirvió como presentación a la Exposición Universal de París de 1889, y ha acogido a más de 250 millones de visitantes desde que fue inaugurada. Su tamaño excepcional y su silueta inmediatamente reconocible hicieron de la torre un emblema de París.
Concebida en la imaginación de Maurice Koechlin y Émile Nouguier, jefe de la oficina de estudios y jefe de la oficina de métodos, respectivamente, de la compañía Eiffel & Co, fue pensada para ser el «clavo (centro de atención) de la exposición de 1889 que se celebraría en París», que además conmemoraría el centenario de la Revolución francesa. El primer plano de la torre fue realizado en junio de 1884. Stephen Sauvestre, el arquitecto principal de los proyectos de la empresa, fue el encargado de mejorar su estética.
El 1 de mayo de 1886, el ministro de Comercio e Industria, Édouard Lockroy, partidario entusiasta del proyecto, firmó un decreto que declaraba abierto «un apoyo para la Exposición Universal de 1889». Gustave Eiffel ganó este apoyo económico y firmó un convenio el 8 de enero de 1887 que fijó las modalidades de construcción del edificio.
Construida en dos años, dos meses y cinco días (de 1887 a 1889) por 250 obreros, se inauguró oficialmente el 31 de marzo de 1889. Resistiendo el continuo efecto de la corrosión sobre su estructura metálica, la torre Eiffel no conocerá verdaderamente un éxito masivo y constante hasta los años sesenta, con el desarrollo del turismo internacional. Ahora acoge a más de seis millones de visitantes cada año.
Sus 300 metros de altura le permitieron llevar el título de «la estructura más alta del mundo» hasta la construcción en 1930 del Edificio Chrysler, en Nueva York. Construida sobre el Campo de Marte cerca del río Sena, en el 7º distrito de París, actualmente es gestionada por la Sociedad para la administración de la torre Eiffel (Société d'exploitation de la tour Eiffel, SETE). El lugar, que emplea a 500 personas (250 empleados directos del SETE y 250 de los distintos concesionarios instalados sobre el monumento), está abierto todos los días del año.

### Datos técnicos

Dimensiones de la torre Eiffel

Dimensiones principales de la torre Eiffel:
Cimientos
- Altitud de la base (sobre el nivel del mar): 33,5 metros
- Longitud de la divergencia interior entre los dos pilares: 74,24 metros
- Longitud de la divergencia exterior entre los dos pilares: 124,9 metros

1.ª planta
- Altura de la primera planta sobre la base: 57,63 metros
- Altitud de la primera planta sobre el nivel del mar: 91,13 metros
- Lado exterior (al nivel de la planta): 70,69 metros
- Superficie (al nivel de la planta): 4200 m²

2.ª planta
- Altura de la segunda planta sobre la base: 115,73 m
- Altitud de la segunda planta sobre el nivel del mar: 149,23 m
- Lado exterior (al nivel de la planta): 40,96 m
- Superficie (al nivel de la planta): 1650 m²

3.ª planta
- Altura de la tercera planta sobre la base: 276,13 m
- Altitud de la tercera planta sobre el nivel del mar: 309,63 m
- Lado exterior (al nivel de la planta): 18,65 m
- Superficie (al nivel de la planta): 350 m²

Alturas totales
- Altura total con antena en el año 2022: 330 m
- Altura total con antena en el año 2000: 324 m
- Altura total con antena en el año 1994: 318,7 m
- Altura total con antena en el año 1991: 317,96 m
- Altura total con antena en el año 1989: 312,27 m
- Altura total sin bandera en el año 1889: 300 m

### Descripción de la torre por niveles
La siguiente información describe los principales datos técnicos de cada piso:

#### Base

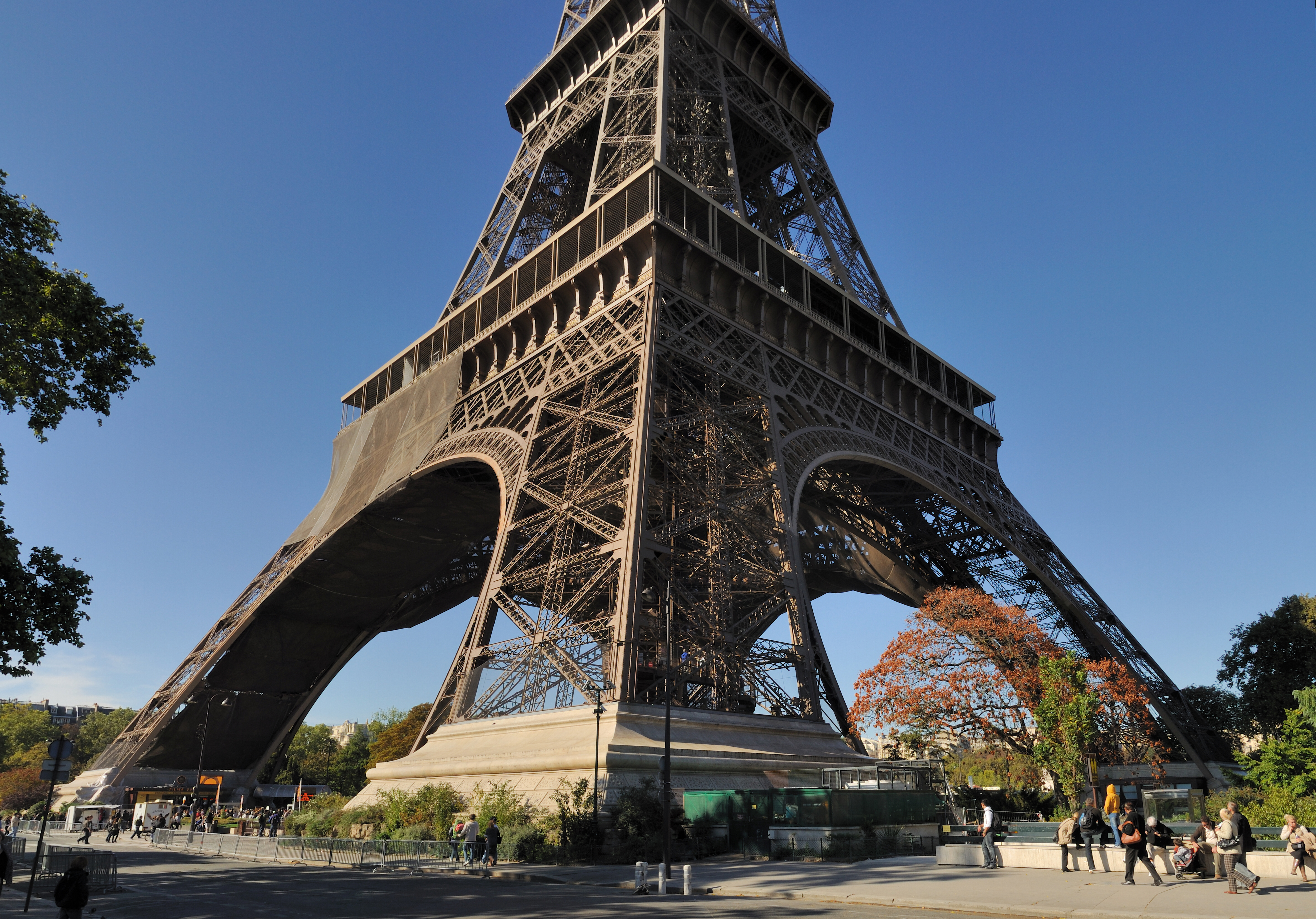
Base

La torre se asienta en un cuadrado de 125 metros de lado, según los mismos términos del concurso de 1886. Tiene 325 metros de altura con sus 116 antenas; la base está situada a 33,5 metros por encima del nivel del mar.
Los cimientos: los dos pilares situados del lado de la Escuela militar de Francia reposan sobre una capa de hormigón de dos metros; esta, a su vez, reposa en una cama de grava, formando una excavación de siete metros de profundidad. Las bases de la cimentación de los dos pilares de la parte del río Sena se sitúan incluso por debajo del nivel del río.
Los obreros trabajaron en pozos de cimentación metálicos a presión en los cuales se inyectaba aire comprimido, mediante el denominado método Triger. Dieciséis macizos de cimentación sostienen cada uno de los bordes de los cuatro pilares y enormes pernos de sujeción de 78 dm de longitud fijan el casco en fundición de acero en el cual reposa cada pilar.
Los pilares: actualmente, las casetas para la compra de boletos ocupan los pilares norte y oeste; los ascensores son accesibles (salvo eventuales operaciones de reparación o de mantenimiento) desde los pilares norte, este y oeste. Las escaleras (abiertas al público hasta el segundo piso, y que totalizan 1665 escalones hasta la cumbre) son accesibles desde el pilar sur, que también aloja un ascensor privado, reservado para el personal y para los clientes del restaurante gastronómico Le Jules Verne, situado en el segundo piso, y un montacargas.
Los arcos: tendidos entre cada uno de los cuatro pilares, se elevan a 39 metros sobre el suelo y tienen un diámetro de 74 metros. Aunque en los bosquejos iniciales de Stephen Sauvestre aparecían muy decorados, se simplificaron considerablemente con posterioridad. Su función es puramente estética, y no contribuyen al comportamiento estructural de la torre.

#### Primer nivel

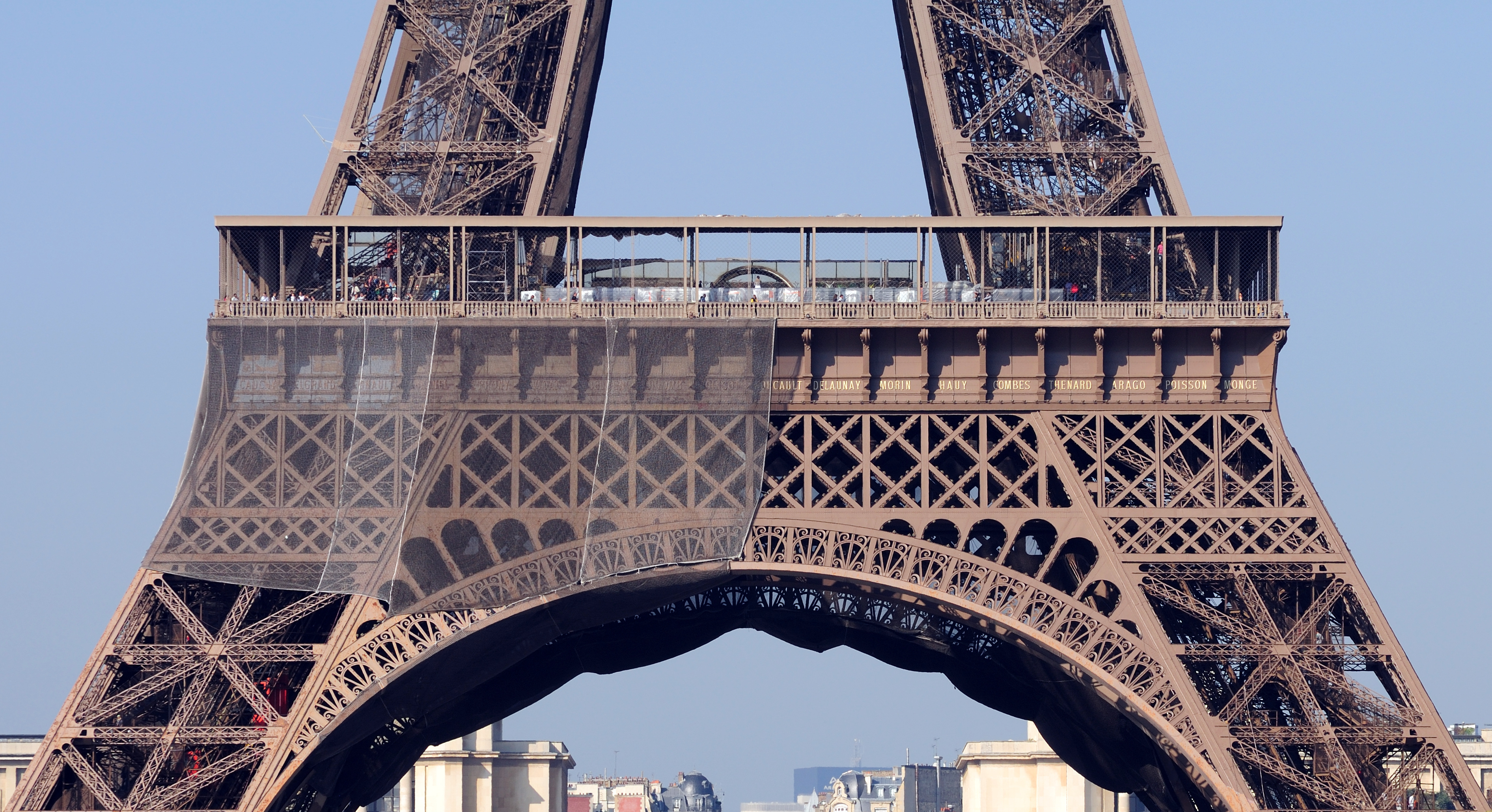
Primer Nivel

Situado a 57 metros sobre el suelo, con una superficie de 4200 metros cuadrados, puede soportar la presencia simultánea de aproximadamente 3000 personas.
La galería perimetral de 2,6 m de anchura que rodea el primer piso permite disfrutar de una vista de 360° sobre París. Esta galería tiene colocados varios mapas de orientación y catalejos que permiten observar los monumentos parisinos. Apuntando hacia el exterior están inscritos los nombres de setenta y dos personalidades del mundo científico de los siglos XVIII y XIX. (Véase: 72 sabios de la Torre Eiffel)
Este primer piso alberga el restaurante 58 Tour Eiffel que se extiende por más de dos niveles. Este local ofrece por un lado una vista panorámica sobre París, y por el otro una vista hacia el interior de la torre. Su nombre viene de la altitud del primer piso de la torre Eiffel, situada a 58 m sobre el nivel de la calle. Hasta la reforma de 2008, se denominaba Altitude 95. Comparte el primer piso con la Sala Gustave Eiffel, un lugar de reunión (con 130 personas de capacidad como restaurante, 200 como sala de conferencias y 300 para cócteles).
También pueden verse algunas reliquias relacionadas con la historia de la Torre Eiffel, incluyendo una sección de la escalera en espiral que, a inicios de la construcción del monumento, subía hasta la cumbre. Esta escalera fue desmantelada en 1986, durante una importante labor de renovación de la torre. Fue entonces cortada en 22 secciones, de las cuales 21 fueron vendidas en subasta, y adquiridas en su mayor parte por coleccionistas estadounidenses.
Por último, un seguimiento de los movimientos de la cumbre permite describir las oscilaciones de la torre bajo el efecto del viento y la dilatación térmica. Gustave Eiffel había exigido que pudiera soportar un rango de 7 dm de oscilación, que nunca fue el caso, aunque de hecho, durante una ola de calor en 1976, la amplitud de oscilación fue de 18 cm, además de 13 cm durante una tormenta en diciembre de 1999 (cuyo vientos fueron de 240 km/h). En 1982 se reforzó el armazón metálico original con materiales compuestos para minimizar este problema. Una de las particularidades de la torre es que «huye del sol». En efecto, el calor (y por lo tanto, la dilatación del hierro) al ser más importante del lado soleado, provoca que la cumbre se desplace ligeramente en la dirección opuesta.

#### Segundo nivel

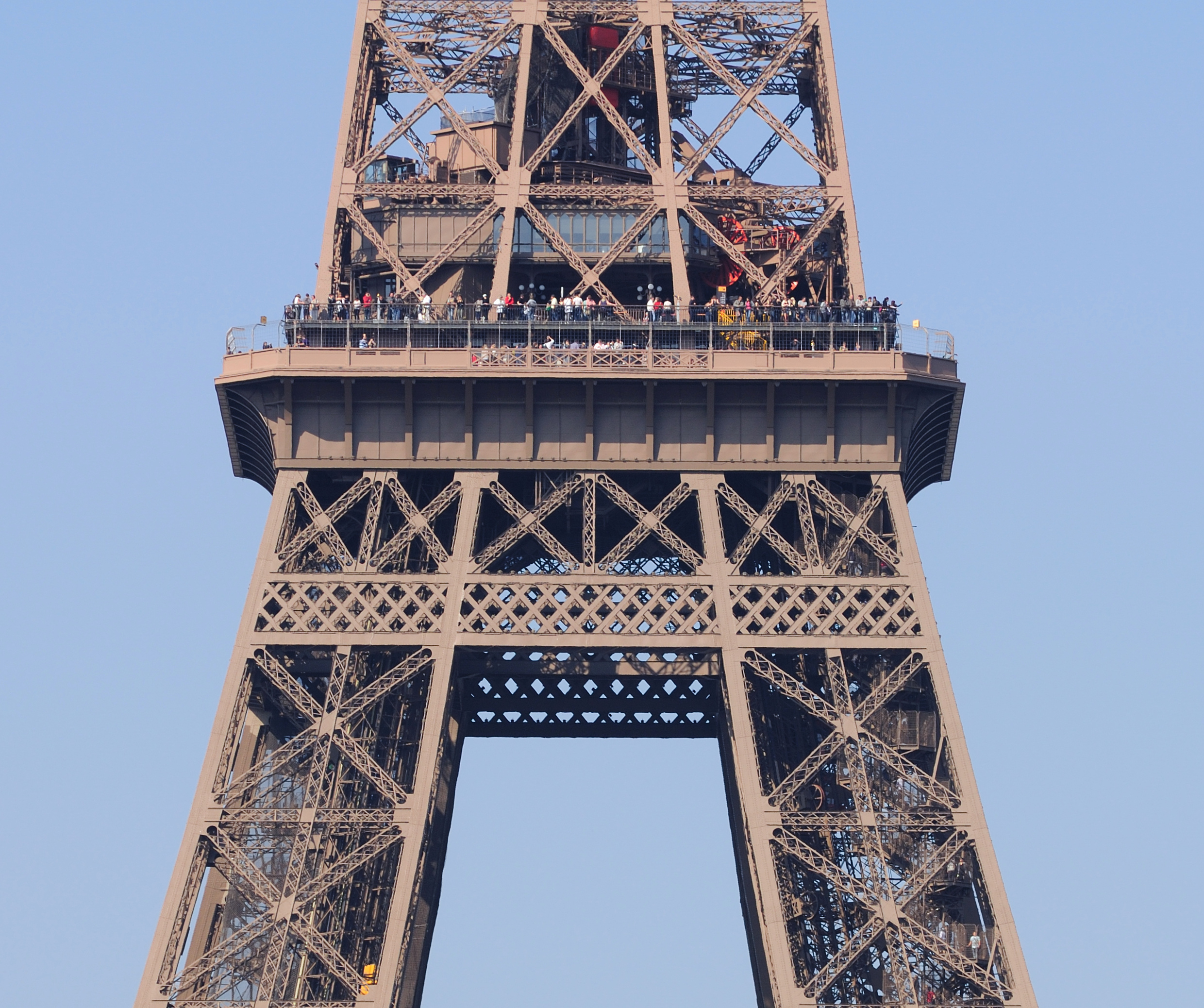
Segundo Nivel

Situado a 115 metros por encima del suelo, posee una superficie de 1650 metros cuadrados aproximadamente; puede soportar la presencia simultánea de alrededor de 1600 personas.
Se considera que es el piso que posee la mejor vista, debido a que la altitud es óptima con relación a los edificios que se encuentran abajo (en el tercer piso son menos visibles) y a la perspectiva general (obviamente más limitada en el primer piso). Cuando el clima lo permite, se calcula que es posible ver hasta a 55 km al sur, 60 al norte, 65 al este y 70 al oeste. En todo el piso se instalaron ventanas de cristal para permitir una vista muy amplia desde arriba. También están instaladas vallas metálicas de protección para evitar cualquier intento de salto al vacío, ya sea un suicidio o un reto deportivo.
Aloja el restaurante Le Jules Verne, un renombrado local gastronómico que cuenta con un gran ventanal que permite tener una excelente vista sobre París. Un ascensor «privado» (sirve también al personal de mantenimiento de la torre), situado en el pilar meridional, conduce directamente a una plataforma de 500 m², exactamente a 123 metros de altura. Normalmente, debido a que la clientela del restaurante procede de lugares distantes, los cubiertos son reservados con antelación.

#### Nivel intermedio

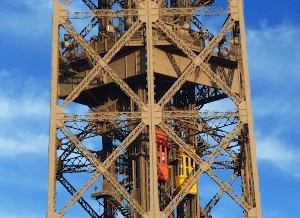
Plataforma intermedia

A medio camino entre el segundo nivel y el tercer nivel existe una plataforma intermedia a la cota 195 (equidista 80 m de los otros dos niveles), que actualmente no es accesible a los turistas. Desde 1889 (fecha inaugural de la torre) hasta 1983 (cuando se sustituyó el ascensor original) sirvió para alojar la maquinaria hidráulica del elevador "Edoux", y para efectuar el transbordo de los visitantes entre sus dos cabinas. Dado que no era posible salvar con un solo mecanismo hidráulico los 160,40 m de desnivel entre la segunda y la tercera plantas, se instaló un sistema con dos cabinas que funcionaban en sentido inverso, realizándose la ascensión en dos fases. La cabina superior (impulsada por el citado mecanismo hidráulico), efectuaba el recorrido entre la plataforma intermedia y el tercer nivel; mientras que la cabina inferior (que servía de contrapeso), se desplazaba entre la plataforma intermedia y el segundo nivel. Cuando la cabina superior llegaba al tercer nivel, la inferior llegaba al segundo; y al invertirse la marcha, coincidían en el nivel intermedio, donde se producía el transbordo entre los visitantes que subían y los que bajaban.

#### Tercer nivel

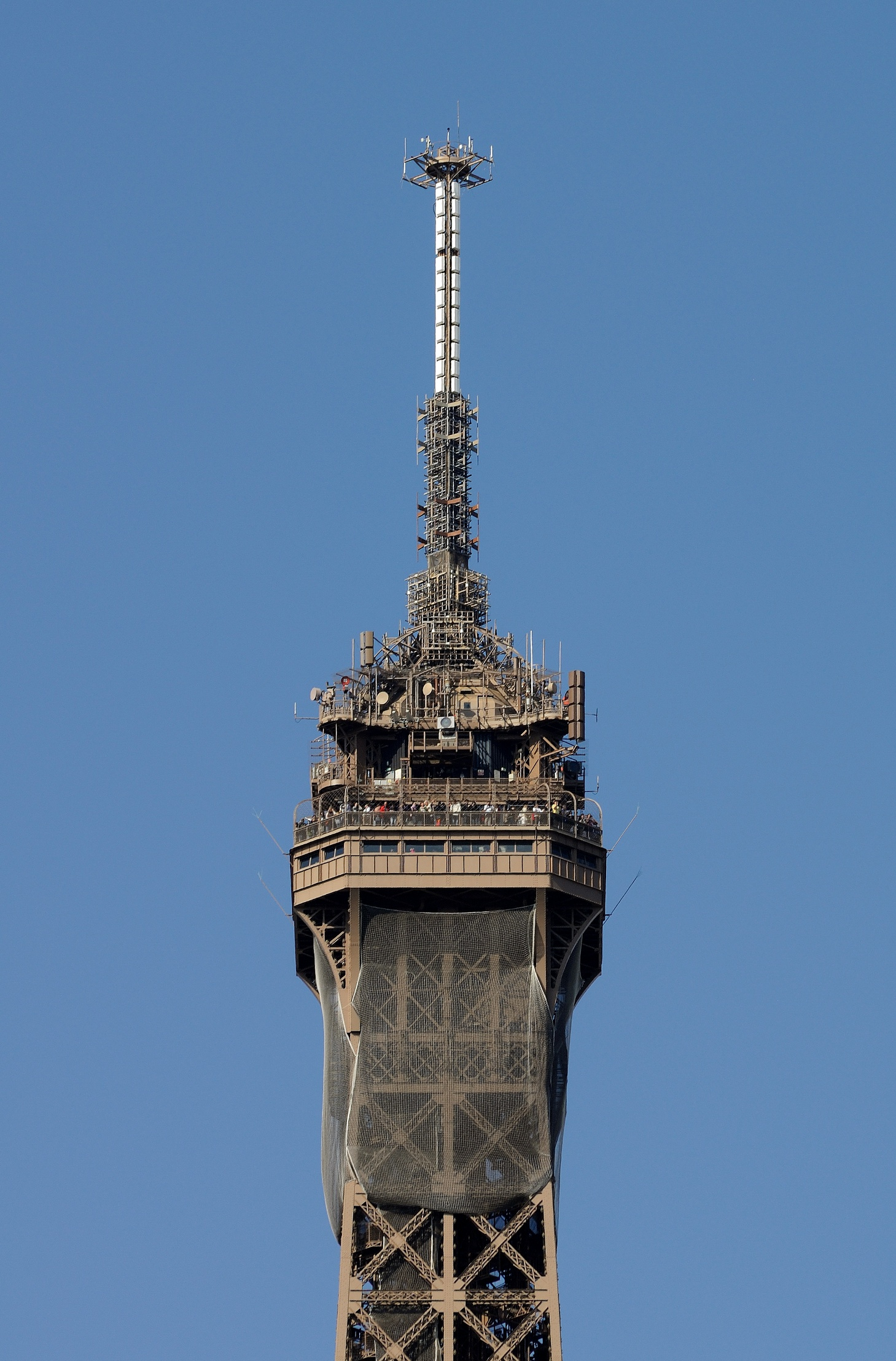
Tercer Nivel

Situado a 275 metros sobre el suelo, con una superficie de 350 m², puede soportar la presencia simultánea de alrededor de 400 personas.
El acceso se hace obligatoriamente por un ascensor (la escalera está prohibida al público a partir del segundo piso) y se llega a un espacio cerrado lleno de mapas de orientación. Al subir algunas escaleras, el visitante llega a una plataforma exterior, a veces denominada (erróneamente) «cuarto piso».
En este piso se puede ver una escenificación (similar a las del «Museo Grévin») que muestra a Gustave Eiffel recibiendo a Thomas Edison; esto refuerza la idea según la cual Eiffel habría utilizado el lugar como oficina, aunque los hechos históricos son diferentes. En realidad, el lugar había sido ocupado primero por el laboratorio meteorológico, antes de que fuera utilizado por Gustave Ferrié en los años 1910 para sus experimentos de telegrafía sin hilos (TSH). La oficina comparte este nivel con el Bar à Champagne, una pequeña barra en la que se pueden degustar copas de vino espumoso mientras se contempla la ciudad de París. Al interior de ella hay un restaurante.
Encima de la torre, fue instalada una antena de teledifusión en 1957, que luego sería completada en 1959 para cubrir cerca de 10 millones de hogares mediante la difusión de televisión analógica terrestre. El 17 de enero de 2005, el dispositivo fue completado, cuando la emisora francesa de televisión digital elevó a 116 el número total de antenas de teledifusión y radiodifusión en la torre. El añadido de esta 116.ª antena hizo crecer la altura de la torre de 324 a 325 metros.

## Diseño

### Material

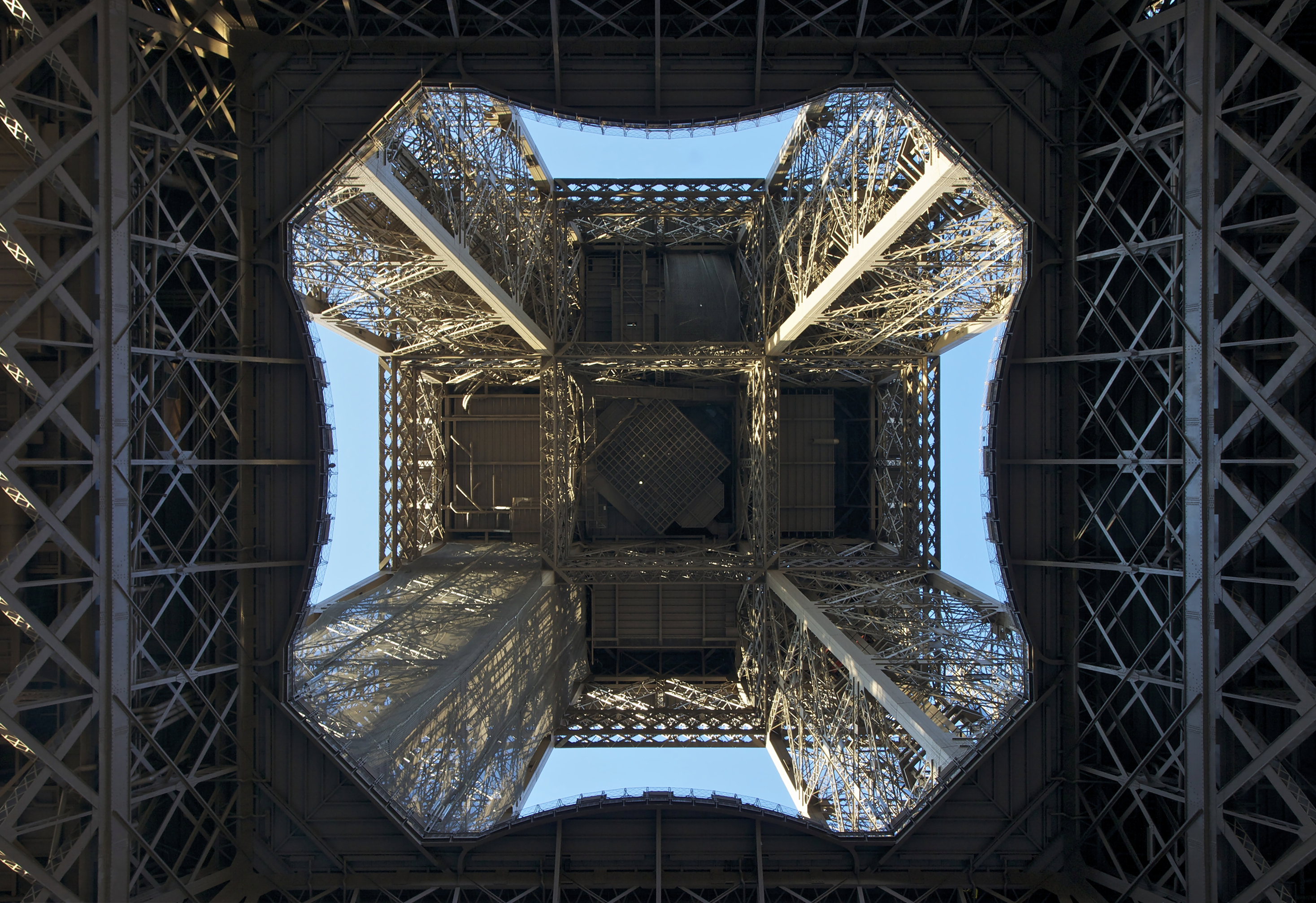
La Torre Eiffel desde abajo

El hierro pudelado (hierro forjado) de la Torre Eiffel pesa 7300 toneladas, y la adición de ascensores, tiendas y antenas han llevado el peso total de la construcción hasta aproximadamente las 10 100 toneladas. Como una demostración de la economía del diseño, si las 7300 toneladas de metal de la estructura fuesen fundidas, se podría llenar la base cuadrada de 125 m de lado con una profundidad de tan solo 6,25 cm considerando que la densidad del metal es de 7,8 toneladas por metro cúbico. Además, el prisma de base cuadrada que rodea la torre (324 m x 125 m x 125 m) contendría 6200 toneladas de aire, con un peso similar al del propio hierro. Dependiendo de la temperatura ambiente, la parte superior de la torre puede alejarse del suelo hasta unos 18 cm debido a la dilatación térmica de la parte de la estructura expuesta a los rayos del sol.

### Consideraciones sobre el viento
Cuando se construyó la torre, muchos se sorprendieron por su forma atrevida. Eiffel fue acusado de tratar de crear un elemento artístico sin tener en cuenta los principios de la ingeniería. Sin embargo, Eiffel y su equipo —experimentados constructores de puentes— comprendieron la importancia de las fuerzas del viento, y sabían que si iban a construir la estructura más alta del mundo, tenían que estar seguros de que podría soportarlo. En una entrevista con el diario Le Temps publicada el 14 de febrero de 1887, Eiffel dijo:

¿No es cierto que las mismas condiciones que proporcionan resistencia también cumplen con las reglas ocultas de la armonía?... ¿Entonces, cuál fue el principal fenómeno del que preocuparse en el diseño de la Torre? Fue la resistencia al viento. ¡Bien entonces! Sostengo que la curvatura de los cuatro bordes exteriores del monumento, que es como el cálculo matemático dicta que deberían ser... va a dar una gran impresión de fuerza y belleza, porque pondrá de manifiesto a los ojos del observador la audacia del diseño en su conjunto.

Se utilizaron métodos gráficos para determinar la resistencia de la torre y la evidencia empírica para tener en cuenta los efectos del viento, en vez de una formulación matemática. Un examen detallado de la torre revela una configuración básicamente exponencial. Todos los elementos de la torre se sobredimensionaron para garantizar la máxima resistencia a las fuerzas del viento. La mitad superior incluso evita en lo posible los elementos con huecos en celosía. En los años desde que se completó, los ingenieros han propuesto diversas hipótesis matemáticas en un intento de explicar el éxito del diseño. En un análisis realizado en 2004, después de que las cartas enviadas por Eiffel a la Sociedad Francesa de Ingenieros Civiles en 1885 fueron traducidas al inglés, el procedimiento de cálculo utilizado se describe como una ecuación integral no lineal basada en contrarrestar la presión del viento en cualquier punto de la torre con la tensión entre los elementos de construcción en ese punto.
La Torre Eiffel oscila hasta unos 9 centímetros por efecto del viento.

### Mantenimiento
El mantenimiento de la torre incluye la aplicación de 60 toneladas de pintura cada siete años para evitar que se oxide. Hasta el año 2016, ha sido pintada por completo al menos 19 veces desde que fue construida. Pinturas al plomo todavía estaban siendo utilizadas en fecha tan reciente como 2001, cuando la práctica se interrumpió por motivos medioambientales.

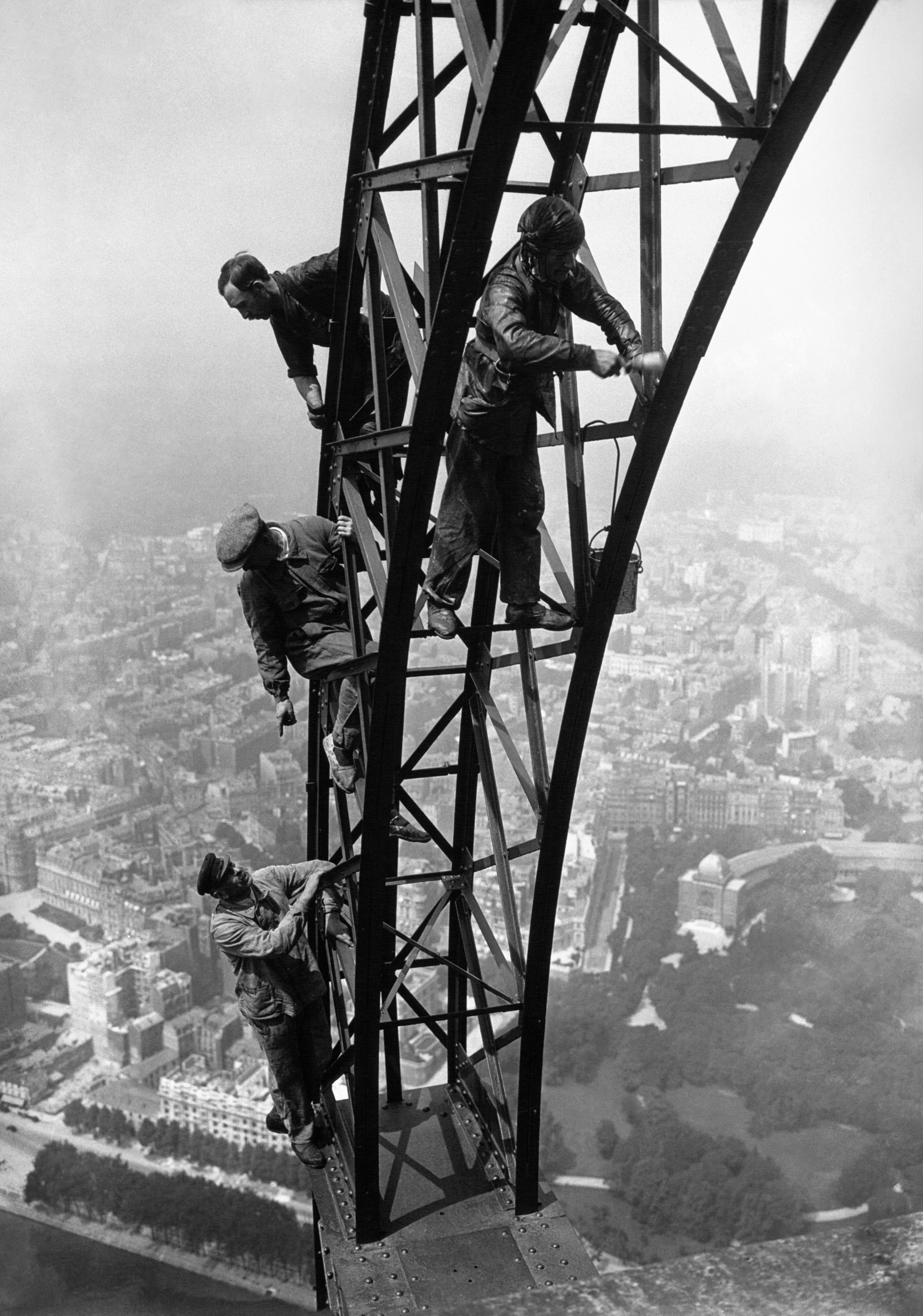
Pintado de la torre (1924)
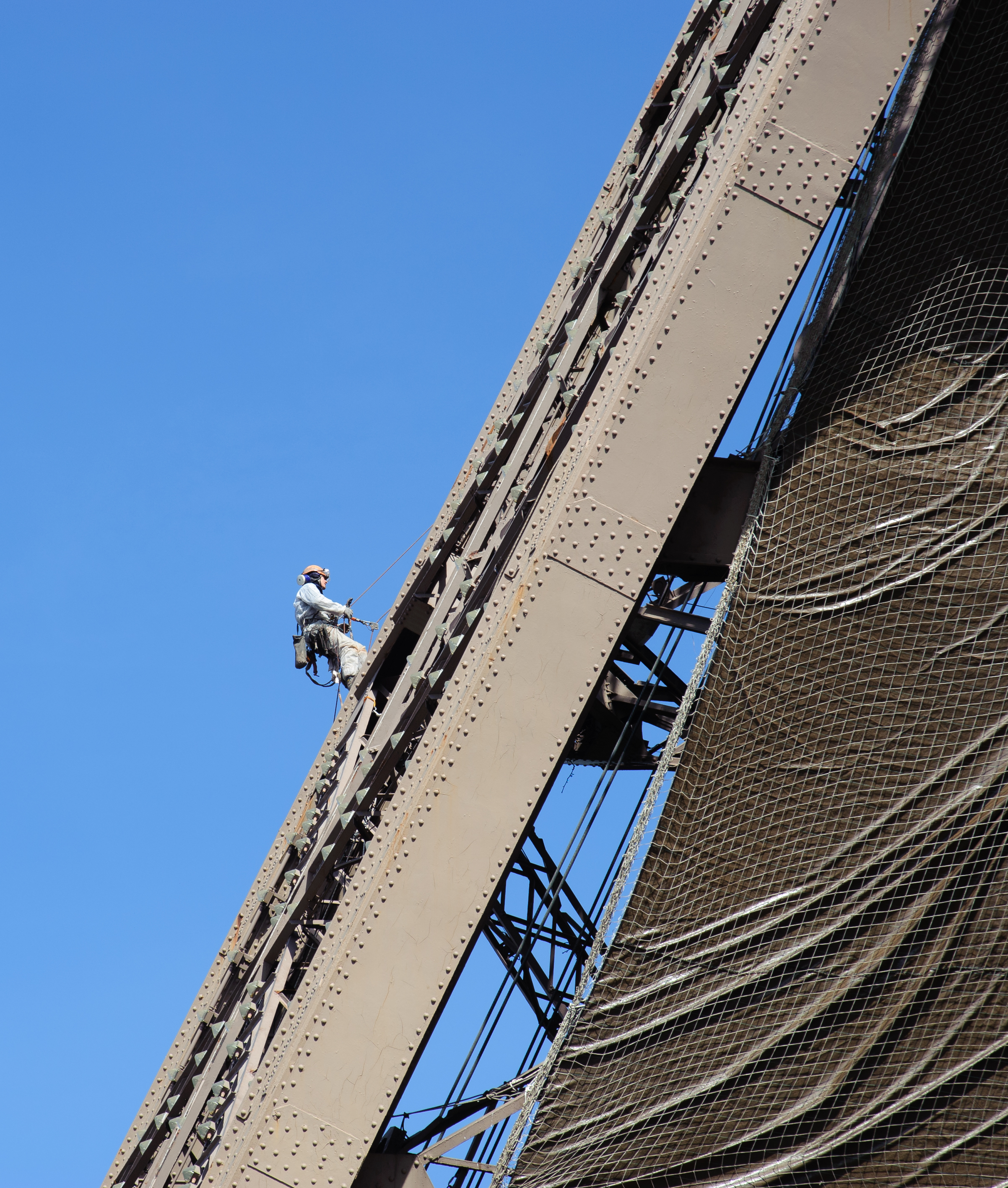
Tareas actuales de pintado de la torre
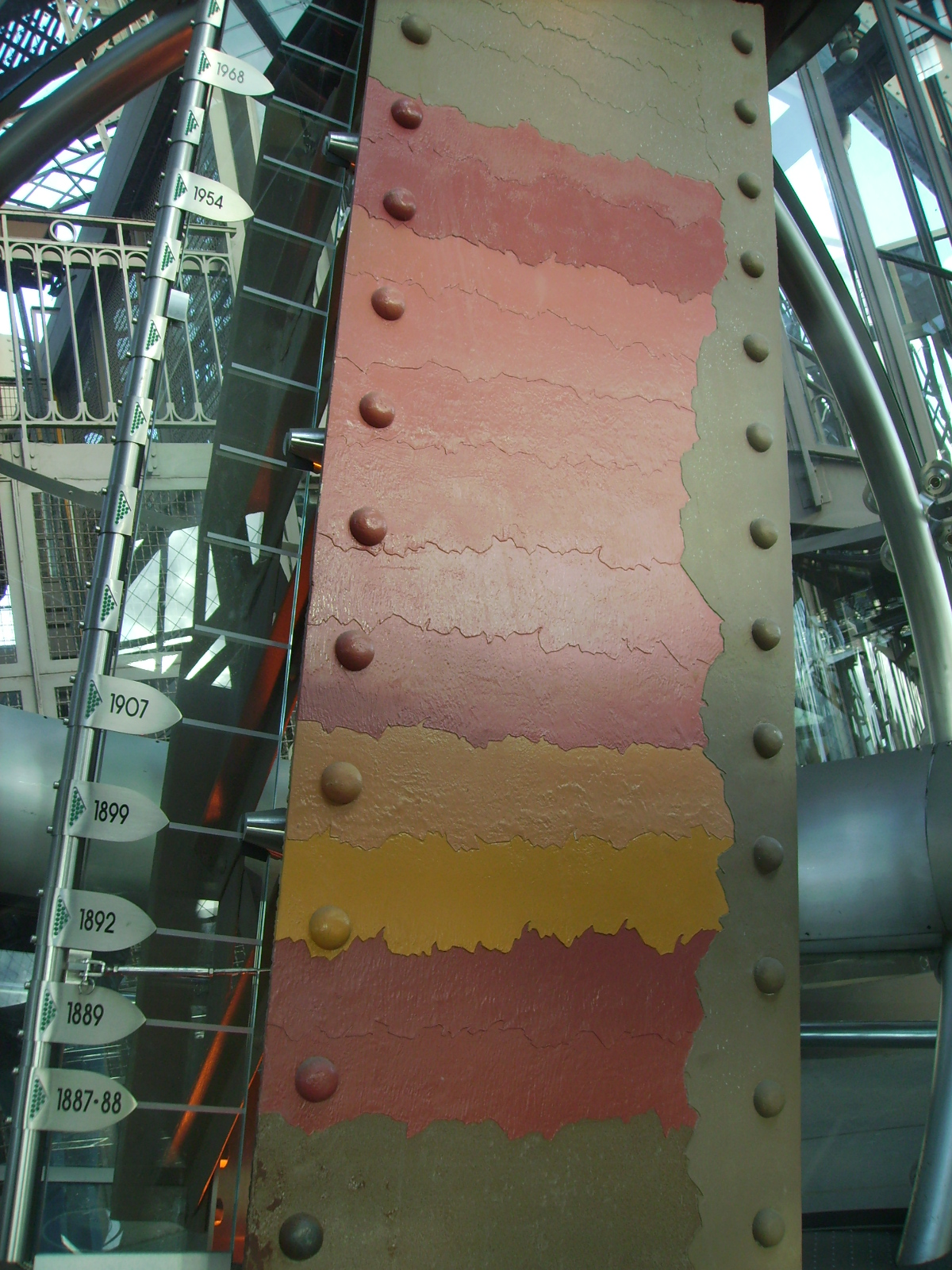
Sucesión de los colores utilizados

### Estética
La silueta de la torre, prácticamente desde el mismo momento en que se inauguró, se convirtió en uno de los iconos más inconfundibles y fácilmente reconocibles a escala internacional. Con su configuración que recuerda a una letra «A» mayúscula, su diseño supuso una ruptura radical con lo que hasta entonces se entendía como un edificio singular. Ignorando deliberadamente la tradición de sólidas construcciones de piedra o ladrillo heredada desde la Roma imperial a través de la Edad Media y el Renacimiento, supuso un novedoso concepto de «edificio», que supo sacar partido de las propiedades de un material que había adquirido su madurez técnica a lo largo del siglo XIX: el hierro pudelado. Precedente inmediato del acero, este material había permitido acometer proezas impensables hasta entonces en la realización de puentes de grandes luces.
El principal logro estético de Eiffel y de sus colaboradores fue tener el atrevimiento de convertir a la estructura del edificio (que hasta entonces siempre se escondía pudorosamente entre muros y paramentos, como un elemento tan imprescindible como incómodo), en la protagonista absoluta de la construcción, en una suerte de exoesqueleto que trasladaba el lenguaje de las obras de ingeniería a una edificación insólita por su necesidad de ser a la vez una torre de 300 m de altura y un lugar atractivo y fácilmente accesible para los miles de personas que estaba previsto que visitaran la torre diariamente.
En febrero de 1887, se publicó un manifiesto contra la construcción de la torre firmado por célebres pintores, escritores y artistas como Sully Prudhome, Guy de Maupassant, Leconte de Lisle, Meissonier, Charles Gounoud y Jean-Léon Gêrome, en el que se la calificaba de chimenea de fábrica, inútil, monstruosa, deshonrosa, y en el que se afirmaba que «con su enormidad brutal, el armatoste de la Torre Eiffel aplastaría todos los monumentos y todas las glorias francesas».
No es extraño que cuando se construyó, sus contemporáneos criticasen su aspecto "inacabado", absolutamente inconcebible para la mentalidad de la época. Sin embargo, el tiempo ha terminado dando la razón a sus diseñadores, que con una mínima ornamentación, tuvieron el acierto de concebir una construcción tan funcional como equilibrada. Curiosamente, la torre se muestra perfectamente organizada (gracias a su simetría) cuando se contempla en su conjunto; y a la vez, desconcertantemente caótica si se contempla desde cerca el tupido conjunto de sus celosías.
Los únicos elementos no estructurales son los cuatro arcos de celosía, añadidos en los bocetos de Sauvestre por motivos estéticos, que sirvieron para dar mayor importancia simbólica a la torre como impresionante marco de entrada a la exposición.
Desde el punto de vista cromático, la torre está pintada en tres tonos, con el más claro en la parte superior y haciéndose progresivamente más oscura hacia abajo, para complementar a la perfección el aspecto del cielo parisino. Originalmente era de color marrón rojizo; que se cambió en 1968 a un color bronce conocido como "Marrón Torre Eiffel".

Detalles constructivos
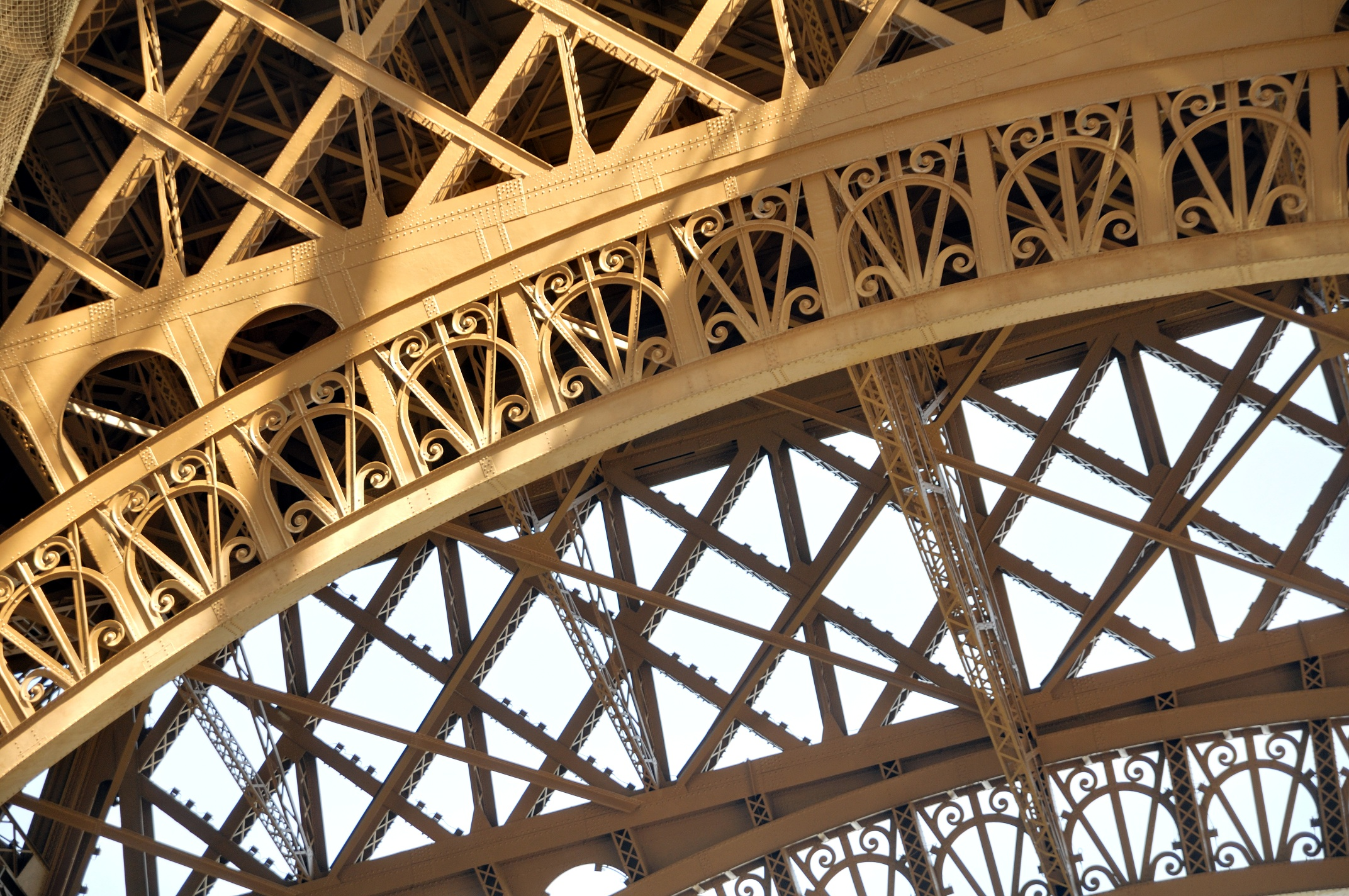
Detalle de la construcción del arco
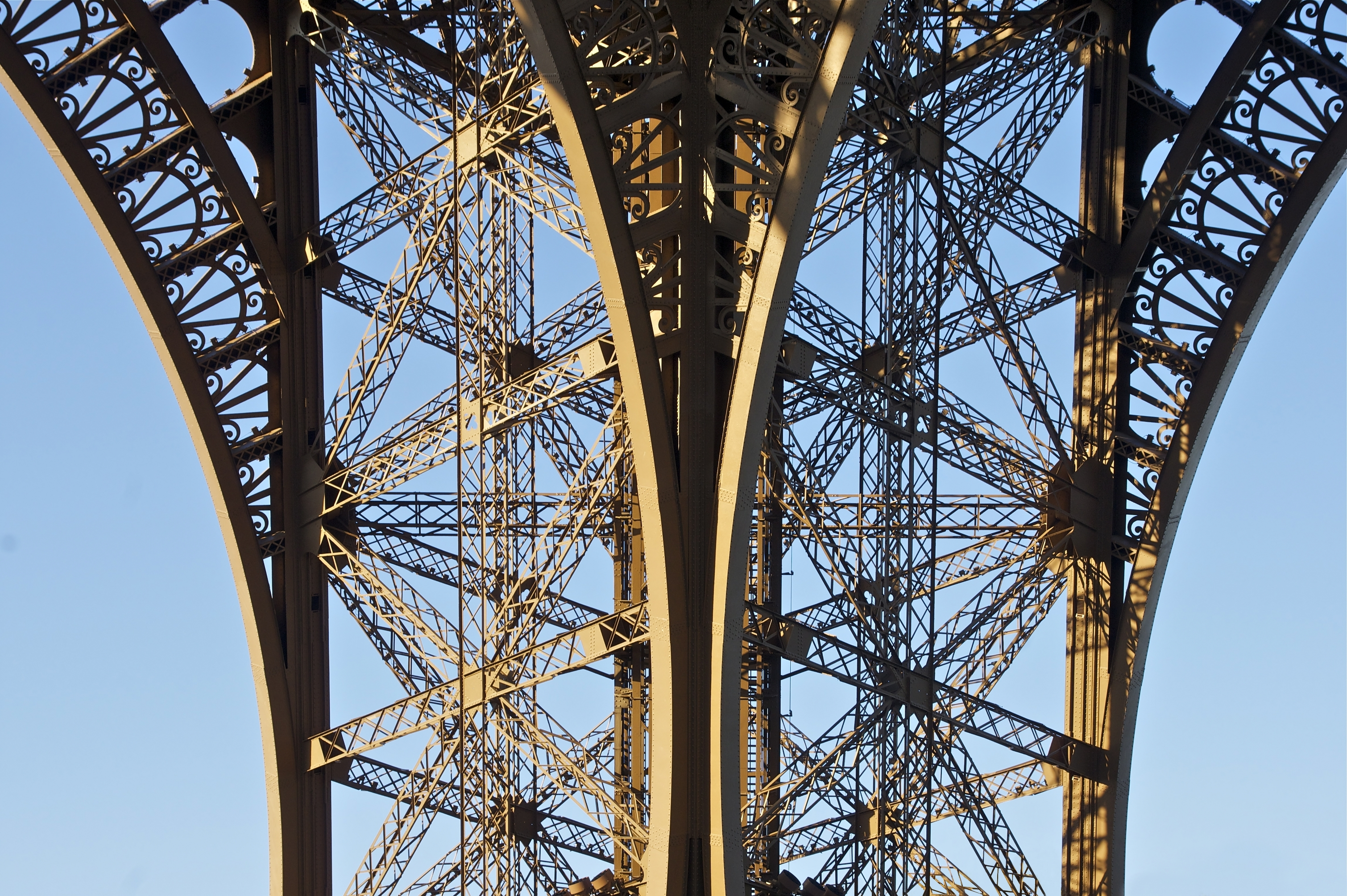
Pilar norte desde el interior
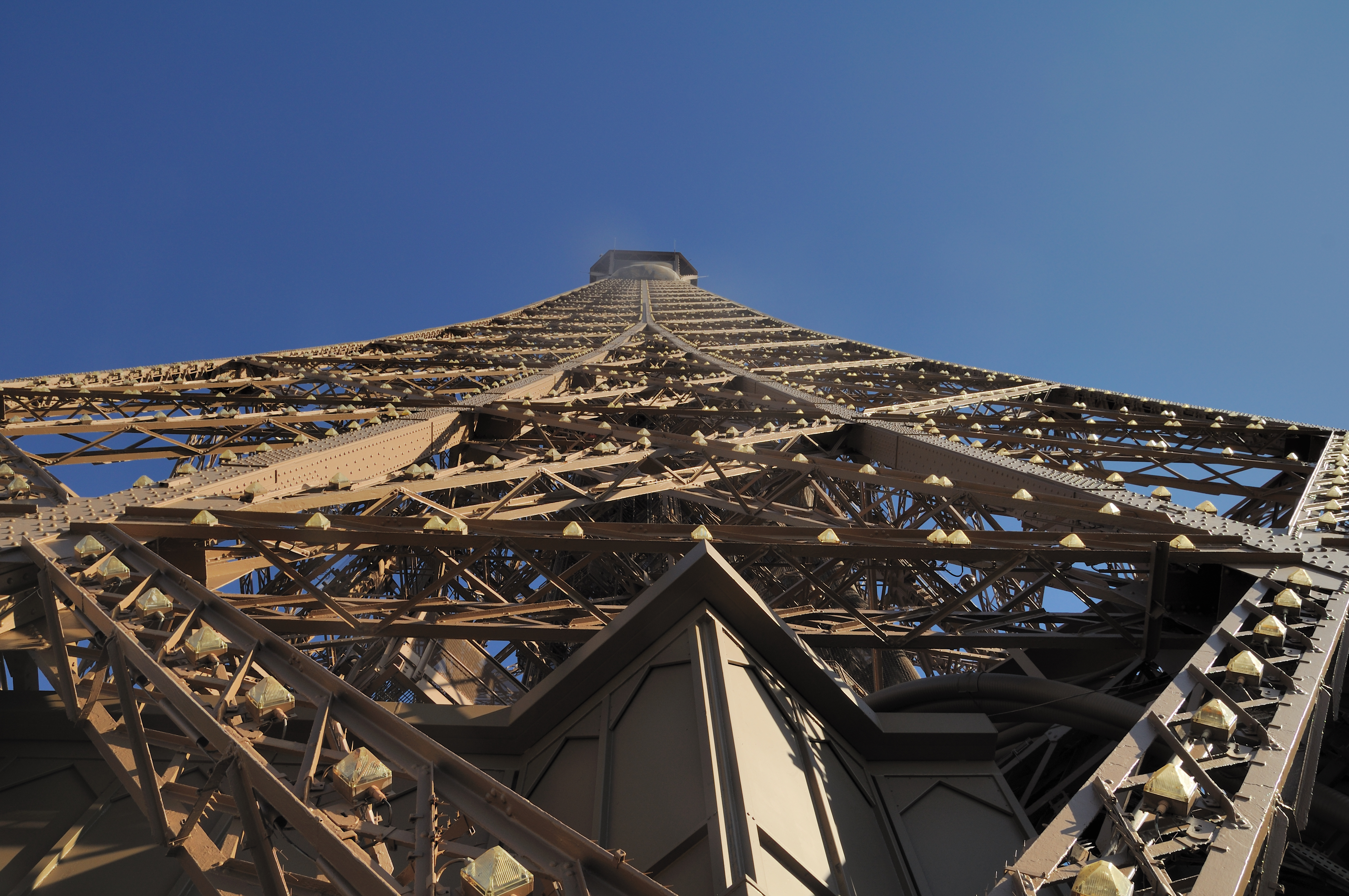
Parte superior desde la segunda planta
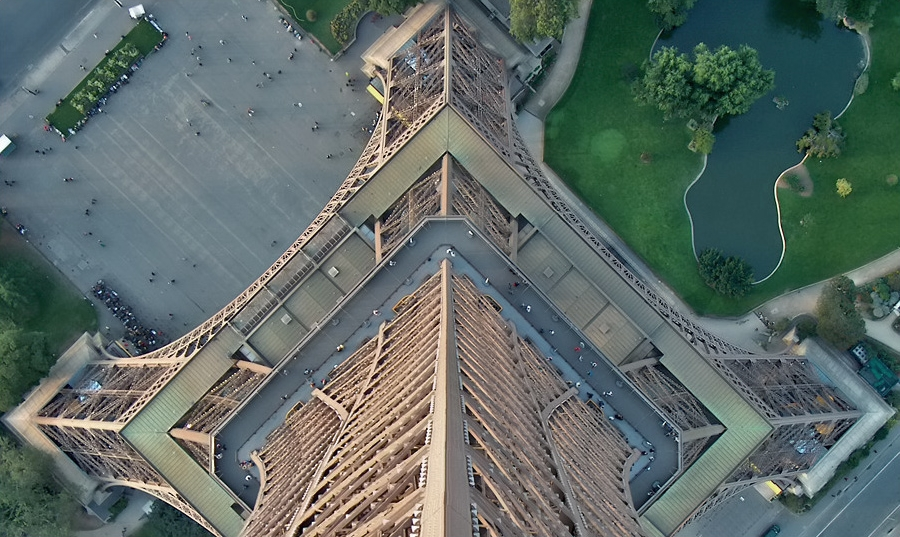
Vista desde el tercer piso hacia abajo

### 72 nombres de científicos grabados

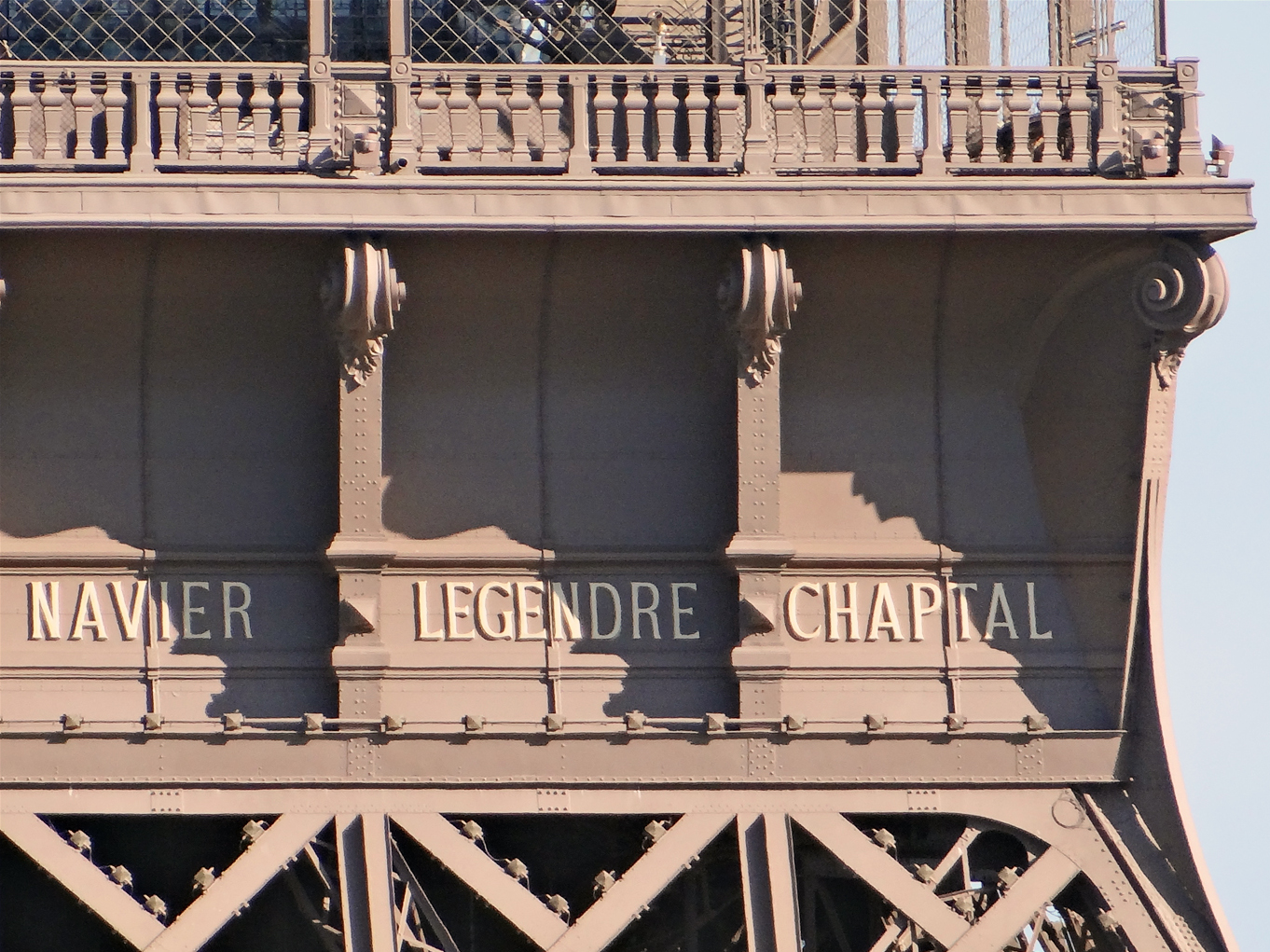
Tres de los 72 nombres de científicos grabados en la torre

Gustave Eiffel hizo grabar en la torre los nombres de setenta y dos destacados científicos, ingenieros y matemáticos (casi todos franceses) en reconocimiento a los descubrimientos que realizaron, que de acuerdo con el criterio del propio Gustave Eiffel, los hacía merecedores de figurar inscritos en la torre. Eiffel eligió esta «invocación a la ciencia» debido a su preocupación por la protesta de los artistas.
A principios del siglo XX, los grabados se recubrieron con la misma pintura utilizada para proteger la torre, pero fueron restaurados en 1986-87 por la Société Nouvelle d'exploitation de la Tour Eiffel, la compañía que operaba la torre.

### Ascensores
La disposición de los ascensores ha sido modificada varias veces durante la historia de la torre, mejorando su seguridad y capacidad, si bien también se ha velado por la conservación de la maquinaria original siempre que ha sido posible:
Ascensores originales
Cuando se inauguró en 1889, la torre contaba con cinco ascensores hidráulicos. En la primera semana (en la que todavía no funcionaban) cerca de 30 000 personas subieron a pie hasta el primer nivel.
- 1889: en la planta baja, la torre contaba con cuatro ascensores hidráulicos: los de los pilares este y oeste, de cabina sencilla, subían hasta el primer nivel; y los de los pilares norte y sur, de doble cabina, ascendían hasta el segundo nivel.[45] Para subir del segundo al tercer nivel, se utilizaba el quinto ascensor, que trabajaba en dos etapas. Diseñado por el ingeniero Félix Léon Edoux, era un dispositivo único en el mundo (se desmontó en 1983). La cabina superior estaba impulsada por un pistón hidráulico con un recorrido de 81 metros, mientras que la cabina inferior hacía de contrapeso. A mitad de recorrido, había que cambiar de ascensor, cruzando una pasarela que dejaba admirar una vista impresionante.
- 1899: para la Exposición Universal de 1900, se desmontaron en 1887 los ascensores Roux-Combaluzier de los pilares este y oeste, sustituyéndose en 1899 por los Fives-Lille que han perdurado hasta la actualidad, prolongándose hasta el segundo nivel.
- 1910: se eliminaron los dos ascensores Otis de los pilares norte y sur. No serían repuestos hasta 1965.

Ascensores actuales
En la actualidad la torre cuenta con un total de siete elevadores: cinco entre la calle y el segundo nivel; y otros dos entre el segundo nivel y el tercero.
- Pilar norte: un ascensor eléctrico Schneider (instalado en 1965, y posteriormente modernizado). Capacidad: 920 personas/hora.
- Pilar sur: un ascensor eléctrico Otis utilizado exclusivamente desde 1983 por los clientes del restaurante Le Jules Verne (situado en el segundo nivel). Capacidad: 10 personas/ascenso.
- Pilar sur: un elevador de carga construido en 1989. Capacidad: 30 personas o 4 toneladas/ascenso.
- Pilares este y oeste: se mantienen los ascensores hidráulicos Fives-Lille originales, sometidos a posteriores revisiones. En 2008 se emprendió el proyecto de restituir a su estado original el ascensor del pilar oeste, con la intención de volver a utilizar las máquinas de funcionamiento sencillo ideadas por Gustave Eiffel en colaboración con la compañía Fives-Lille en 1899. Capacidad: 650 personas/hora cada uno.
- Entre el segundo y tercer niveles: desde 1983 funcionan dos ascensores eléctricos DUOLIFT-Otis de doble cabina. Al hacer el trayecto sin la parada intermedia que debía realizar el ascensor hidráulico original, el tiempo del recorrido se redujo de ocho a menos de dos minutos. Capacidad: 1140 personas/hora

Teniendo en cuenta el tiempo necesario para alinear las cabinas en sus puntos de parada, los ascensores, en servicio normal, invierten un promedio de 8 minutos y 50 segundos para hacer el viaje de ida y vuelta desde la calle hasta el segundo nivel, pasando un promedio de 1 minuto y 15 segundos en cada nivel. La velocidad de los ascensores es de 2 metros por segundo. El tiempo medio de viaje entre los niveles es de 1 minuto.
El mecanismo hidráulico original del elevador sustituido en 1983 está en exposición pública en un pequeño museo situado en la base. Debido a que el mecanismo requiere lubricación y mantenimiento frecuente, el acceso al público se restringe a menudo.

### Iluminación
Desde su creación, la Torre Eiffel siempre se ha iluminado de manera deslumbrante en toda su estructura, ya sea mediante luces de gas (cuando se inauguró) o a través de luces de neón o sodio de alta presión. Desde 1888, antes de su finalización, cada 14 de julio se disparan fuegos artificiales desde el segundo piso de la torre, siendo uno de los lugares preferidos por los parisinos para celebrar la fiesta nacional de Francia. En 1889, cuando se realizó su primera iluminación, esta constaba de 10 000 luces de gas, pero para la exposición universal de 1900, celebrada en París, las luces de gas fueron reemplazadas por luces eléctricas.
Además de la iluminación normal, y de los focos que recorren el cielo parisino durante todas las noches y que, si el cielo está claro, son visibles a ochenta kilómetros de distancia, la Torre Eiffel exhibe una iluminación especialmente llamativa y brillante cuando, tras caer la noche, durante los diez primeros minutos de cada hora (hasta las 02:00 normalmente, y hasta la 01:00 en invierno) se iluminan miles de bombillas centelleantes que le dan un espectacular aspecto.
En 1925, André Citroën realizó una gran iluminación publicitaria que constaba de más de 250 000 bombillas de distintos colores. Estas luces se mantuvieron hasta 1933, cuando la ciudad ya había sextuplicado su tamaño. En 1937, para la Exposición Internacional de Artes Aplicadas, André Granet diseñó una nueva iluminación para dar relieve a la estructura, que hacía un excelente juego con las luces de los jardines de Trocadero.
En 1934, la compañía Jacopozzi instaló un reloj y un termómetro a lo largo de la torre, con bombillas rojas que representaban la barra de mercurio que marcaba la temperatura.
El 31 de diciembre de 1985, la SNTE (Société Nouvelle d'exploitation de la Tour Eiffel) inauguró el juego de luces diseñado por el ingeniero en iluminación Pierre Bideau, compuesto por 336 proyectores equipados con lámparas de vapor de sodio de alta presión de color amarillo-anaranjado. Los haces de luz, dirigidos de abajo hacia arriba, iluminaban la torre Eiffel desde el interior de su estructura, sustituyendo a los 1290 proyectores en servicio desde 1958, que iluminaban la Torre desde el exterior. Esta instalación permitió realzar la estructura metálica del monumento e iluminar los lugares transitados por los visitantes de noche hasta la hora de cierre de la torre.
Poco después, fue equipada con un dispositivo que la haría visible desde muchos kilómetros de distancia: se instalaron dos haces de luz en la cima de la torre, de forma que pueden ser vistos a una distancia de 80 km. Este mecanismo está compuesto de cuatro proyectores motorizados (marca «Marine») con lámparas de xenón de 6000 vatios que duran 1200 horas. Todos los proyectores reciben órdenes de un microprocesador que los mantiene sincronizados para formar una cruz doble que gira 360° sobre la torre.
Para la entrada del año 2000, la torre Eiffel fue adornada con 20 000 flashes que parpadean sobre su estructura. Estos flashes destellan durante diez minutos dos veces al día: la primera vez lo hacen al mediodía y la segunda vez parpadean a la una de la noche. Además, cada hora la torre parpadea con sus miles de flashes durante cinco minutos, siendo la última a la una de la mañana durante diez minutos, pero sin su iluminación habitual.
La instalación requirió:
- 20 alpinistas cada noche durante tres meses para colocar las luminarias.
- 20 000 luces, con un peso total de ocho toneladas.
- 800 luces eléctricas, de 13 kilos cada una en promedio, con una longitud sumada de 18 km en total.
- 60 000 collarines flexibles para sujetar los cables a la torre y 20 000 juntas para unirlos.
- 230 interruptores y más de 30 km de cables.
- 400 kW de potencia para el alumbrado.

En junio de 2003, la Torre Eiffel puso en marcha un plan para colocar 2000 flashes, pero con una nueva técnica. A la 1 de la mañana en invierno o a las 2 de la mañana en verano, las luces se superponen creando una mezcla de luces por 10 minutos que simulan un color oro de tono apagado.
Durante el segundo semestre de 2008, entre el 1 de junio y el 31 de diciembre, Francia ostentó la Presidencia rotatoria de la Unión Europea. Durante este período algunos monumentos y edificios de París contaron con una iluminación específica diseñada para la ocasión. En concreto, la Torre Eiffel fue iluminada de azul, y en la cara norte del monumento, entre el primer y segundo piso, se colocaron doce estrellas amarillas simbolizando a la Unión Europea. Al acto de inauguración de la iluminación, presidido por el ministro francés de Asuntos Exteriores y Europeos Bernard Kouchner, acudieron los veintiséis embajadores de los países de la Unión en París.

### Restaurantes
Cuando se inauguró en 1889, la torre ya contaba en la primera planta con tres restaurantes de 500 plazas de capacidad cada uno (francés, ruso y flamenco) y un bar anglofrancés. Hasta 1900, se alumbraban con luces de gas. Después del fin de la Exposición de 1889, el restaurante flamenco se convirtió en un teatro de 250 localidades.
Con ocasión de la Exposición de 1937, los cuatro fueron demolidos, reconstruyéndose solo dos de ellos. A comienzos de la década de 1980 se remodeló de nuevo la primera planta de la torre, inaugurándose dos restaurantes de alta cocina: La Belle France y Le Parisien, que a su vez en el año 1996 se transformaron en el restaurante Altitude 95 (con una decoración inspirada en la época de los dirigibles). En 2008 se remodela de nuevo, pasando a ser el actual restaurante Tour Eiffel 58.
Por su parte, el restaurante Le Jules Verne fue inaugurado en 1983 bajo la dirección del chef Alain Reix. Tras un periodo de inactividad, reabrió sus puertas en diciembre de 2007 bajo la dirección de Alain Ducasse.
Desde los orígenes de la torre, los restaurantes han servido tanto de atracción turística como de uno de los soportes económicos para su explotación. En la actualidad, cuenta con cinco negocios gastronómicos:
- El restaurante Tour Eiffel 58 en la primera planta (completamente renovado en 2008), con 250 comensales de capacidad entre sus dos plantas. Se sirve comida rápida de estilo francés.
- La Sala Gustave Eiffel también en la primera planta (totalmente renovada en 2013), es un local de reuniones que puede ser habilitado como comedor para 130 comensales.
- El prestigioso restaurante Le Jules Verne,[58] que instalado en el segundo nivel de la torre desde 1983, cuenta con 280 plazas de capacidad, y ofrece recetas de alta cocina. Dirigido desde 2007 por el chef Alain Ducasse, cuenta con una Estrella Michelin renovada en 2016.[59]
- El Bar à Champagne, es una pequeña barra situada en la tercera planta, dedicada a la degustación de champán.
- El Buffet Tour Eiffel, que cuenta con tres establecimientos (planta baja, primera planta y segunda planta), donde se venden alimentos y bebidas para ser degustados mientras se visita la torre.

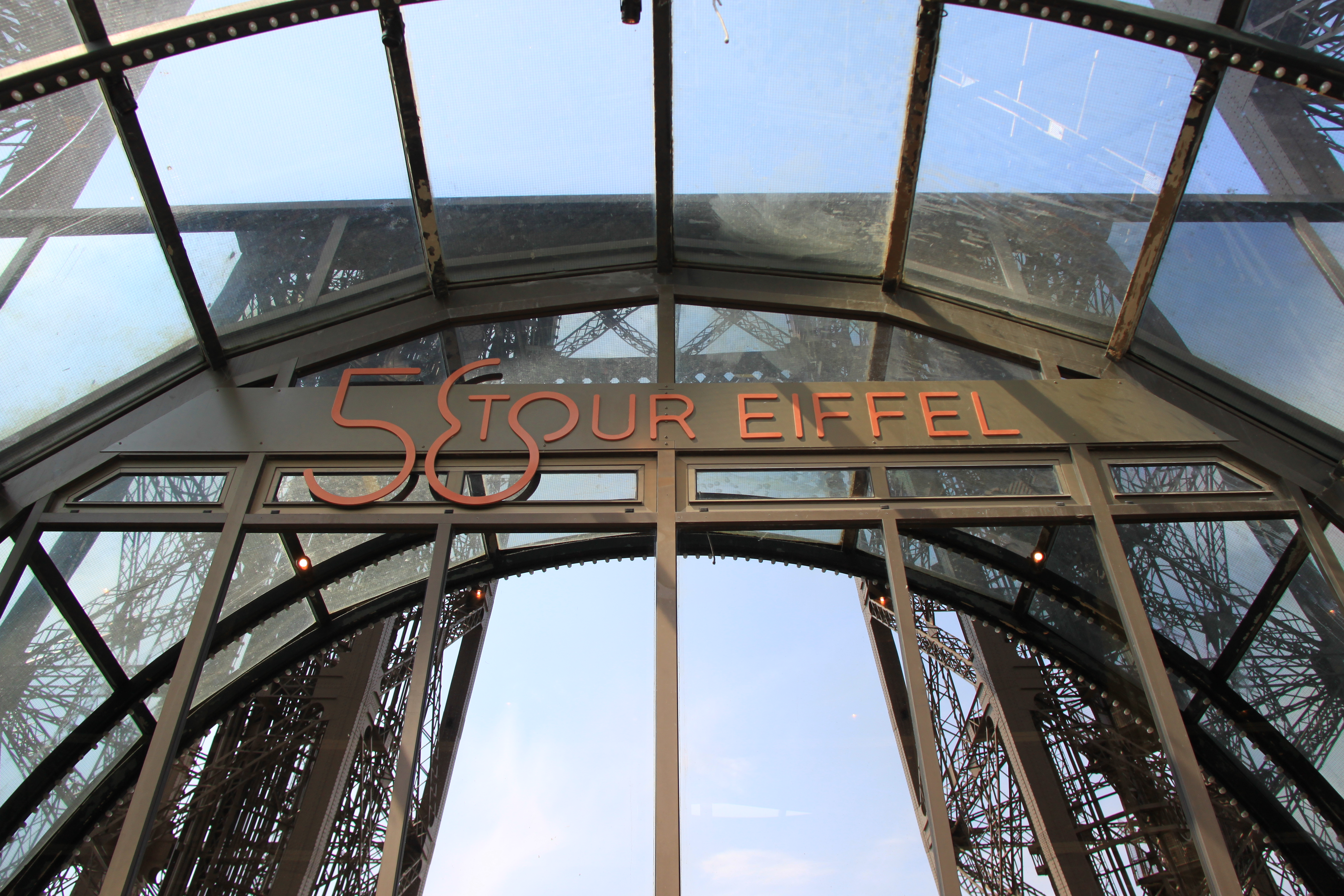
Entrada del restaurante Tour Eiffel 58 (2011)
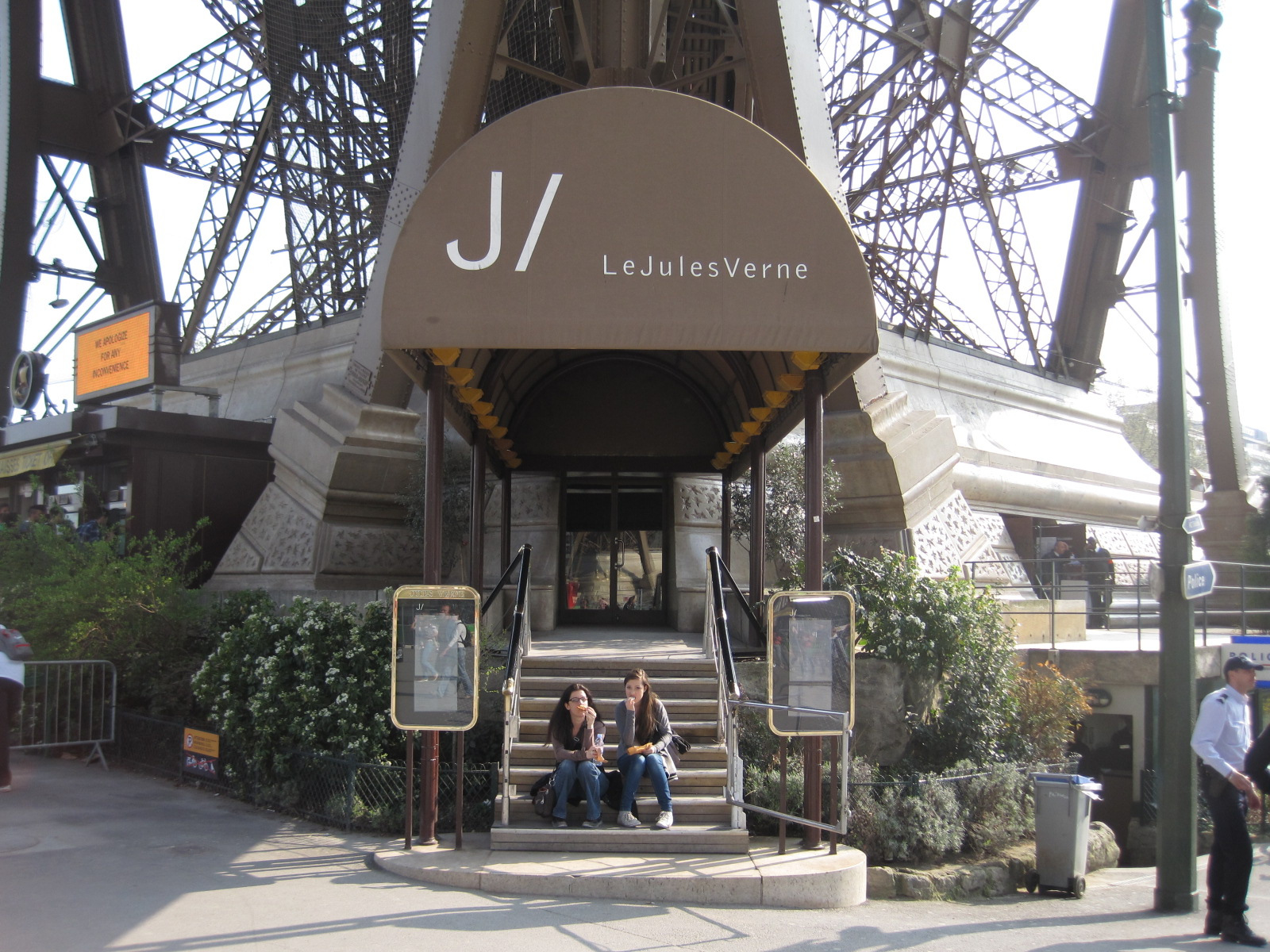
Acceso al restaurante Le Jules Verne en el pilar sur
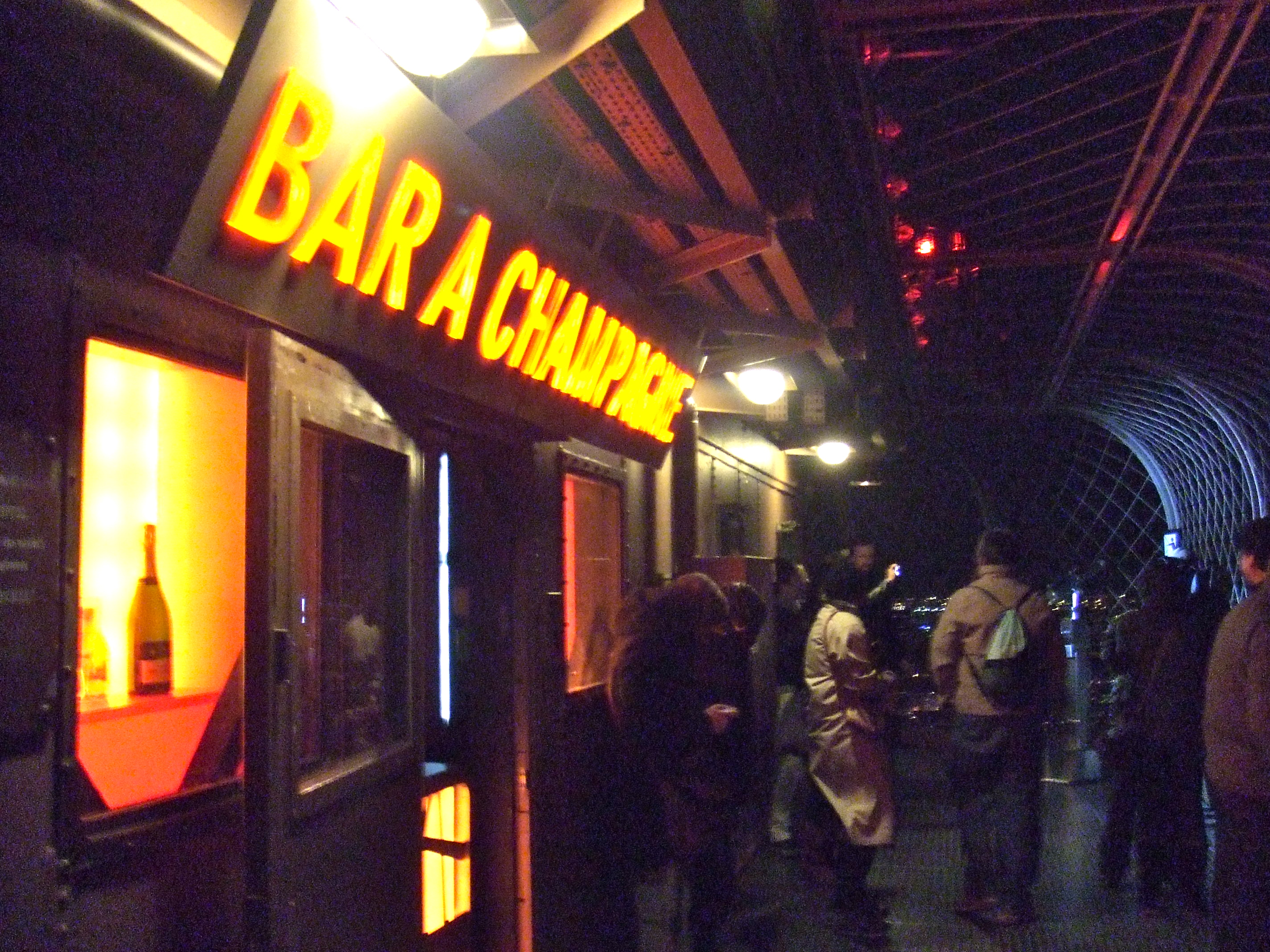
Bar à Champagne en la tercera planta

### Otras dependencias

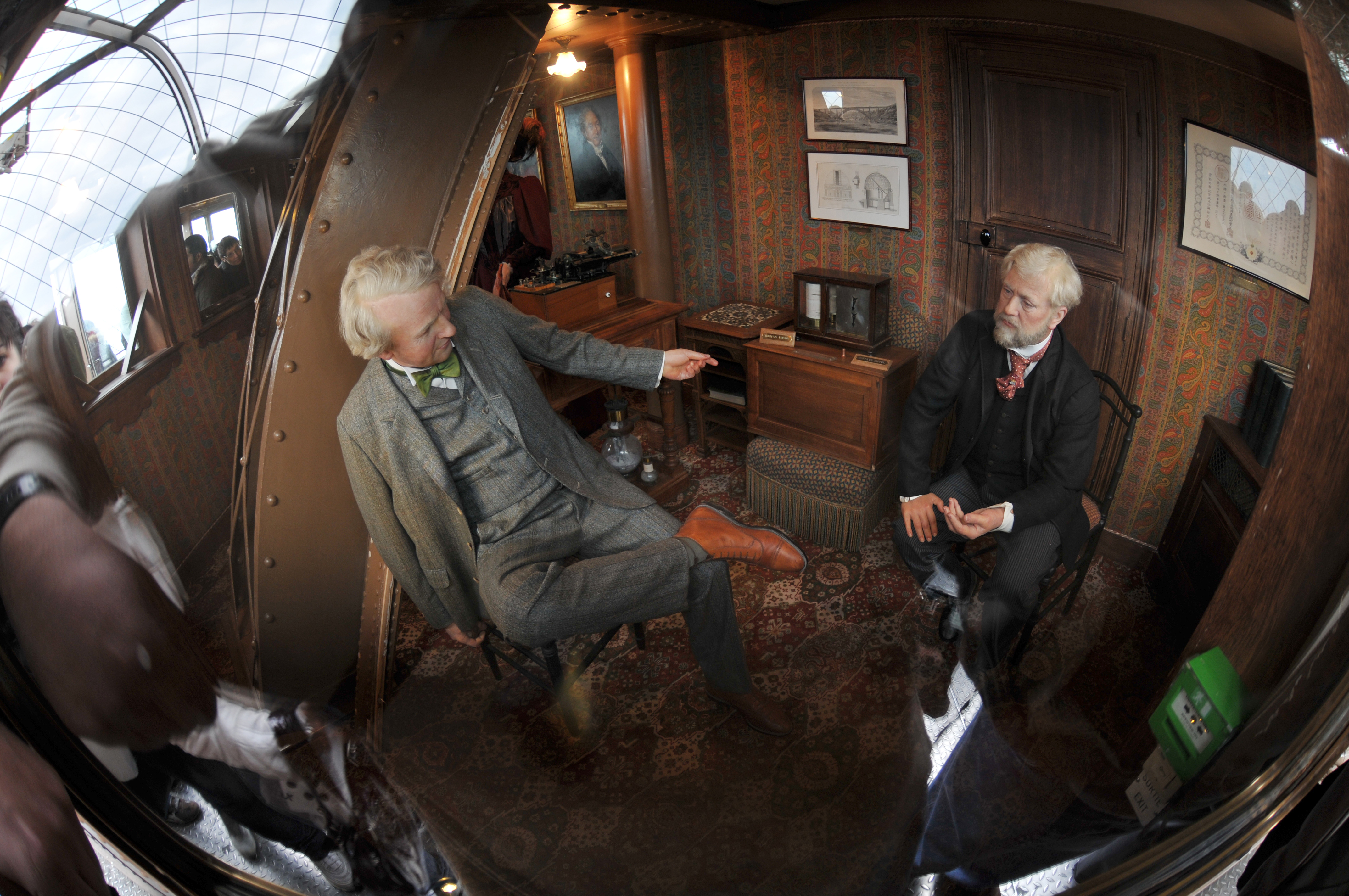
Apartamento de Gustave Eiffel

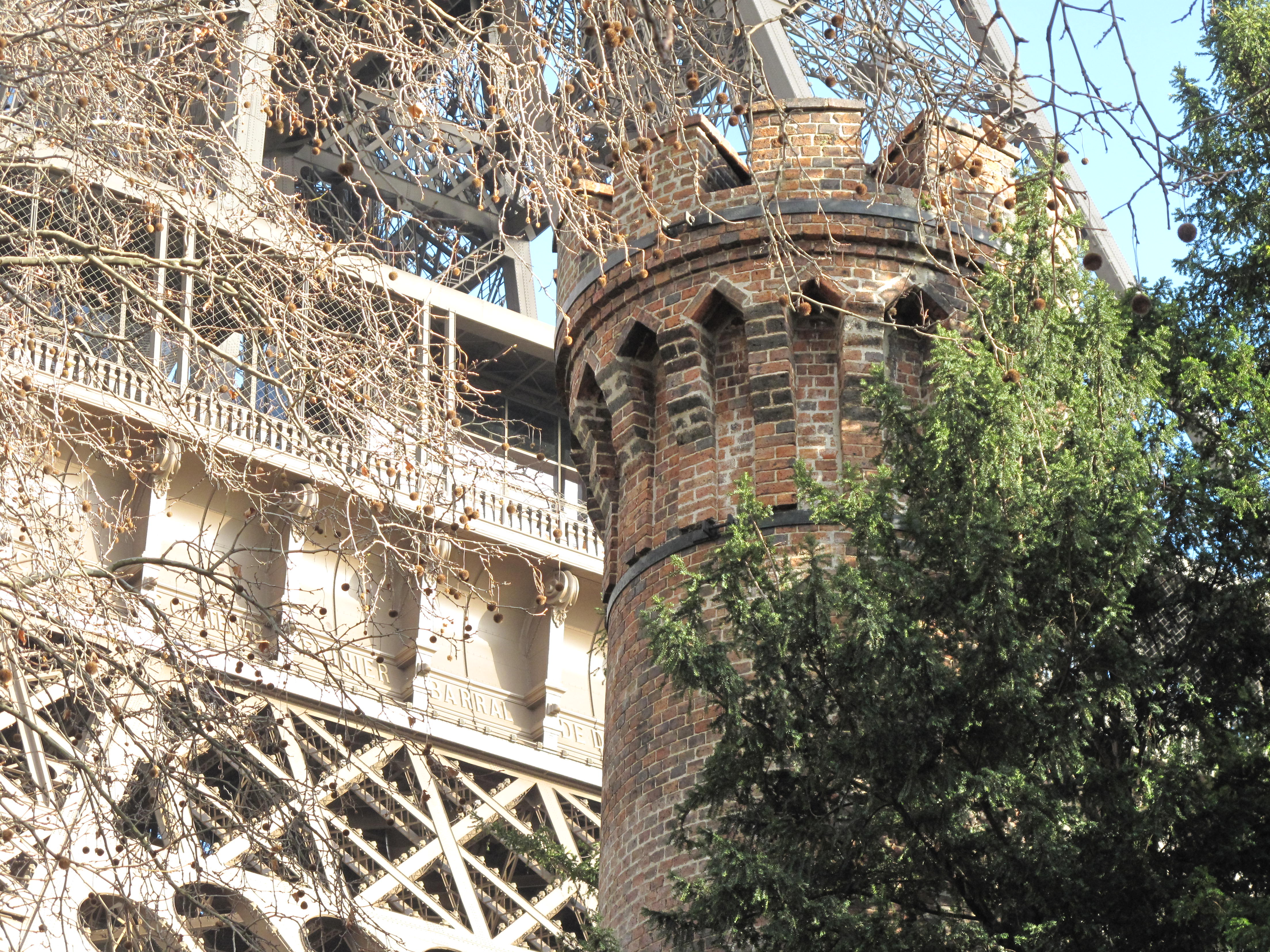
Chimenea del lado suroeste

En la parte superior, había laboratorios para diversos experimentos, y un pequeño apartamento reservado a Gustave Eiffel, utilizado para atender a sus invitados. En la actualidad está abierto al público, incluyendo una decoración de época y unos maniquíes representando a Eiffel y a algunos de sus notables visitantes.
La torre cuenta con dos instalaciones subterráneas que se pueden visitar en recorridos organizados por la SETE:
- Sótano de uso militar en tiempo de guerra: durante la Primera Guerra Mundial la Torre Eiffel fue utilizada para alojar los equipos de comunicaciones del ejército francés, por lo que se construyó una ruta de evacuación subterránea con varios pasillos secretos y túneles que conducían a un depósito de carbón situado junto al río Sena, diseñados como vía de escape en caso de que París fuese invadido. Hoy en día, el búnker se utiliza como almacén y alberga el sistema de acondicionamiento de aire que alimenta los restaurantes de la torre y la tienda de regalos.
- Sala de máquinas subterránea: aloja la poderosa maquinaria que acciona los ascensores hidráulicos de la torre. Todavía en pleno funcionamiento, se dice que es más eficiente que la de los modernos ascensores eléctricos que recorren la torre. Los ascensores hidráulicos entraron en servicio en 1899, y desde entonces la veterana infraestructura se ha mantenido en su alojamiento subterráneo situado bajo la torre.

Al suroeste del pilar oeste de la Torre Eiffel se localiza una chimenea de ladrillo rojo, escondida entre unos arbustos al borde de un pequeño estanque. Permanece en este lugar desde el momento de la creación de la torre en 1887. Fue utilizada para evacuar el humo de las calderas de vapor que alimentaban de energía a la maquinaria utilizada en el pilar sur durante su construcción.
En mayo de 2016, se creó un alojamiento en el primer nivel para dar cabida a los cuatro ganadores de un concurso organizado con ocasión del torneo de fútbol de la Eurocopa 2016 celebrado en París. El apartamento tiene una cocina, dos dormitorios y un salón.

### Generación de energía
En marzo de 2015 se instalaron dos aerogeneradores por encima del primer nivel (dos turbinas helicoidales verticales de 5 m de altura, diseñadas y elaboradas con materiales compuestos por la empresa Urban Green Energy), con capacidad para generar 10 000 kW·h anuales, suficientes para cubrir el consumo de las zonas comerciales del primer nivel.

## Historia

### Enfoque cronológico

#### Tercera República y desarrollo de las técnicas

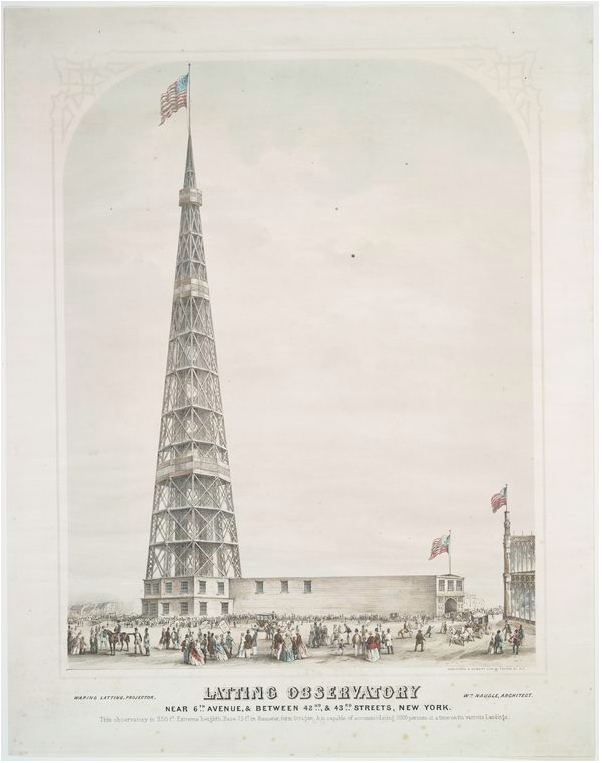
Observatorio Latting, Nueva York (1853)

Fotografía aérea de la Exposición Universal de París de 1889, motivo por el cual la torre fue construida

Concebida en 1884, edificada entre 1887 y 1889 e inaugurada para la exposición universal de 1889 en París, la torre Eiffel simboliza hoy en día a un país entero. Sin embargo, no siempre fue así, y en sus orígenes fue tan solo un elemento más de la imagen con la que Francia quiso mostrar al mundo la pujanza económica del país.
Desde 1875, la Tercera República naciente, que se caracterizó por su crónica inestabilidad política, apenas se podía sostener. En el gobierno, los partidos políticos se sucedían a un ritmo constante. Según Léon Gambetta (primer ministro entre 1881 y 1882), los gabinetes estaban a menudo formados por ministros "oportunistas", pero cuya obra legisladora puso las piedras de los principios todavía vigentes en el presente: escuela obligatoria, laicidad, libertad de prensa, etc.
La sociedad de la época pone una gran atención en los progresos técnicos y en el progreso social. Es esta fe en los beneficios de la ciencia lo que dio origen a las exposiciones universales. Pero ya desde la primera exposición (Gran Exhibición de los Trabajos de la Industria de todas las Naciones; la "Great Exhibition of the Works of Industry of All Nations", Londres, 1851), los gobernantes perciben rápidamente que detrás de la apuesta tecnológica se perfila un eficaz escaparate político, y sería un error no aprovechar la oportunidad. Demostrando su destreza industrial, el país anfitrión puede hacer gala de su adelanto y de su superioridad sobre las otras potencias europeas, que reinaban entonces en el mundo.
Bajo esta visión, Francia acoge repetidas veces la Exposición Universal, en los años 1855, 1867 y 1878. Jules Ferry, presidente del Consejo de 1883 a 1885, decide revivir la idea de celebrar una exposición universal en Francia. El 8 de noviembre de 1884 firmó un decreto que establecía oficialmente la celebración de una Exposición Universal en París del 5 de mayo al 31 de octubre de 1889. El año escogido no fue al azar, porque simboliza el centenario de la Revolución francesa.
París es una vez más el «centro del mundo», aunque la situación evoluciona rápidamente, y es al otro lado del Atlántico, en el seno de la joven potencia económica de los Estados Unidos, donde verdaderamente nacerá la idea de una torre de 300 metros. En efecto, en el momento de la Exposición Universal de Filadelfia en 1876, los ingenieros americanos Clark y Reeves imaginan el proyecto de un poste cilíndrico de nueve metros de diámetro sostenido por obenques metálicos, anclado en una base circular de 45 metros de diámetro, con una altura total de 300 metros. Por falta de créditos, su proyecto jamás verá la luz, aunque en 1874 sería publicado en Estados Unidos (en la revista Scientific American), y en Francia (en la revista La Nature).
En la misma situación, el ingeniero francés Sébillot muestra en los Estados Unidos la idea de una «torre-sol» de hierro que alumbraría París. Para ello, se une con el arquitecto Jules Bourdais, quien trabajaba en el proyecto del Palacio del Trocadero para la Exposición Universal de 1878. Juntos, concebirán un proyecto de "torre-faro" de granito, de 300 metros de altura que conocerá varias versiones, que posteriormente competirá con el proyecto de torre de Gustave Eiffel, y que finalmente, jamás será construido.
Un precedente significativo de todos estos proyectos fue el Observatorio Latting, una aguzada pirámide con estructura de hierro y madera de 96 m de altura, construida en Nueva York con ocasión de la Exposición Industrial de Todas las Naciones de 1853. El acceso a la torre, que contaba con ascensores accionados por vapor, era gratuito.

#### Elaboración del proyecto
En junio de 1884, dos ingenieros de la empresa Eiffel, Maurice Koechlin y Émile Nouguier, jefe de la oficina de proyectos y jefe de la oficina de métodos respectivamente, estudian el proyecto de una torre metálica de 300 metros. Esperan poder hacer de ella el centro de atención de la Exposición de 1889.
El 6 de junio exactamente, Maurice Koechlin realiza el primer croquis del edificio. El dibujo representa una torre de 300 metros de altura, donde las cuatro caras curvas están unidas por plataformas cada 50 metros hasta llegar a la cumbre. Gustave Eiffel dice no estar interesado en el proyecto, aunque concede a los dos diseñadores la autorización para proseguir con el estudio. Stephen Sauvestre, arquitecto en jefe de la empresa Eiffel es llamado para colaborar en el proyecto y vuelve a dibujar completamente el edificio para darle otra envergadura: añade un pesado pie de mampostería y une la torre hasta el primer piso mediante arcos, reduce el número de plataformas de cinco a dos, y hace del diseño de la torre algo parecido a un faro, entre otros cambios.
Esta nueva versión del proyecto, embellecida con barniz decorativo, es presentada de nuevo a Gustave Eiffel, que en esta ocasión, se muestra entusiasta con el proyecto; hasta tal punto que deposita, el 18 de septiembre de 1884, en su nombre y los de Koechlin y Nouguier, una patente para «una nueva disposición que permita la construcción de pilas y torres de metal con una altura superior a 300 metros». Poco tiempo después compra los derechos de Koechlin y Nouguier, para obtener la titularidad en exclusiva sobre la futura torre que, por lo pronto, lleva su nombre.
El genio de Gustave Eiffel no reside tanto en la concepción del monumento, como en la energía que empleó en hacer conocer su proyecto a los gobernantes, a los responsables de la administración y al público en general; y cuando lo logró, en reunir la inversión necesaria para poder construir la torre, que ante los ojos de todos, seguía siendo un simple desafío arquitectónico y técnico o un objeto puramente estético (o antiestético según otros). También financió con sus propios fondos algunos experimentos científicos llevados a cabo en o desde la torre Eiffel, los cuales permitieron perpetuarla.
Primero, trató de convencer a Édouard Lockroy, el ministro de Industria y Comercio en aquel momento, para que lanzase un concurso que tuviese por objeto «explorar la posibilidad de elevar en el Campo de Marte una torre de hierro con una base de 125 m² y una altura de 300 metros». Las modalidades de este concurso, efectuado en mayo de 1886, se parecen tanto al proyecto defendido por Gustave Eiffel que casi se podría creer que fue escrito por su propia mano. Por supuesto, Eiffel no lo hizo, pero es evidente que su proyecto tenía grandes posibilidades de ser elegido para figurar en la Exposición Universal que se realizaría tres años más tarde. Todavía tiene que demostrar que no es un objeto meramente ornamental, sino que puede cumplir otras funciones. Al poner en primer plano el interés científico en la torre, obtiene indudablemente algunos puntos a su favor.
Eiffel no conoce de antemano el resultado del concurso. La competencia se torna dura. Son presentados 107 proyectos, pero finalmente Gustave Eiffel gana el concurso, lo que le permite construir su torre para la Exposición Universal de 1889, al igual que Jules Bourdais, que hará lo propio con el Palacio del Trocadero (donde prefirió utilizar el granito en vez del hierro).
Enseguida se plantean dos problemas: el sistema de ascensores no satisface al tribunal de selección, lo que obligó a Eiffel a cambiar de proveedor; y la ubicación del monumento. Inicialmente, se considera colocar el edificio justo al lado del Sena o al lado del Antiguo Palacio del Trocadero (ahora Palais de Chaillot), pero finalmente se decide colocarlo justo sobre el Campo de Marte, lugar de la Exposición, y hacer de la torre una especie de puerta monumental.

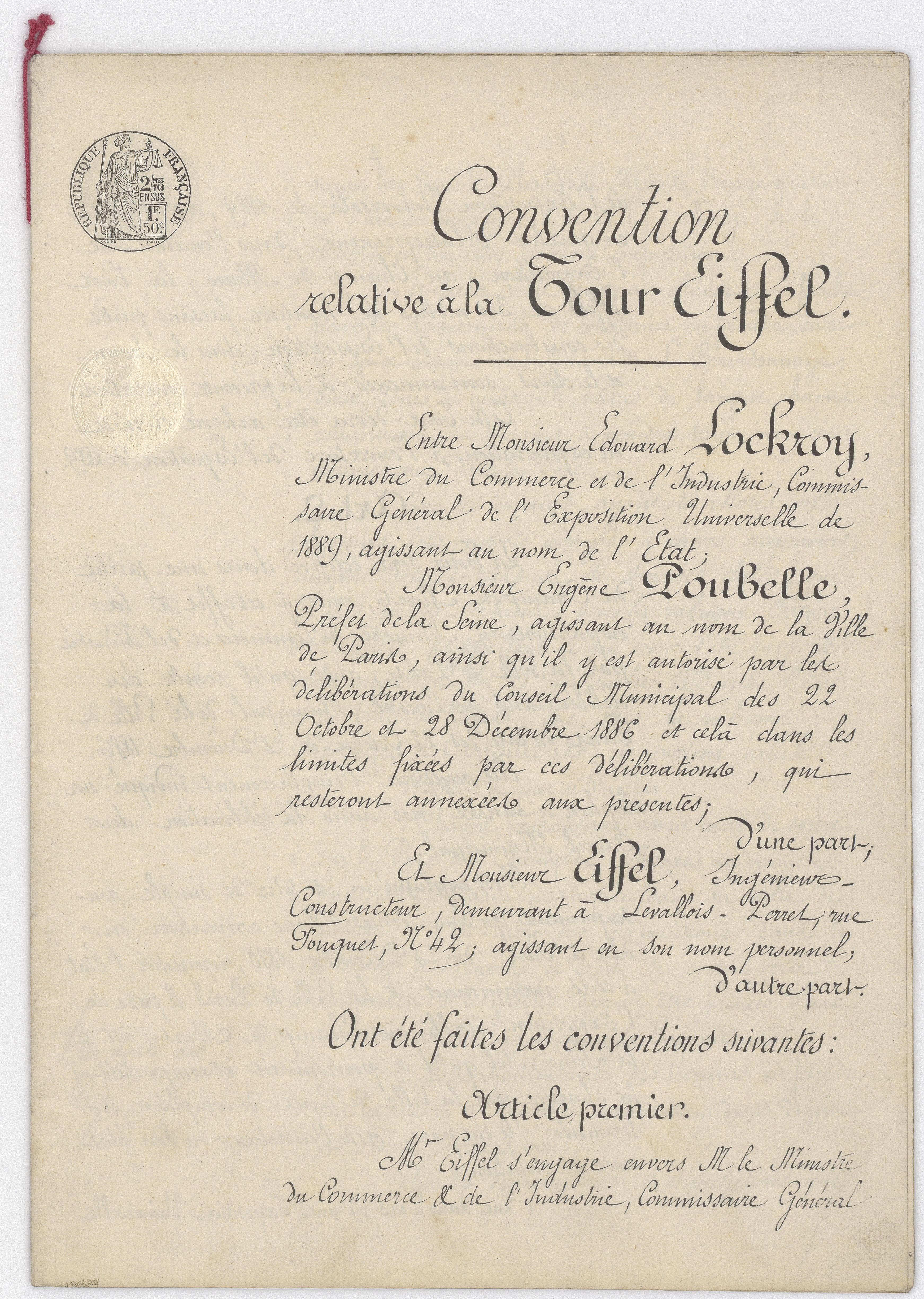
Contrato original suscrito por la empresa de Eiffel y la Administración Francesa el 8 de enero de 1887 para la construcción y posterior explotación de la Torre de 300 m

La ubicación y la manera de construir y operar estarán sujetas a un acuerdo firmado el 8 de enero de 1887 entre Édouard Lockroy, Ministro de Comercio, quien actúa en nombre del Estado francés, Eugène Poubelle, prefecto del Sena, actuando en nombre de la ciudad de París y Gustave Eiffel, actuando por su propio nombre y no por el de su empresa. En esta acta oficial se específica el coste estimado de construcción, que será de 6,5 millones de francos pagados en ese momento, además de aportar hasta 1,5 millones de francos por gastos no previstos (artículo 7); el resto será pagado por una sociedad anónima creada por Gustave Eiffel y financiada por él mismo y un consorcio de tres bancos, que tendrá como objeto específico la explotación de la torre. El texto también establece una serie de disposiciones, como:
- El precio de las entradas durante la Exposición Universal (artículo 7)
- Que 300 entradas por mes (como máximo) serán gratis
- Que en cada piso debe reservarse una sala especial para realizar experimentos científicos o militares
- Que estará disponible gratuitamente para las personas designadas por el Comisario General (artículo 8)

Finalmente, el artículo 11 estipula que:

Después de la exposición y en el momento de la entrega del parque del Campo de Marte, la ciudad se convertirá en propietaria de la torre, con todos los beneficios y los costes relacionados; pero el Sr. Eiffel, como premio complementario a sus trabajos, conservará los beneficios sobre el edificio hasta la expiración de un plazo de veinte años, plazo que contará a partir del 1 de enero de 1890; terminándose el plazo, estos beneficios se devolverán a la Ciudad de París. La entrega de la torre se hará después de estos veinte años, se entregará en buen estado de uso y mantenimiento, aunque se le podrán exigir al Sr. Eiffel reparaciones especiales.

Documentación técnica del proyecto:
El proyecto exigió la definición de 18 038 piezas metálicas y la realización de 5300 diseños de taller con sus correspondientes planos, en los que intervinieron 50 ingenieros y 150 operarios en la fábrica de Levallois-Perret.
Numerosos planos técnicos de la torre Eiffel fueron publicados en la obra La Tour de 300 mètres (La Torre de 300 metros) (Paris : Lemercier, 1900 - 2 vol. T I : Texte TII : Planches.), en el que el propio Gustave Eiffel, diez años después de finalizada la construcción de la torre, hacía una síntesis de sus principales características y de las laboriosas gestiones necesarias para que finalmente pudiese ser construida.

Secuencia fotográfica de la construcción de la torre desde julio de 1887 a marzo de 1889
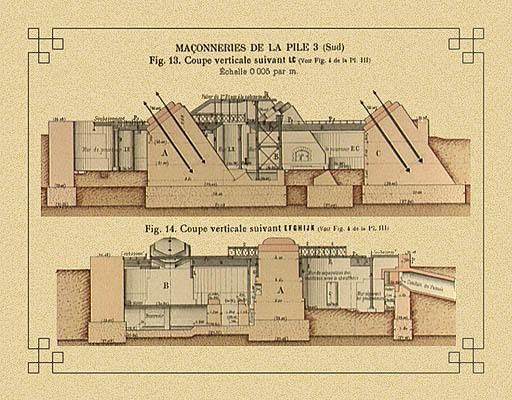
Cimentaciones
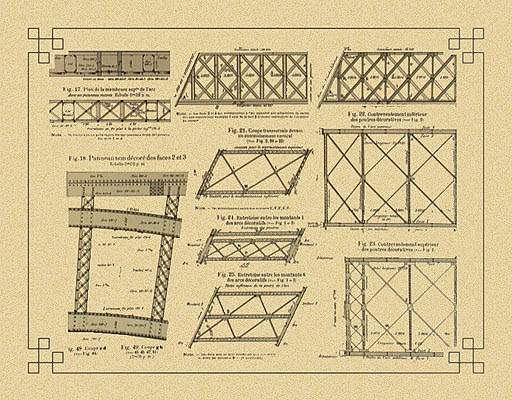
Celosías
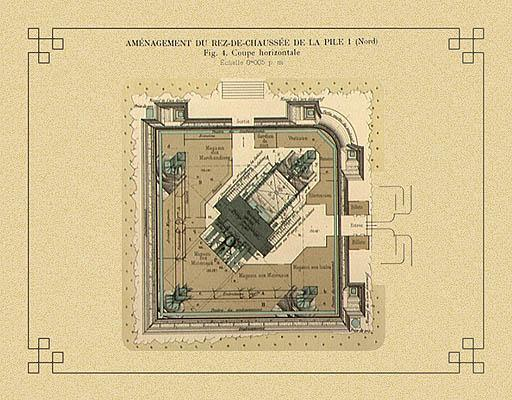
Apoyo de uno de los pilares
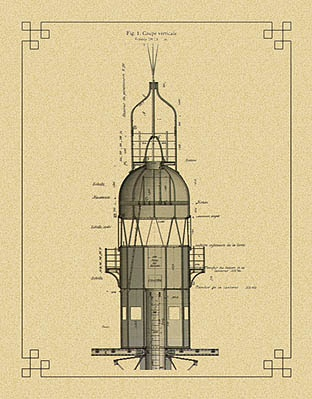
Detalle de la linterna superior

#### Construcción de la torre

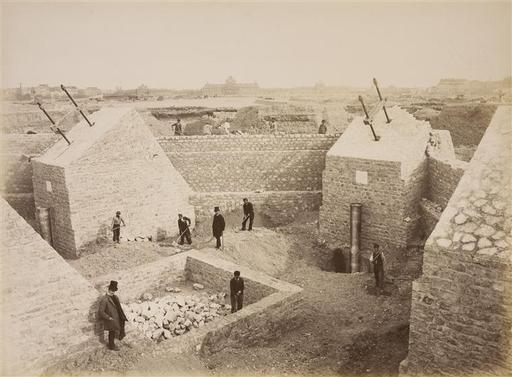
Cimientos de la torre

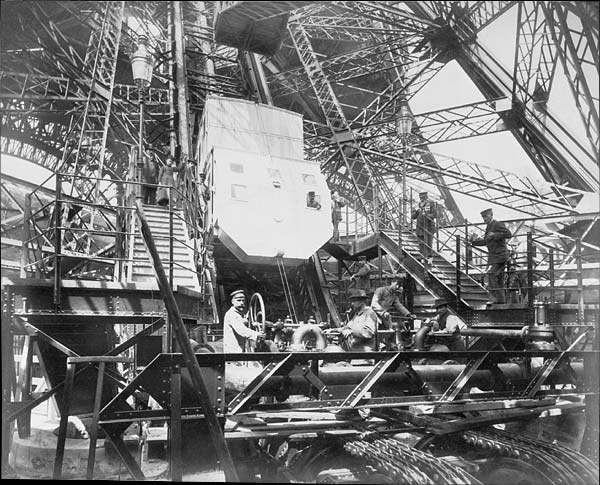
Uno de los ascensores que ocupará los pilares este y el oeste

Inicialmente, Gustave Eiffel (ingeniero y especialista en estructuras metálicas) había previsto doce meses de trabajo, aunque en realidad se necesitó el doble de tiempo. La fase de construcción comenzó el 28 de enero de 1887 y terminó en marzo de 1889, antes de la apertura oficial de la Exposición universal.
A pie de obra, el número de trabajadores nunca superó los 250. Esto se debió a que gran parte del trabajo se hacía río arriba, en las fábricas de las empresas Eiffel localizadas en Levallois-Perret. De los 2 500 000 remaches que hay en la torre, solo 1 050 846 se colocaron en obra, un 42 % del total. La inmensa mayoría de los elementos son ensamblados en los talleres de Levallois-Perret, en el suelo, en trozos de cinco metros, con pernos provisionales; y solo después, in situ, son definitivamente reemplazados por remaches puestos con calor (roblones).
La construcción de las piezas y su ensamblaje no son fruto del azar. Cincuenta ingenieros realizaron durante dos años 5300 dibujos del montaje conjunto o de algunos detalles, y cada una de las 18 038 piezas de hierro poseía su propio esquema descriptivo. En el lugar de la obra, en primera instancia, los trabajadores realizan los enormes zócalos de hormigón que sostendrán los cuatro pilares del edificio. Esto ayuda a disminuir la presión sobre el terreno de todas las piezas, que en conjunto ejercen una presión de 4,5 kg/cm² al nivel de los cimientos.

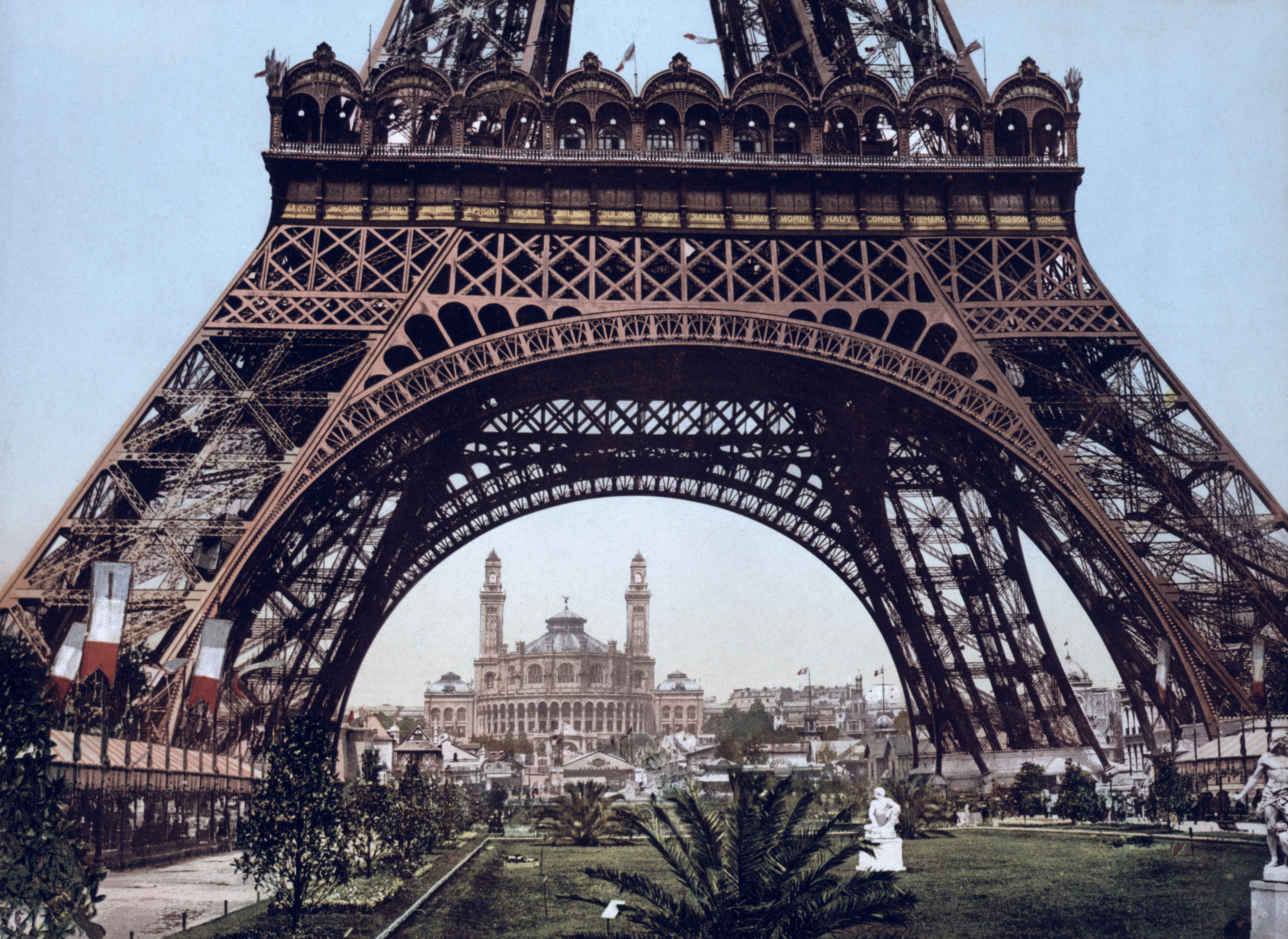
Perspectiva de la Torre Eiffel y el Trocadero durante la Exposición Universal de 1889

El montaje de las partes metálicas propiamente dichas, comienza el 1 de julio de 1887. Los hombres responsables del ensamblaje de este «Meccano gigante» son denominados volantes y son dirigidos por Jean Companion. Las piezas son subidas hasta 30 metros de altura con la ayuda de grúas de pivotes fijadas a los ascensores. Entre los 30 y 45 metros de altura, 12 andamiajes de madera son construidos. Una vez superados los 45 metros de altura, hubo que edificar nuevos andamiajes, adaptando las vigas de 70 toneladas que fueron utilizadas para el primer piso. Después siguió la unión de estas enormes vigas con los cuatro bordes al nivel del primer piso. Esta unión se realizó sin contratiempos el 7 de diciembre de 1887 e hizo innecesarios los andamiajes temporales, reemplazados al principio por la primera plataforma (a 57 metros de altura), y después, a partir de agosto de 1888, por la segunda plataforma (a 115 metros).
En septiembre de 1888, mientras que la obra ya se encuentra muy avanzada y el segundo piso construido, los trabajadores se declararon en huelga. Discuten por los horarios de trabajo (9 horas en invierno y 12 horas el verano), así como por su salario, el cual consideraban como reducido tomando en consideración los riesgos asumidos. Gustave Eiffel argumentaba que el riesgo no era diferente si se trabajaba a 200 o a 50 metros de altura. A pesar de que los obreros eran mejor remunerados que el salario medio para los trabajadores del sector, les concede un aumento de sueldo, pero se niega a indemnizarles sobre el factor de que «el riesgo varía según la altura» (lo que era demandado por los obreros). Tres meses más tarde, una nueva huelga estallará, pero esta vez se enfrentará con los obreros y negará toda negociación.
En marzo de 1889, el monumento es terminado a tiempo y ningún accidente mortal se registra entre los trabajadores (no obstante, un obrero murió, pero era en domingo, no estaba trabajando y perdió el equilibrio durante una demostración a su prometida). La obra costó 1,5 millones de francos más de lo previsto, y necesitó el doble de tiempo en ser construida que lo que inicialmente estuvo previsto en el contrato firmado en enero de 1887.
El edificio terminado quedaba abierto a disposición del público hasta la tercera plataforma. Los ascensores de la compañía Backmann, que inicialmente fueron previstos en el proyecto presentado en el concurso de mayo de 1886, fueron rechazados por el jurado. Gustave Eiffel acudió a tres nuevos proveedores: Roux-Combaluzier et Lepape (ahora Schindler) (planta baja al primer piso, cara este y oeste), la sociedad americana Otis (planta baja y segundo piso, cara norte y sur) y un conocido de Eiffel, Léon Edoux (segundo piso hasta la cumbre).

(La secuencia de fotografías siguiente procede de gallica.bfn.fr "La tour de 300 mètres 1900")

Secuencia fotográfica de la construcción de la torre desde julio de 1887 a marzo de 1889
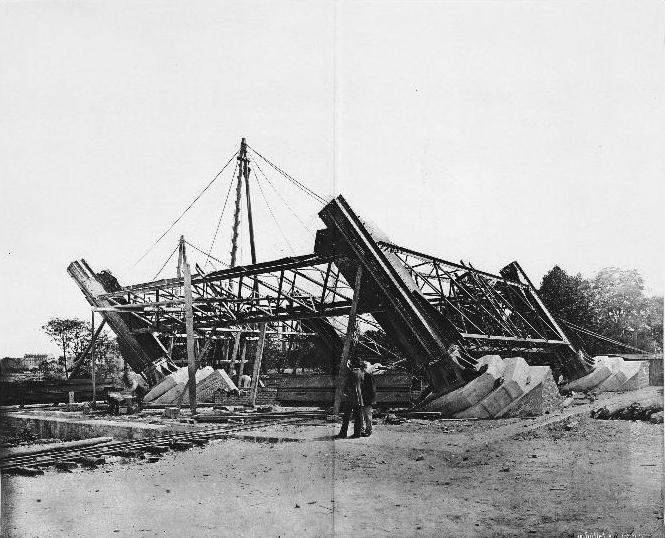
18 de julio de 1887, comienzo del pilar n.º 4.
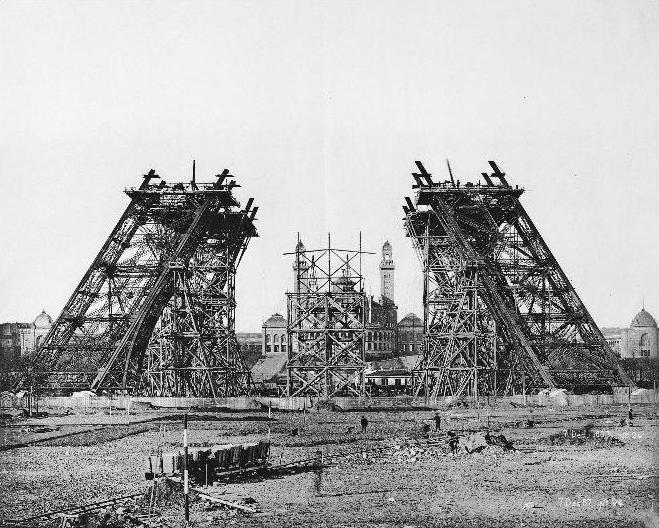
7 de diciembre de 1887, montaje sobre los postes de armazón.
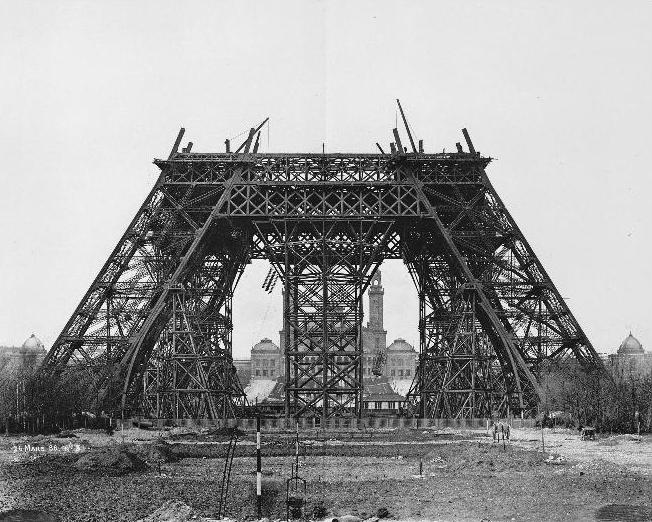
20 de marzo de 1888, montaje de las vigas horizontales sobre el andamiaje central.
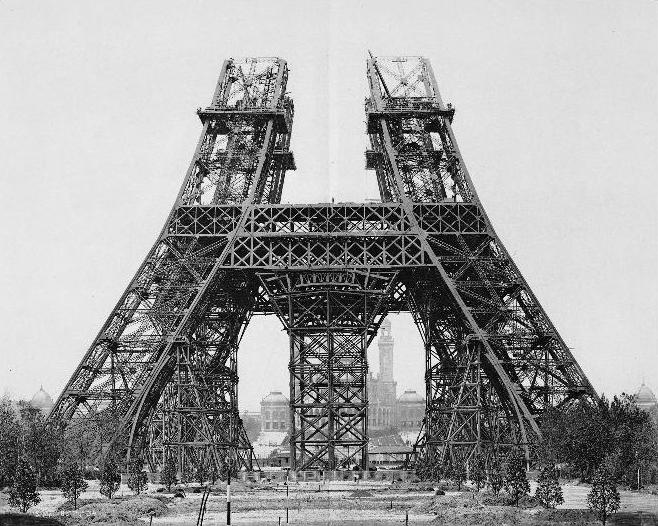
15 de mayo de 1888, montaje de los pilares por encima del primer piso.
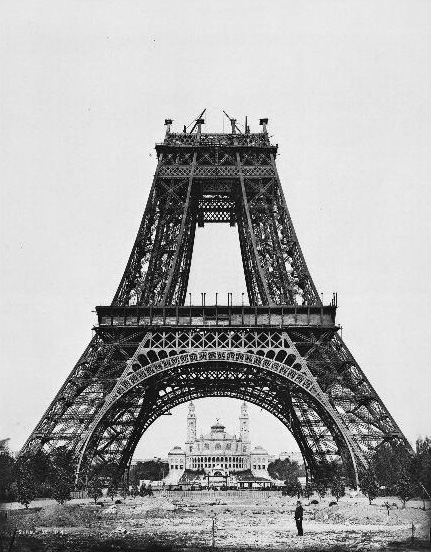
21 de agosto de 1888, montaje de la segunda plataforma.
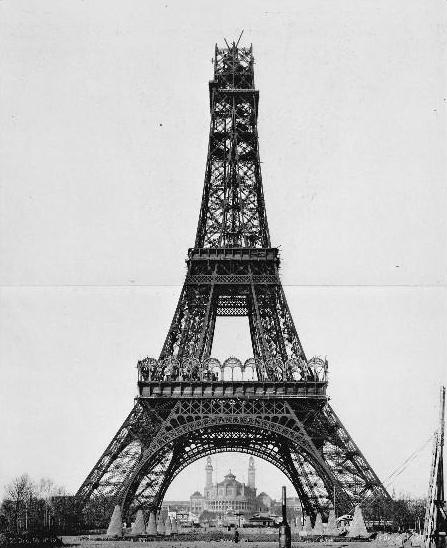
26 de diciembre de 1888, montaje de la parte superior.
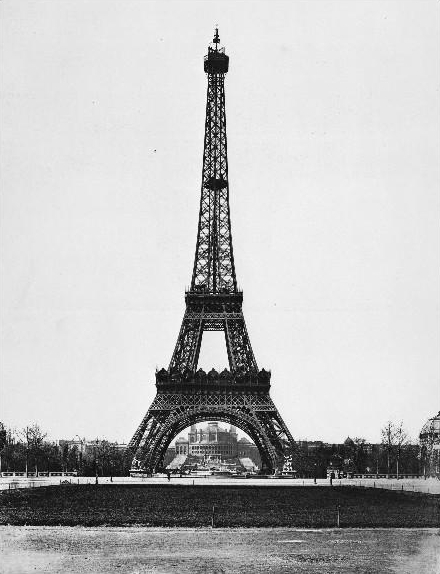
31 de marzo de 1889, vista general de la obra terminada.

#### Inauguración

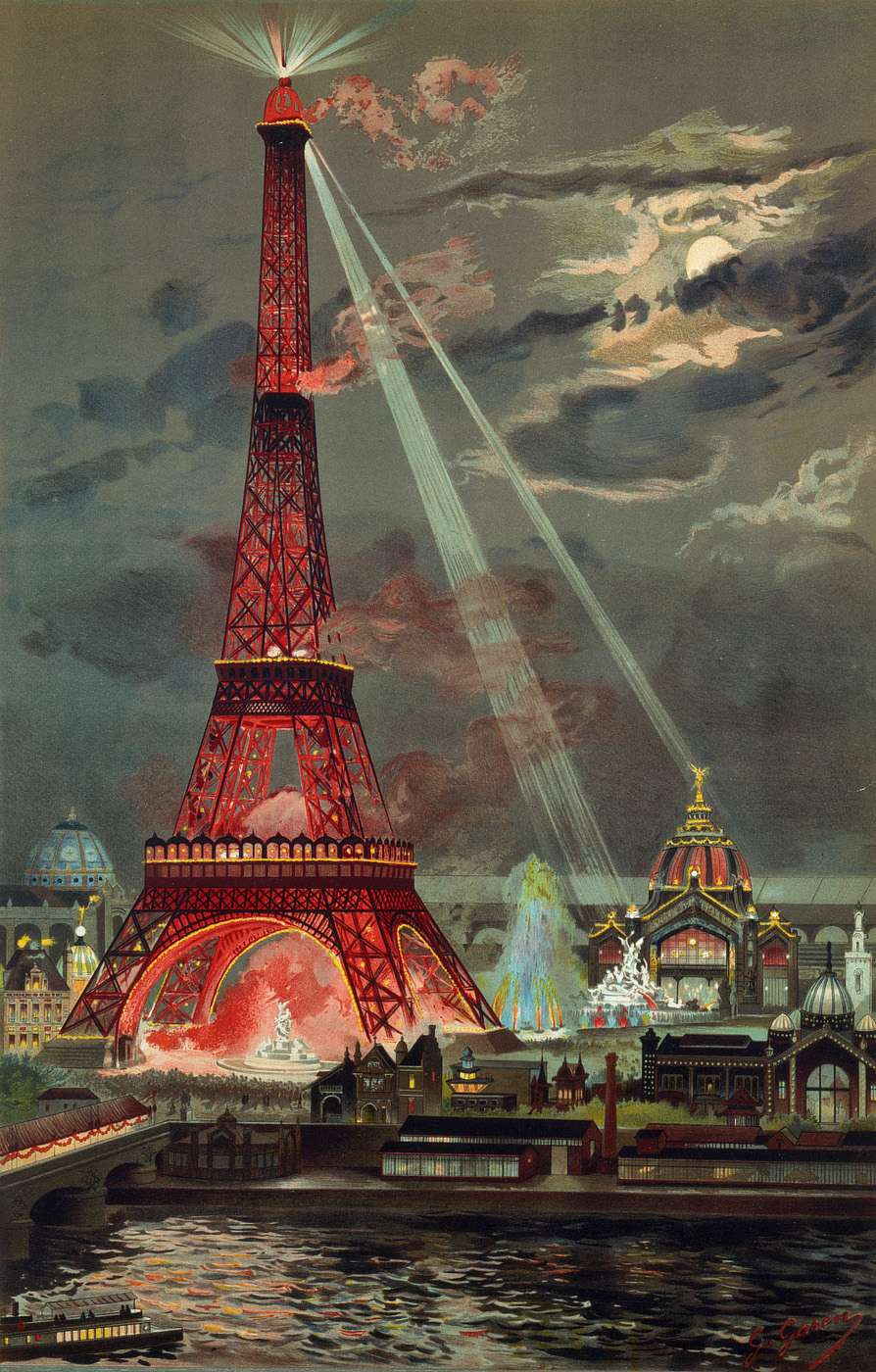
Ilustración de la iuminación nocturna de la torre durante la Exposición

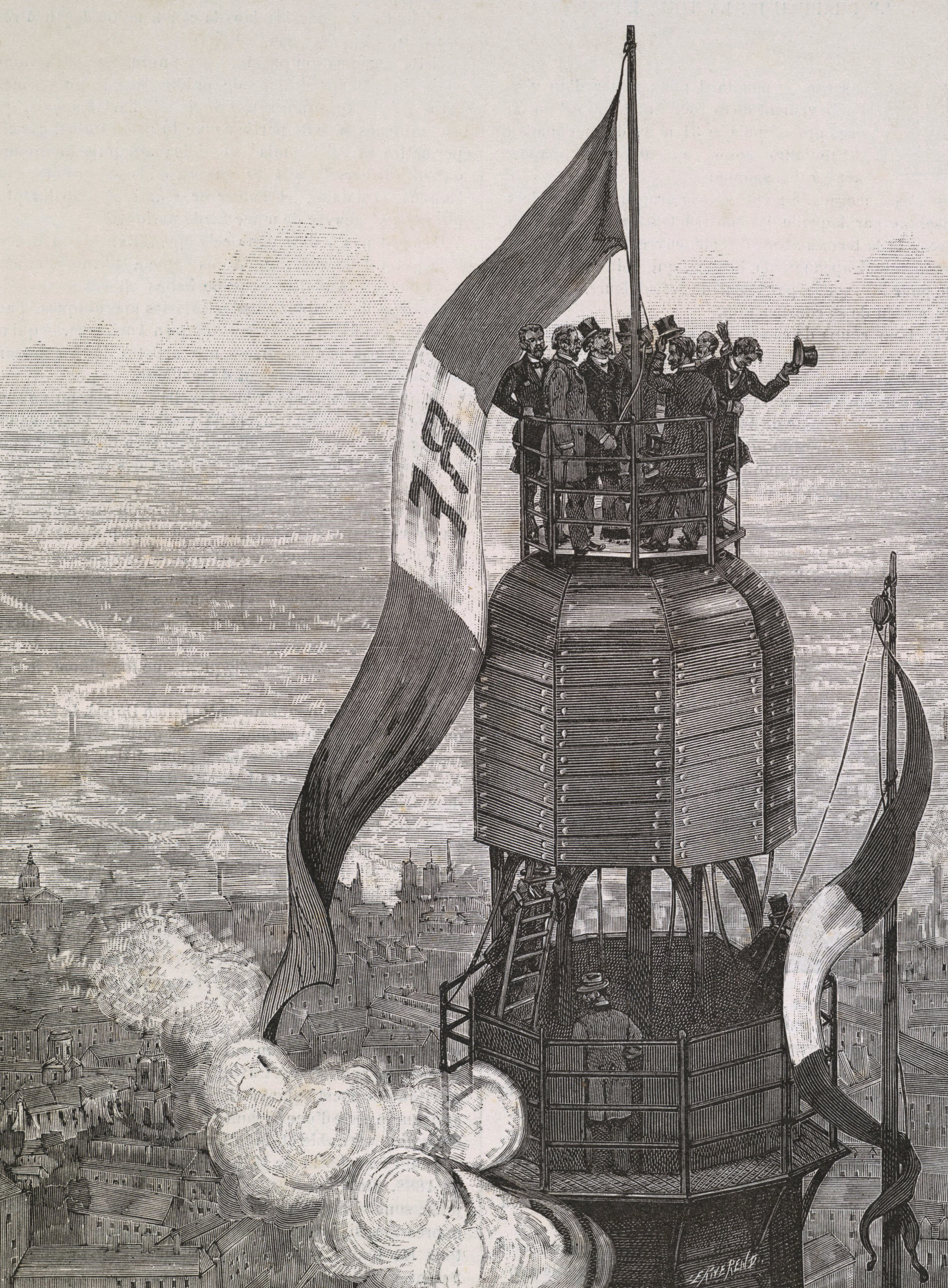
Ilustración del izado de la bandera tricolor sobre la torre

El trabajo estructural principal se completó a finales de marzo de 1889, y el mismo día 31 de marzo, Eiffel lo celebró guiando a un grupo de funcionarios del Gobierno (acompañados por representantes de la prensa), a la parte superior de la torre. Debido a que los ascensores no estaban todavía en operación, el ascenso se hizo a pie, y les llevó más de una hora, con Eiffel parando con frecuencia para explicar las diversas características de la estructura. La mayor parte del grupo se quedó en los dos pisos más bajos, pero unos pocos, entre ellos el ingeniero estructural Émile Nouguier (el director de la obra), Jean Compagnon (presidente del Consejo de la Ciudad), y los reporteros de Le Figaro y de Le Monde Illustré, completaron el ascenso. A las 2:35 de la tarde, Eiffel izaba una gran bandera tricolor con el acompañamiento de una salva de 25 disparos de cañón desde el primer nivel.
Todavía quedaba mucho trabajo por hacer, sobre todo en los ascensores y en las instalaciones, y la torre no fue abierta al público hasta nueve días después de la apertura de la exposición, el 6 de mayo. Incluso entonces, los ascensores no se habían completado. La torre fue un éxito instantáneo entre el público, y cerca de 30 000 visitantes subieron a visitarla.
Al caer la noche, la torre era iluminada por cientos de lámparas de gas, y un faro enviaba tres haces de luz de color rojo, blanco y azul. Dos reflectores montados en un carril circular se utilizaron para iluminar otros edificios del certamen. La apertura y el cierre de la exposición era anunciado diariamente por un cañón situado en la parte superior de la torre.
En el segundo nivel, el diario francés Le Figaro tenía una oficina y una imprenta, donde se hizo una edición conmemorativa especial, Le Figaro de la Tour. En la parte superior, se instaló una oficina de correos, desde donde los visitantes podían enviar cartas y tarjetas postales como recuerdo de su visita. También se colocaron hojas de papel sobre las paredes cada día para que los visitantes registrasen sus impresiones sobre la torre. Gustave Eiffel describió algunas de las anotaciones del público como vraiment curieuse ("verdaderamente curiosas").

#### Torre Eiffel desde 1889 hasta Primera Guerra Mundial

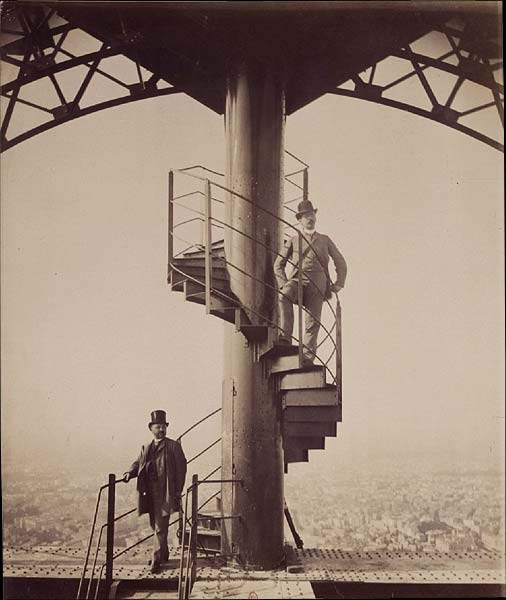
Gustave Eiffel (abajo a la izquierda) en una escalera de la torre en 1889

El 6 de mayo de 1889, la Exposición Universal abre sus puertas al público, que puede subir a la Torre Eiffel a partir del 15 de mayo. Mientras que había sido desprestigiada durante su construcción, particularmente en febrero de 1887 por algunos de los artistas más célebres de la época, la Torre Eiffel adquiere, durante la Exposición, un éxito popular inmediato, consiguiendo el apoyo de los visitantes. Desde la primera semana, a pesar de que los ascensores no empezaron a funcionar hasta el 26 de mayo, 28 922 visitantes suben a pie al edificio e incluso 1710 de ellos subieron por las escaleras hasta la cima.
Finalmente, de los 32 millones de entradas a la Exposición, alrededor de dos millones de turistas visitan la torre. El monumento, que entonces es el más alto del mundo (y lo sería hasta 1930, cuando se construyó el Edificio Chrysler en Nueva York), atrae también a algunas personalidades conocidas y a amigos de Gustave Eiffel.
Entre la relación de visitantes famosos a la torre durante la Exposición figuran el Príncipe de Gales, la actriz Sarah Bernhardt, "Buffalo Bill" Cody (su demostración del oeste salvaje fue una de las atracciones de la Exposición) y Thomas Edison. Eiffel invitó a Edison a su apartamento privado en la parte superior de la torre, donde Edison le hizo entrega de uno de sus fonógrafos, una de las nuevas invenciones que fue uno de los puntos destacados de la muestra. Edison firmó en el libro de invitados con esta dedicatoria:

Para el ingeniero Mr. Eiffel, el esforzado constructor de esta gigantesca y original muestra de ingeniería moderna, de alguien que tiene el mayor respeto y admiración por todos los ingenieros, incluyendo al Gran Ingeniero, el Buen Dios. Thomas Edison.

La Torre Eiffel no es el único monumento que atrae a la muchedumbre: la inmensa Galerie des machines (Galería de las Máquinas, con 440 metros de largo por 110 metros de ancho) de Ferdinand Dutert y Victor Contamin o el Dôme central (cúpula central) de Joseph Bouvard también atraen al público. Pero la verdadera novedad es el uso generalizado de electricidad, que permite juegos de luces asombrosos para la época.
Pero una vez terminada la Exposición, la curiosidad decae rápidamente y con ella el número de visitantes. En 1899, solo se registran 149 580 entradas. Con el fin de volver a lanzar la explotación comercial de su torre, Gustave Eiffel baja el precio de los boletos de entrada, pero eso no repercute en las ventas.
Habrá que esperar a la Exposición Universal de 1900, otra vez celebrada en París, para que vuelva a aumentar el número de curiosos. En esta ocasión, más de un millón de entradas son vendidas, lo que está muy por encima de las cifras de los diez años anteriores, pero muy por debajo de lo necesario para el mantenimiento de la torre. En efecto, no solo las entradas son dos veces menos numerosas que en 1889, sino que la disminución de ventas es más preocupante teniendo en cuenta el hecho de que los visitantes de la Exposición Universal de 1900 eran más numerosos que en 1889. Para este evento, los ascensores de los pilares este y oeste fueron reemplazados por ascensores que alcanzaban el segundo nivel, construidos por la firma francesa Fives-Lille. Estaban dotados de un mecanismo de compensación para mantener el nivel del suelo en función del ángulo de ascenso, y eran impulsados por un mecanismo hidráulico similar al de los ascensores Otis, aunque estos estaban instalados en la base de la torre. La presión hidráulica era proporcionada por acumuladores presurizados situados cerca de este mecanismo. Al mismo tiempo, el ascensor en el pilar norte fue reemplazado por una escalera hasta el primer nivel. Se modificó el diseño de los dos primeros niveles, disponiéndose el espacio necesario para los visitantes en el segundo nivel. El ascensor original del pilar sur se retiró 13 años después.
La caída del número de entradas continúa desde 1901, de modo que el futuro de la torre no está asegurado después del 31 de diciembre de 1909, fin de la concesión estipulada. Algunos incluso sostienen la idea de que puede ser demolida.

#### La Torre desde la Primera Guerra Mundial hasta la Segunda

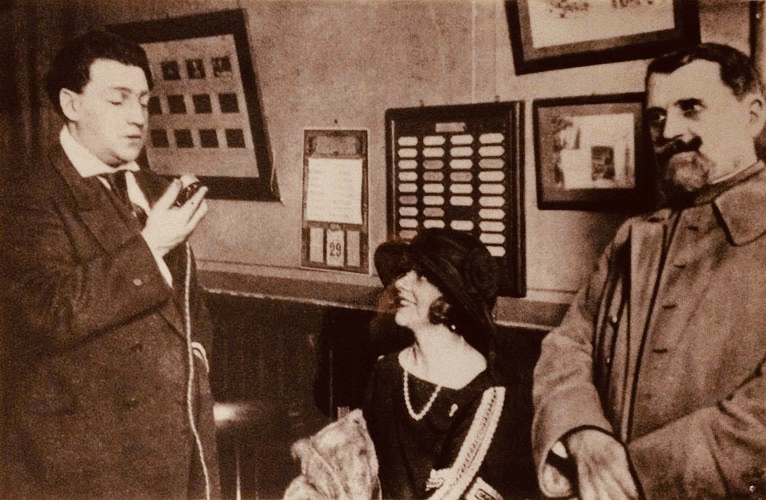
Inauguración de la estación de radio en 1921 por Sacha Guitry (izquierda), Yvonne Printemps y el general Gustave Ferrié

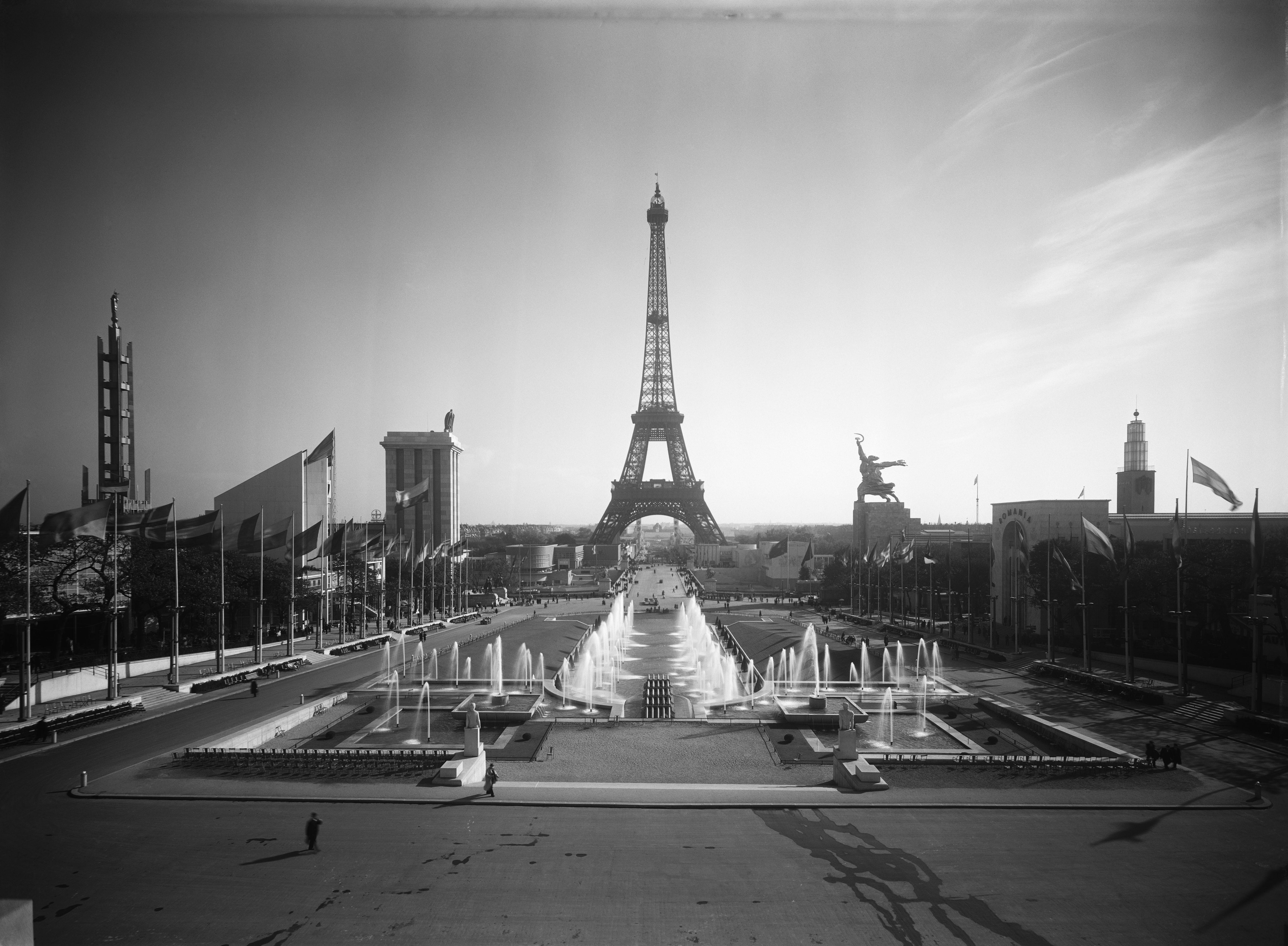
Exposición Internacional de París de 1937

Al estallar la Primera Guerra Mundial en 1914, un receptor situado en la torre interceptó las comunicaciones de radio enemigas, lo que dificultó seriamente el avance alemán sobre París, contribuyendo a la victoria aliada en la Primera batalla del Marne. Desde 1925 hasta 1934 estuvo instalada la iluminación publicitaria de la empresa automovilística Citroën adornando tres de los lados de la torre, en el anuncio posiblemente más elevado del mundo de esta época.
Fue en el año 1925 cuando en dos ocasiones distintas, pero relacionadas entre sí, el estafador Victor Lustig "vendió" el acero de la torre como chatarra. El 2 de mayo de 1929, se inauguró el busto de Gustave Eiffel situado en el pilar norte, obra de Antoine Bourdelle. En 1930, la torre perdió el título de la estructura más alta del mundo cuando el Chrysler Building en Nueva York fue completado. En 1938, fue retirada la arcada decorativa existente alrededor del primer nivel.
En abril de 1935, la torre fue utilizada para unas transmisiones experimentales de televisión (de muy baja resolución todavía), utilizando un transmisor de onda corta de 200 vatios de potencia. El 17 de noviembre, fue instalado un transmisor mejorado de 180 líneas.
La sociedad de administración de la torre cambia y la torre sufre una modificación importante con ocasión de la Exposición especializada de 1937: las decoraciones pasadas de moda del primer piso son eliminadas y se instala una nueva iluminación.

#### La Torre a partir de la Segunda Guerra Mundial

Histórica y simbólica fotografía de Adolf Hitler junto a Albert Speer y Arno Breker en junio de 1940, al comienzo de la ocupación alemana de Francia

Tras la ocupación alemana de París, en 1940, los cables de los ascensores fueron saboteados por los franceses. La torre fue cerrada al público durante la ocupación y los ascensores no fueron reparados hasta 1946. En 1940, soldados alemanes subieron a la torre para izar la esvástica, pero la bandera era tan grande que se cayó solo unas horas más tarde, y fue reemplazada por una más pequeña. Durante su visita a París, Hitler decidió no subir a la torre.
A partir de 1942, el ejército alemán instaló en la torre una potente emisora de televisión (denominada Fersenhender Paris), que dirigida por Kurt Hinz, llegó a emitir con regularidad varias horas diarias de programación.
En agosto de 1944, cuando el Ejército Aliado se acercaba a París, Hitler ordenó al general Dietrich von Choltitz, gobernador militar de París, que demoliese la torre junto con toda la ciudad. Von Choltitz desobedeció la orden. El 25 de junio, antes de que los alemanes hubiesen sido expulsados de París, dos empleados del Museo National de la Marina Francesa sustituyeron la bandera nazi por una bandera tricolor, y estuvieron a punto de agredir a los tres hombres dirigidos por Lucien Sarniguet, quien había arriado la bandera francesa el 13 de junio de 1940, cuando París cayó en poder de los alemanes. La torre, que había logrado sobrevivir a un incendio provocado por las tropas alemanas, fue utilizada para comunicarse con las tropas, primero por la Wehrmacht y luego por los Aliados durante la Liberación de París.

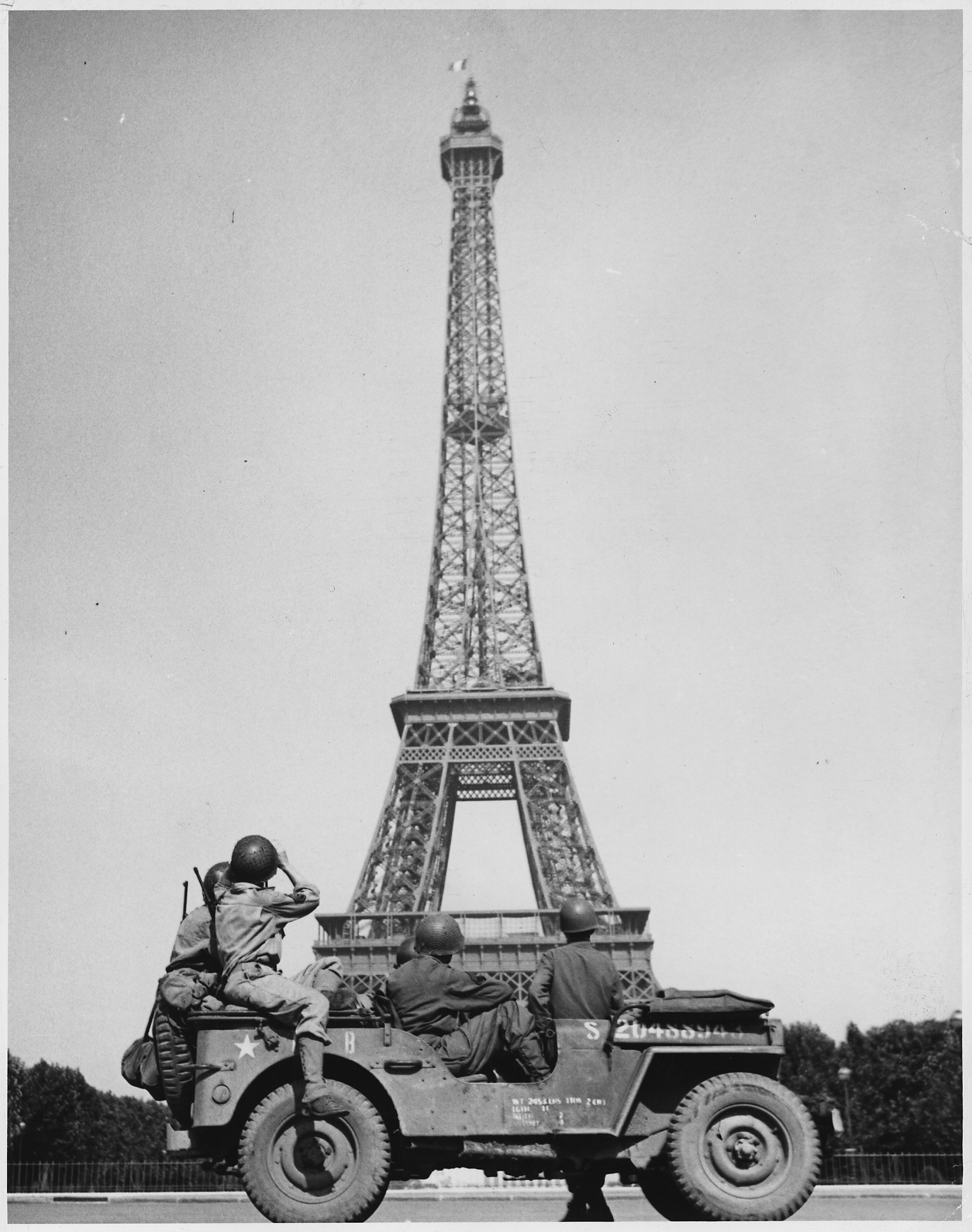
Soldados aliados observan cómo la bandera tricolor francesa es colocada en la torre durante la Liberación de París

El 3 de enero de 1956, se produjo un incendio en el transmisor de televisión, dañando la parte superior de la torre. Las reparaciones duraron un año y en 1957, se añadió la antena de radio actual en la cúspide. En 1964, la Torre Eiffel fue declarada oficialmente monumento histórico por el Ministerio de Asuntos Culturales dirigido por André Malraux. Un año más tarde, un sistema adicional de elevación se instaló en el pilar norte.
A partir de 1960, el turismo internacional en masa comienza a crecer, lo que tiene consecuencias directas sobre el número de visitantes a la torre, que se incrementa rápidamente hasta alcanzar los 6 millones de visitantes por año (límite rebasado en 1998), lo que exige una renovación de la torre. Extendiéndose hasta 1985, la torre se remodela centrándose en tres características principales: el aligeramiento de la estructura del edificio; la reconstrucción total de los ascensores y las escaleras; y la creación de medios de seguridad adaptados al éxito popular de la torre. De este modo, la torre Eiffel será aligerada de 1 340 toneladas superfluas, se repintará y se tratará contra la corrosión, los ascensores de la tercera plataforma serán sustituidos, se inaugurará el restaurante gourmet Le Jules Verne y se instalará un dispositivo de iluminación compuesto por 352 proyectores de vapor de sodio.
Según algunas entrevistas, en 1967, Jean Drapeau (alcalde de Montreal) negoció un acuerdo secreto con Charles de Gaulle para que la torre fuese desmontada y reubicada temporalmente en Montreal para servir como punto de referencia y atracción turística durante la Expo 67. El plan fue supuestamente vetado por la empresa que operaba la torre por temor a que el gobierno francés pudiese posteriormente negar el permiso para que el monumento fuese restaurado en su emplazamiento original.
A partir de los años 1970, la Torre Eiffel obtuvo más popularidad y se ganó un lugar en el espíritu colectivo mundial, además de convertirse en uno de los símbolos más conocidos de Francia.
En 1982, los ascensores originales entre el segundo y el tercer nivel fueron reemplazados después de 97 años en servicio. Estos habían sido cerrados al público entre noviembre y marzo debido a que el agua en la unidad hidráulica tendía a congelarse. Las nuevas cabinas operan en pares, sirviendo unas de contrapeso a las otras, y realizan el viaje en una sola etapa, lo que reduce el tiempo de viaje de ocho minutos a menos de dos minutos. Al mismo tiempo, se instalaron dos nuevas escaleras de emergencia, y se sustituyeron las escaleras de caracol originales. Los ascensores Fives-Lille en los pilares este y oeste, instalados en 1899, fueron totalmente renovados en 1986. Las cabinas fueron reemplazadas, y un sistema informático fue instalado para automatizarlos por completo. El sistema hidráulico a base de agua fue sustituido por un nuevo sistema hidráulico de aceite accionado eléctricamente. El ascensor de servicio del pilar sur se reservó tres años después para trasladar cargas pequeñas y al personal de mantenimiento.
El 31 de diciembre de 1999, para la fiesta de "Cuenta atrás del año 2000", se instalaron luces intermitentes y proyectores de alta potencia en la torre, acompañados de una gran exhibición de fuegos artificiales. Una exposición junto a la cafetería del primer piso conmemora este evento. Los reflectores en la parte superior de la torre formaron un faro en el cielo nocturno de París, y 20 000 lámparas parpadeantes dieron a la torre una apariencia brillante durante cinco minutos cada hora. Las luces brillaron en color azul durante varias noches para anunciar el nuevo milenio. Esta iluminación continuó durante 18 meses hasta julio de 2001. Las brillantes luces (diseñadas para durar 10 años sin necesidad de mantenimiento) se encendieron de nuevo el 21 de junio de 2003.
La torre recibió su visitante 200 000 000 el 28 de noviembre de 2002, convirtiéndose en el quinto monumento más visitado de Francia. La torre ha operado a su máxima capacidad de aproximadamente 7 millones de visitantes anuales desde 2003. En 2004, se instaló una pista de patinaje sobre hielo desmontable en el primer nivel. Un suelo de cristal se instaló en el primer nivel durante la rehabilitación del año 2014.
El 1 de enero de 2006, se inició un nuevo período de administración de 10 años, siendo el concesionario la empresa de economía mixta SETE (Sociedad de Explotación de la Torre Eiffel), aunque el 60 % del capital es ostentado por la ciudad de París.

### Relación de explotadores de la torre

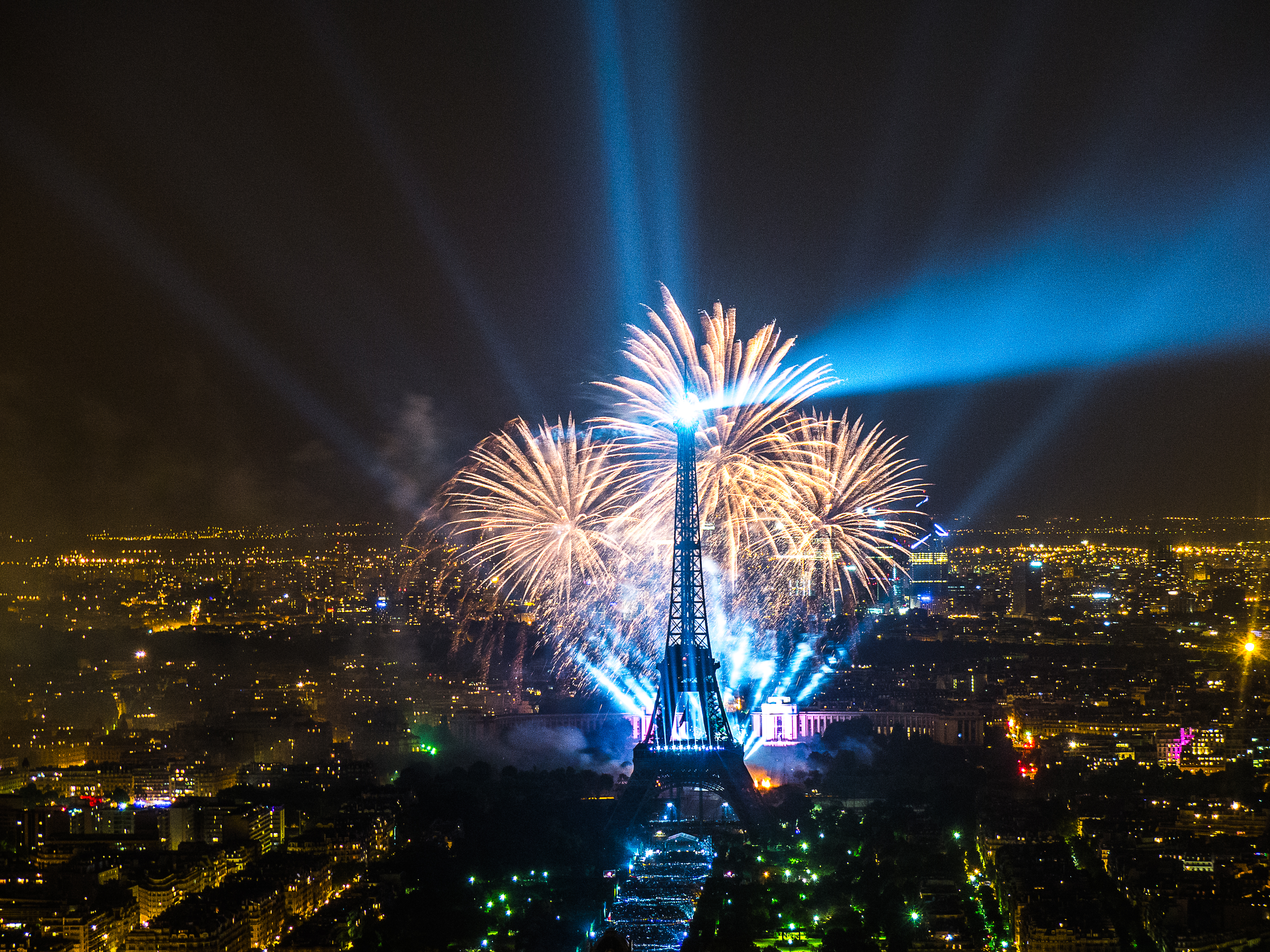
La torre es el centro neurálgico de la celebración del año nuevo en París

Los textos que declaran a los operadores de la Torre Eiffel son los siguientes:
- Convención del 8 de enero de 1887, firmada por Gustave Eiffel, Edouard Lockroy y Eugène Poubelle. Se autoriza el uso de la torre a Gustave Eiffel en su propio nombre, desde el día de apertura al público de la Exposición Universal de 1889 hasta el 31 de diciembre de 1909. (ver texto [en francés]: pág. 1 - pág. 2 - pág. 3 - pág. 4 - pág. 5 - pág. 6 - pág. 7).
- Prolongación de la autorización para la gestión y el explotación de la Torre Eiffel a Gustave Eiffel, por un período de 70 años, con efectos a partir del 1 de enero de 1910.
- Deliberación del Consejo de París el 17 de febrero de 1981 («refiriéndose a la concesión de la torre Eiffel»), concedida al SNTE para un período de veinticinco años, desde el 1 de enero de 1981 al 31 de diciembre de 2005.
- Deliberación del Consejo de París el 13 de diciembre de 2005 (número de archivo: 2005 DF 92).
- Atribución de la delegación de servicios públicos para la gestión y la explotación de la torre Eiffel, concedida a la SETE por una duración de diez años, a partir del 1 de enero de 2006 (ver texto [en francés]).

### Enfoque temático

#### La torre vista por los artistas
La resistencia inicial

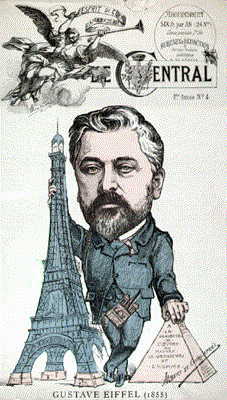
Caricatura de Gustave Eiffel comparando la torre Eiffel con las Pirámides

Algunos artículos, a menudo propagandísticos, se publican a lo largo del año 1886, incluso antes de que comenzaran los trabajos de construcción. En febrero de 1887 cerca de trescientos artistas (escritores, pintores, compositores, arquitectos, etc.) unen sus fuerzas para denunciar «la inútil y monstruosa Torre Eiffel» en la hoy célebre carta abierta «Protesta de los artistas contra la torre del Sr. Eiffel». Entre estos artistas se encontraban: Guy de Maupassant, Charles Gounod, Victorien Sardou, Charles Garnier, François Coppée, Sully Prudhomme, Leconte de Lisle, William Bouguereau (todos en la imagen de la derecha, en orden de arriba abajo y de izquierda a derecha), además de Alexandre Dumas (hijo), Ernest Meissonier, Joris-Karl Huysmans y Paul Verlaine.
En la carta se podían encontrar calificativos para la torre como:
- «Esta lámpara de calle verdaderamente trágica» (Léon Bloy)
- «Este esqueleto de atalaya» (Paul Verlaine)
- «Este mástil de hierro de aparejos duros, inconclusos, confusos, deformes» (François Coppée)
- «Esta pirámide alta y flaca de escalas de hierro, esqueleto gigante falto de gracia, cuya base parece hecha para llevar un monumento formidable de Cíclopes, aborto de un ridículo y delgado perfil de chimenea de fábrica» (Guy de Maupassant)
- «Un tubo de fábrica en construcción, un armazón que espera ser cubierto por piedras o ladrillos, esta alambrera infundibuliforme, este supositorio acribillado de hoyos» (Joris-Karl Huysmans)

Entre los escasos defensores de la torre figuraba el poeta y después premio Nobel Sully Prudhomme, quien había cambiado de opinión tras ser una de las firmas destacadas de la carta de rechazo de los artistas, y ensalzó públicamente la realización de Eiffel durante un discurso pronunciado dos años después.
Sin embargo, posteriormente algunos autores modernos consideraron la torre como un poderoso símbolo en particular, y una expresión de vanguardia en general. Un claro ejemplo es el ensayista Roland Barthes, que en la década de 1960 analizó la transformación a través del tiempo del significado simbólico de la torre, hasta convertirse en una inequívoca referencia de París y de Francia.
Cine y televisión
Tan pronto como comenzó a desarrollarse el interés de los reportajes cinematográficos por la ingeniería, la Torre Eiffel fue rodeada por los cineastas más ilustres, pero en primera instancia, únicamente bajo la forma de documental (Panorama durante la ascensión de la Torre Eiffel, Luis Lumière, 1897); Imágenes de la exposición 1900, Georges Méliès, 1900). La primera ficción con la Torre Eiffel como la principal decoración es un mediometraje francés, Paris qui dort (París que duerme, René Clair, 1923). En esta película corta (35 minutos), un científico sumerge París en el sueño y un puñado de hombres y mujeres se refugian en las alturas de la Torre Eiffel, más allá de la suerte de los demás habitantes de la capital.
En 1930, con La Fin du monde (El fin del mundo), Abel Gance dirigió el primer largometraje (1 hora 45 minutos) e impulsó la investigación para resaltar la belleza de las estructuras de la torre.
En los años 1940, las imágenes transmitidas por la Torre Eiffel comienzan a integrarse en las películas estadounidenses. De esta forma, Ninotchka, uno de los mayores éxitos del director estadounidense de origen alemán Ernst Lubitsch, utiliza las imágenes de la Torre Eiffel de una manera simbólica. En 1949, Burgess Meredith realiza L'Homme de la tour Eiffel (El hombre en la Torre Eiffel), la primera adaptación cinematográfica de una novela de Georges Simenon. Charles Laughton encarna al comisario Maigret (aunque aparece como inspector), quien persigue a un sospechoso de un doble asesinato obsesionado por la Torre Eiffel, lo que hace aparecer el edificio varias veces, incluida una escena final trepidante.
El 4 de junio de 1966, es difundido el primer telefilme importante con un reportaje sobre la torre Eiffel, La Rose de fer (La rosa de hierro), 39.º episodio de la primera serie Cinq Dernières minutes (Los cinco últimos minutos, 1958-1973). A partir de los años 1980, la Torre Eiffel aparecerá en varias producciones estadounidenses, como en 1985, cuando es filmada en la película Panorama para matar (A View to Kill). También aparece en la película Hora Punta 3 (Rush Hour 3). Y también forma parte de una secuencia de Superman II, justo al comienzo de la película.
Después, serán cada vez más frecuentes las apariciones de la torre el cine americano, particularmente por motivos prácticos y simbólicos. Permite, en efecto, significar en un solo plano o una sola secuencia, incluso muy corta, que la acción se sitúa en Francia, o en París. Ya en 1953, Byron Haskin la muestra destruida en su adaptación de La guerra de los mundos. Este tipo de imágenes (con la torre Eiffel destruida) serán utilizadas a menudo en películas estadounidenses para significar un peligro planetario inmediato y grave, como en 1996 en la película Independence Day y Marcianos al ataque (Mars Attacks!), o en Armageddon en 1998, en Alien: Resurrección de Jean Pierre Jeunet en 1997 y en G.I. Joe: The rise of Cobra de Stephen Sommers en 2009.
Fotografía

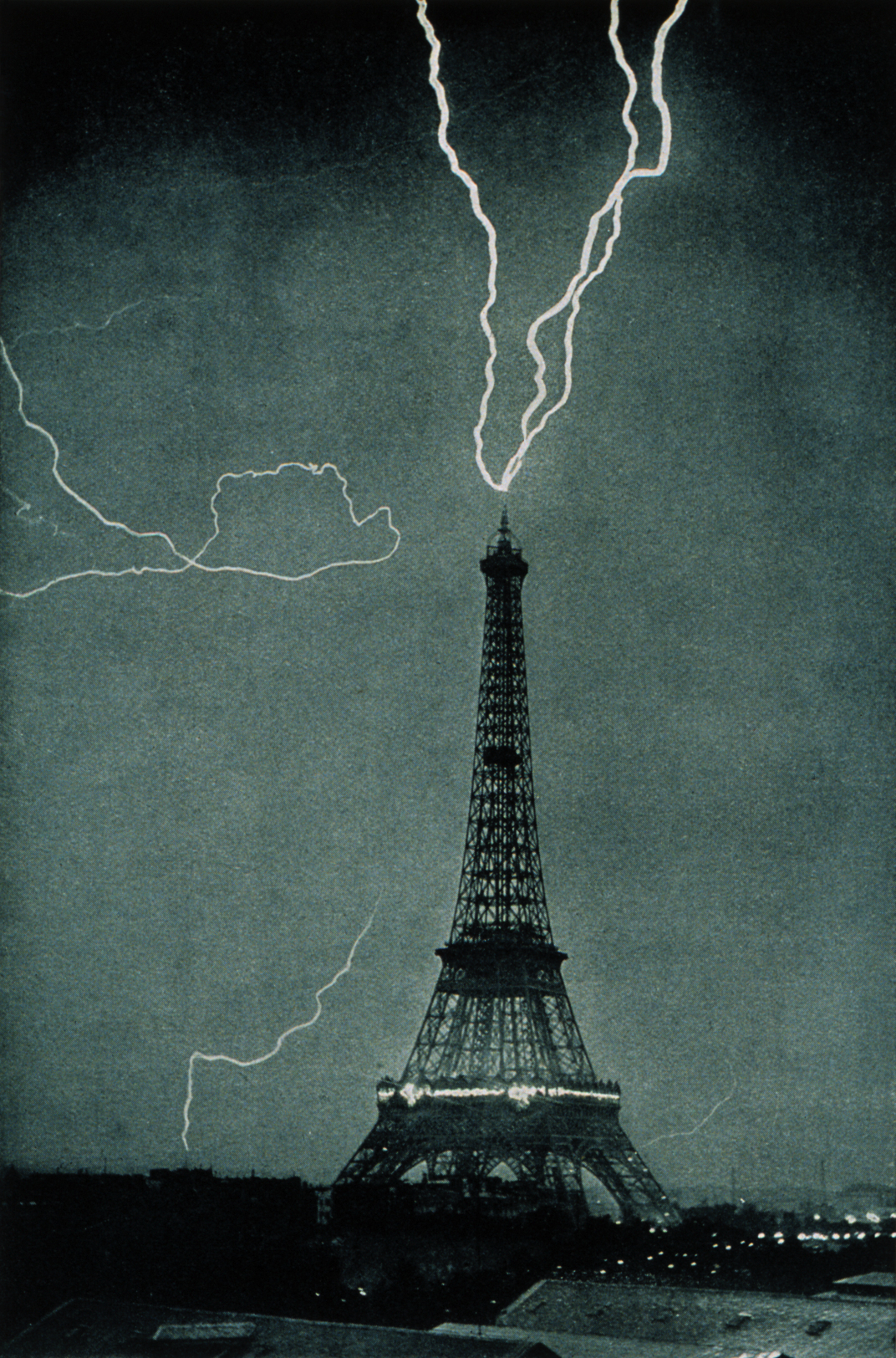
Una foto de la Torre Eiffel alcanzado a un rayo en 1902

Desde Luis Emile Durandelle, que realizó las famosas vistas de la construcción de la torre numerosos fotógrafos de renombre internacional han hecho de la torre objeto de sus fotografías, ya sea como objeto de fondo o como tema central.
Historieta
El cómic más conocido por su uso de la Torre Eiffel, es tal vez Adèle Blanc-Sec, T2: Le Démon de la tour Eiffel (Adele Blanc-Sec, T2: El Demonio de la Torre Eiffel) de Jacques Tardi. La torre Eiffel aparece sobre la cubierta de S.O.S. Meteoros (S.O.S. Metéores: Mortimer à Paris; tomo 8), un álbum de la serie Blake y Mortimer dibujado por Edgar P. Jacobs, desempeñando, no obstante, un papel menor en la historia.
Aunque no es estrictamente hablando una historieta, André Juillard realizó 36 vistas de la Torre Eiffel, al igual que Hokusai con sus Treinta y seis vistas del Monte Fuji (Grabados, 1831) y Henri Rivière con sus 36 vistas de la torre Eiffel (Litografías, 1902).
Literatura

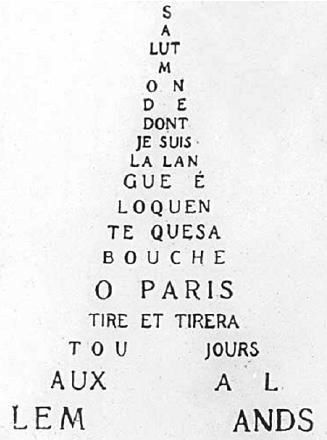
Un caligrama de Guillaume Apollinaire

En literatura, la Torre Eiffel ha sido abordada más de una vez por los escritores. Ya sea como tema central de un libro o como un simple escenario, ha salpicado la creación literaria desde el siglo XIX hasta nuestros días. Pero debido a que su efecto de novedad y moda se disipa, el monumento aparece cada vez menos frecuentemente en la literatura contemporánea de finales del siglo XIX y la primera mitad del siglo XX. También cabe destacar que los autores que se han ocupado de la construcción son en su mayoría franceses, o por lo menos, francófonos.
En el momento de su construcción y pronta puesta en funcionamiento, el monumento fue objeto de análisis críticos personales, la mayoría de las veces publicados en periódicos de la época, y en muchas ocasiones tales críticas eran negativas. Los temas tratados por los artistas eran, la mayoría de las veces, enfocados al desafío técnico, industrial y comercial que la torre representaba en esa época. Además criticaban su influencia sobre la imagen de Francia en el extranjero, el aspecto estético (o inestético) de la torre y el interés científico potencial que poseía (o su inutilidad).
Posteriormente, ante el éxito que se ganó entre el público, muchos escritores revocaron sus consideraciones y desaparecieron sus críticas anteriores. Sin duda es Roland Barthes quien mejor describe este sentimiento de atracción/repulsión de los artistas frente a la Torre Eiffel:

Mirada, objeto, símbolo, la torre es todo lo que el hombre pone en ella y este todo es infinito. Espectáculo observado y observador, edificio inútil e irreemplazable, mundo familiar y símbolo heroico, testigo de un siglo y monumento siempre nuevo, objeto inimitable y sin cesar reproducido, es el signo puro, abierto a cada tiempo, a todas las imágenes y a todos los sentidos, la metáfora sin freno; a través de la torre, los hombres llevan esta gran función de la imaginación, que es su libertad, ya que ninguna historia, por muy sombría que sea, jamás pudo quitársela.
 Roland Barthes, La Tour Eiffel, Editorial Delpire, 1964.

En las novelas, se ha abordado de diversas formas: Léon-Paul Fargue evalúa el análisis crítico de sus iguales durante los inicios de la torre (El peatón de París, 1932-1939), junto con Pierre Mac Orlan, al tiempo que recuerda que en un principio, para los artistas «vituperear contra la torre [...] era una patente de sensibilidad literaria y artística». Otros autores destacan el interés científico y militar que posteriormente fue reconocido a la torre (La Tour, Javel et les Bélandres, Villes, en Œuvres complètes).
Finalmente, otros como Pascal Lainé se concentran en la historia del diseño, la construcción y los años iniciales de funcionamiento de la torre a través de una narración romántica (El Misterio de la Torre Eiffel, 2005). Sobre este mismo tema, Dino Buzzati, en su obra Le K., realiza una puesta en escena ficticia de obreros que han trabajado en la construcción de la torre durante 1887 y 1889. Sin embargo, Buzatti procede de distinta forma a Lainé, y su texto se estructura como una serie de noticias, no como un relato. El tono utilizado es fantástico y no realista como el de Pascal Lainé.
En poesía, Guillaume Apollinaire hizo un caligrama nacionalista sobre la torre (Calligrammes, 1918), un texto que René Étiemble considera en su obra "Essais de littérature (vraiment) générale" (Ensayos de literatura (verdaderamente) general), como un ejemplo de haïku occidental («Pastora ô torre Eiffel / El rebaño de los puentes/Bala esta mañana»).
En julio de 1888, François Coppée, arremetió contra la torre, a la que se refiere como «mástil de hierro difícil de abordar/Inconclusa, confusa, deforme», además de «símbolo de fuerza innecesaria», de «monstruosa y pérdida de trabajo» o incluso de «mástil ridículo» (Sobre la Torre Eiffel, la segunda meseta, Poemas). En mayo de 1889, mediante un poema en el que da voz a la Torre, Raoul Bonnery le responde: «Pusiste la flor de tu ciencia/Al llamarme «Monstruo horroroso»/Un poco más de reconocimiento/Te hubiera convencido un poco más», o también «Qué sangre en tus venas circula/ Para exclamar con desprecio,/ Que soy un mástil ridículo/ Sobre el buque de París./ ¿Un mástil? Acepto el epíteto,/ Pero un mástil orgulloso y audaz,/ Que sabrá, llevando alta la cabeza,/ Hablar de progreso hasta los cielos.» (La Torre Eiffel a François Coppée, el día de los 300 metros, en Le Franc journal). A diferencia de los ejemplos anteriores, Vicente Huidobro, Blaise Cendrars y Louis Aragon rinden homenaje a la torre (en sus respectivas obras Norte-Sur, N.º 6-7, de 1917; La torre en 1910 en Diecinueve poemas elásticos, de 1913; y La torre habla en La Torre Eiffel de Robert Delaunay). Pierre Bourgeade, en una noticia titulada La Suicida, relata, vía el testimonio de un guardián, el suicidio de una desconocida que ha saltado desde el tercer piso de la torre (en Los Inmortales, Gallimard, 1966).
En el teatro, la torre tratada en las piezas Una visita a la exposición de 1889, comedia ligera en tres actos y 10 cuadros (Henri Rousseau) y Los Novios de la torre Eiffel (Jean Cocteau, 1921).
El monumento del Campo de Marte también ha sido tratado bajo formas particulares: como artículo periodístico (Jules de Goncourt y Edmond de Goncourt, Journal, tomo VIII, 6 de mayo y el 2 de julio de 1889); como cuento de viaje (Guy de Maupassant, La vie errante, 1890), donde el escritor expresa el hastío que le produce la torre Eiffel; o como estudio semiológico (Roland Barthes, La Torre Eiffel, 1964); pero también ha sido abordada como prefacio de libros, en numerosas conferencias, o en artículos de revistas.
Música
La Torre Eiffel también ha atraído a numerosos cantantes. Su emplazamiento posee unas posibilidades excepcionales para grandes eventos, tanto para los artistas como para el público. De esta forma, el 25 de septiembre de 1962, para el lanzamiento de la película El día más largo, el productor Darryl F. Zanuck organizó un espectáculo musical de grandes dimensiones en París; en esta ocasión, Édith Piaf, acompañada por 1500 cohetes de fuegos artificiales, cantó desde el primer piso de la torre delante de 25 000 parisinos. En 1966, para el lanzamiento de la campaña mundial contra el hambre, Charles Aznavour y Georges Brassens cantaron allí.
El 14 de julio de 1995, fue el turno de Jean-Michel Jarre para dar un concierto a los pies de la Torre Eiffel con motivo de la celebración del 50 aniversario de la Unesco, ante más de un millón de espectadores.
En 1998, José Carreras, Plácido Domingo y Luciano Pavarotti, Los Tres Tenores, actuaron en el Campo de Marte ante una audiencia de 200 000 personas, con la Torre Eiffel iluminada como telón de fondo.
Así mismo, el 10 de junio de 2000, Johnny Hallyday ofreció allí un concierto y un espectáculo pirotécnico delante de 600 000 personas, y posteriormente grabó su disco 100% Johnny: Live a La Tour Eiffel.
Pintura
Algunos artistas como Georges Seurat y Paul-Louis Delance pintaron la Torre Eiffel incluso antes de que finalizase su construcción. En 1889, el pintor Roux representó La noche de vacaciones en la Exposición Universal 1889 y Jean Béraud la muestra al fondo en su obra Entrada a la Exposición de 1889.
Después, varios pintores se inspirarán directamente en el edificio para realizar algunas representaciones que responderán a corrientes artísticas diversas: Robert Delaunay, Henri Rousseau, Paul Signac, Pierre Bonnard, Maurice Utrillo, Marcel Gromaire, Édouard Vuillard, Albert Marquet, Raoul Dufy, Marc Chagall, o incluso Henri Rivière.
Pero el más prolífico pintor inspirado por la Torre Eiffel fue Robert Delaunay, que hizo de la torre el objeto central de una treintena de lienzos, realizados entre 1910 y 1925.

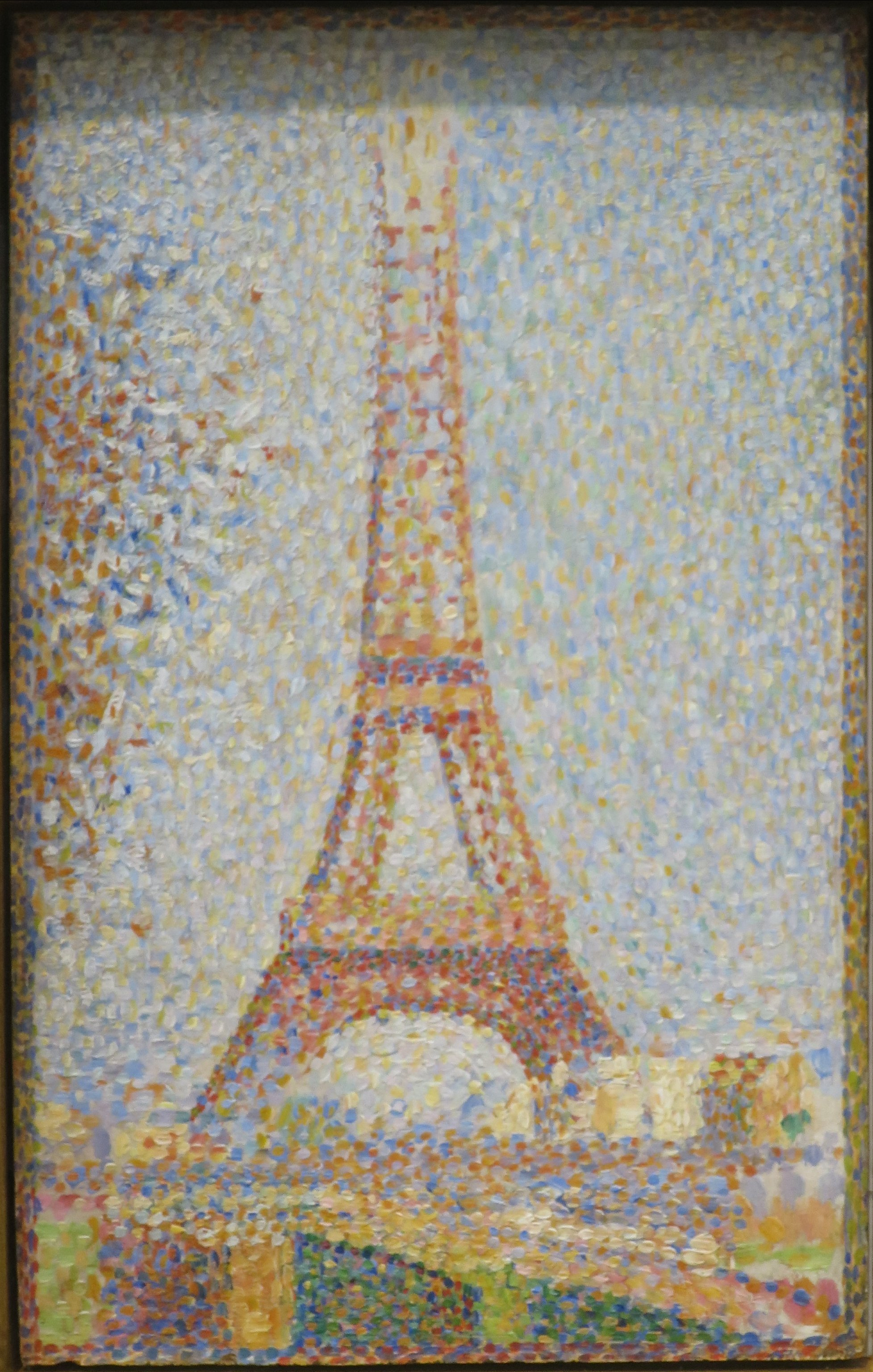
Georges Seurat (1859-1891). La Tour Eiffel. 1889
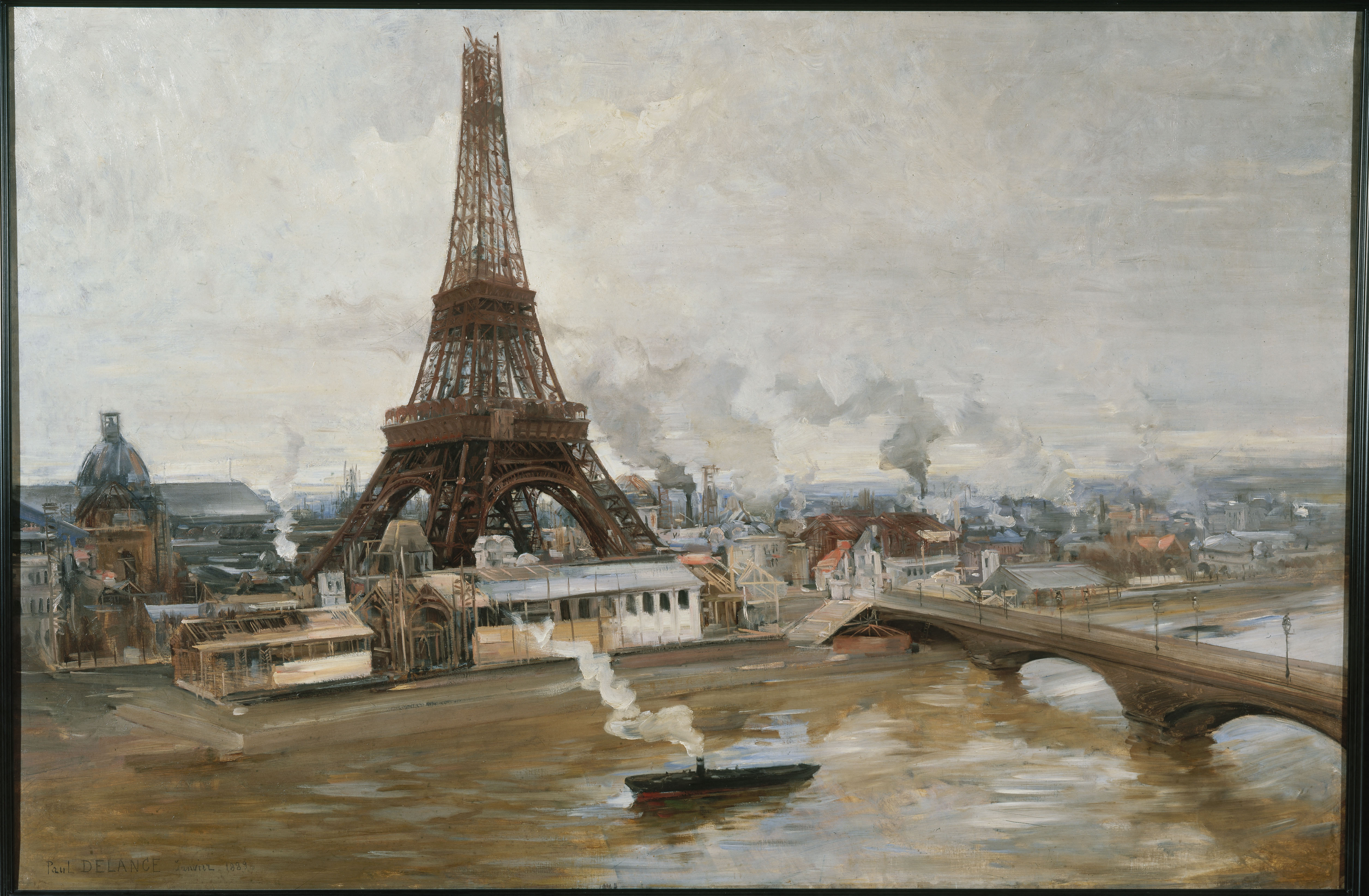
Paul-Louis Delance (1848-1924). La tour Eiffel vue de la Seine. 1889
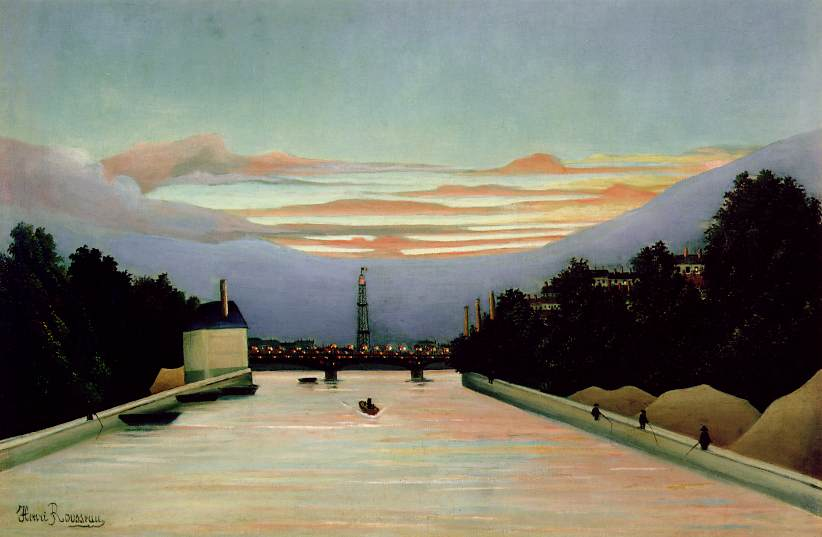
Henri Rousseau (1844-1910). La tour Eiffel. 1898
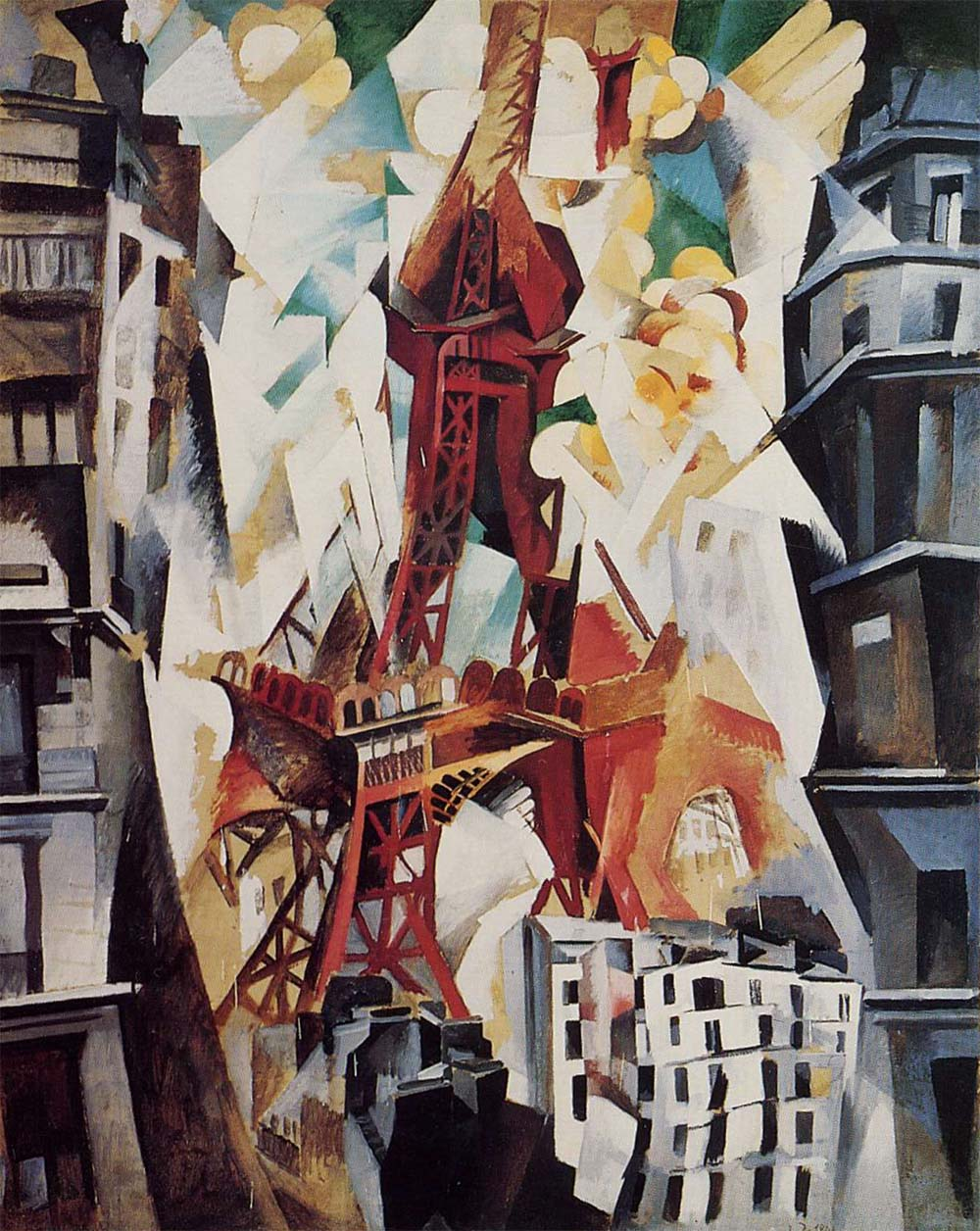
Robert Delaunay (1885-1941) La Tour Eiffel. 1911

#### Experimentos científicos y radiodifusión

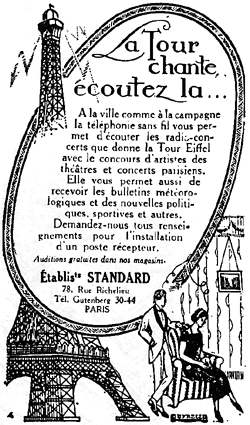
Publicidad de la estación radiofónica de la Torre Eiffel

Gustave Eiffel había pensado desde el inicio del proyecto que la torre pudiera ser útil desde un punto de vista científico, por lo que multiplicó los experimentos llevados a cabo en el monumento para dotarlo de una función adicional que pudiese justificar su existencia. El ingeniero, fuera del negocio desde 1893 en respuesta a su implicación en el escándalo del Canal de Panamá, financió una parte de estos experimentos.
En 1889, Eleuthère Mascart, el primer director de la Oficina central Meteorológica de Francia creada en 1878 (actualmente Météo-France), hace instalar, con la autorización de Gustave Eiffel, una pequeña estación de observación en lo alto de la torre. En octubre de 1898, Eugène Ducretet estableció la primera conexión telefónica hertziana entre la torre Eiffel y el Panteón de París, distante cuatro kilómetros. En 1903, el capitán Gustave Ferrié, militar de profesión, intentó establecer una red telegráfica sin hilos, pero no obtuvo la financiación del Ejército, ya que en aquella época se privilegiaban las señales ópticas y las palomas mensajeras, por considerarse más fiables. A pesar de la situación, Gustave Eiffel financió con su dinero el proyecto del capitán, aceptando que instalase una antena en la cumbre de la torre. El experimento fue un éxito y provocó un paso adelante en esta tecnología.
En 1909 se construyó un pequeño túnel de viento a los pies de la Torre Eiffel, sustituido a partir del 1912 por un túnel de viento mucho más grande.
En 1910, el clérigo Theodor Wulf midió la energía radiante en la parte superior e inferior de la torre, encontrándose un valor mayor de lo esperado en la parte superior. Este hecho llevó a descubrir lo que se conoce hoy en día como rayos cósmicos.
La Torre Eiffel, por lo tanto, posee un potencial científico que merece ser explotado; algo de lo que se dan cuenta las autoridades, quienes en 1910 deciden ampliar la concesión y explotación durante otros setenta años. La torre resulta muy útil como el punto más alto de la región de París, ya que su emisora de telegrafía sin hilos (TSH) resulta de gran importancia estratégica durante la Primera Guerra Mundial. Gracias a la Torre Eiffel, se captan varios mensajes decisivos, entre los que se cuenta el «radiograma de la victoria», que frustró el ataque alemán en el Marne, o los que envió la hoy famosa espía Mata Hari.
La red de telegrafía sin hilos (TSH) de uso estrictamente militar instalada en el emisor de la Torre Eiffel, a partir de la década de 1920 pasará a tener también un uso civil. Desde 1921, algunos programas de radio se emiten periódicamente desde la Torre Eiffel; Radio Torre Eiffel, bien conocida por los parisinos, se inauguró oficialmente el 6 de febrero de 1922.
En 1925, la Torre Eiffel sirve como marco para el inicio de la televisión en Francia. La técnica sigue mejorando y las emisiones continúan siendo experimentales entre 1935 y 1939. La televisión se difunde luego en los hogares, primero en blanco y negro, luego en color. En 1959, la instalación de un nuevo mástil de teledifusión hace llegar la altura de la torre a 320,75 metros y transmite a 10 millones de personas. Finalmente, en 2005, se instala una emisora de televisión digital terrestre.

#### Deporte y aventura

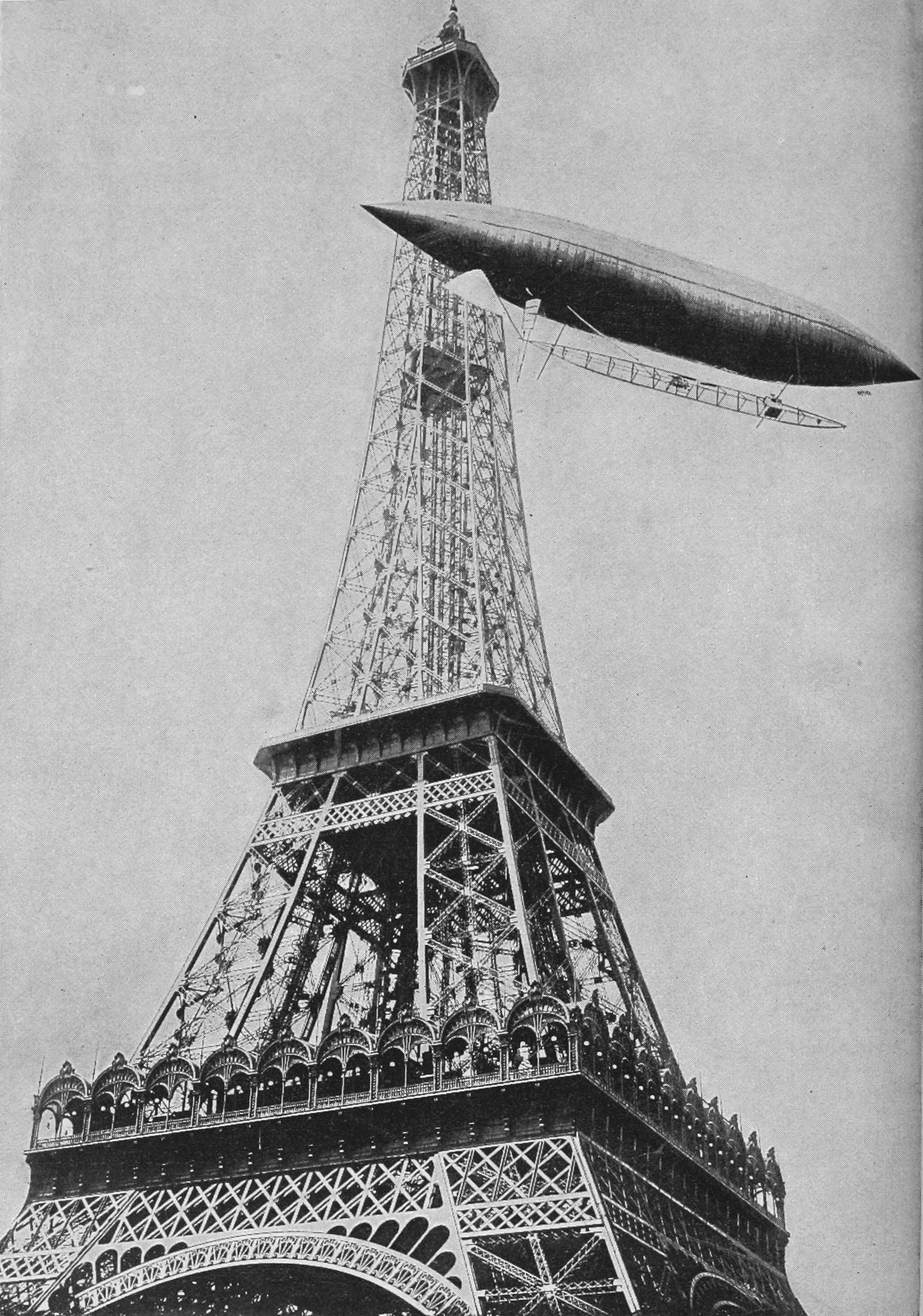
Vuelo del dirigible de Alberto Santos Dumont (13 de julio de 1901)

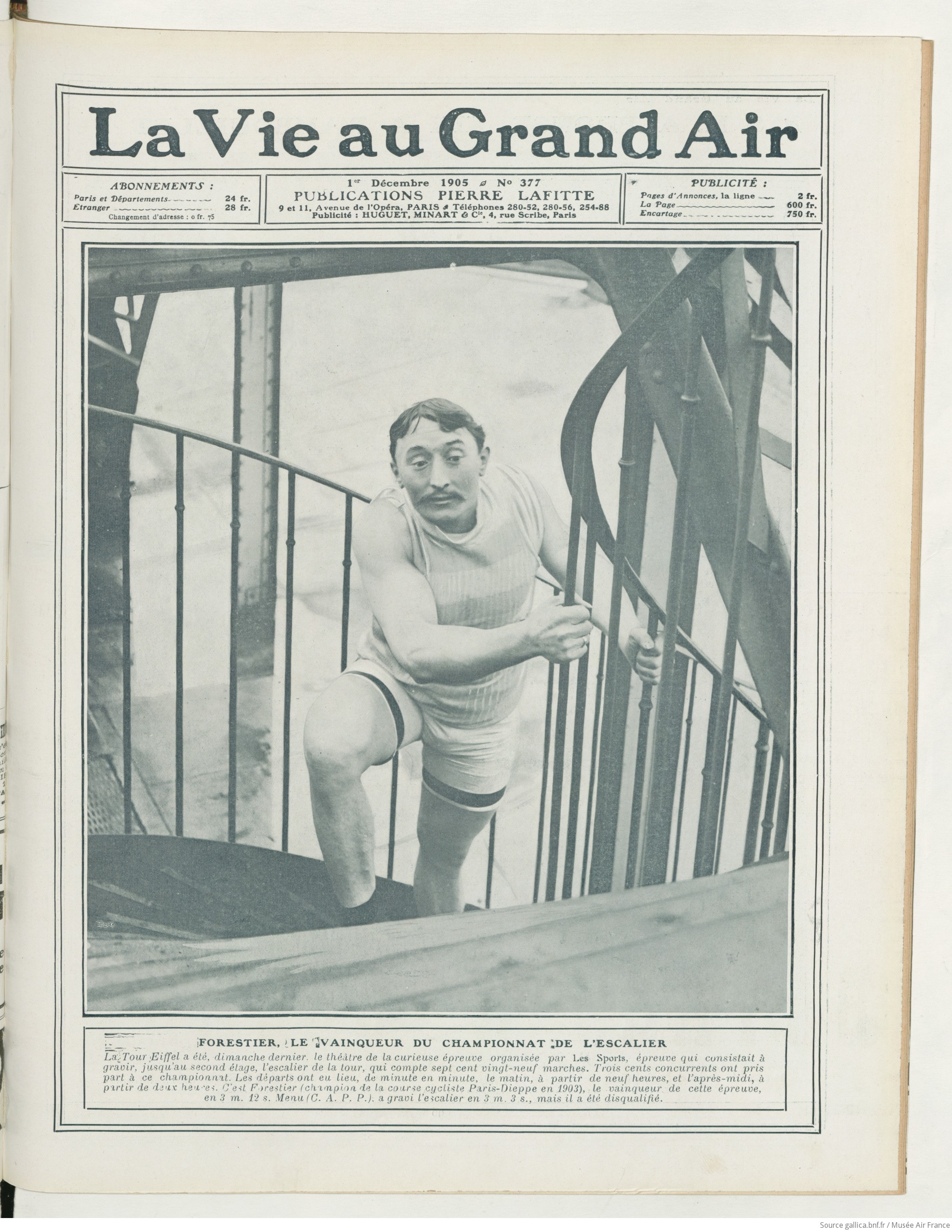
Forestier, vencedor de la carrera para subir al primer piso de la torre (1905)

Desde sus orígenes, la torre ha sido el escenario de múltiples hazañas deportivas, relacionadas especialmente con la aviación, el paracaidismo y el ascenso de escaleras, tanto a pie como con bicicletas o motos. Además, en las últimas décadas, se ha utilizado para la organización de actividades tan sorprendentes como el patinaje sobre hielo o el buceo:
- 1901: el 19 de octubre, el brasileño Alberto Santos-Dumont, volando en su Dirigible N.º 6, ganó el premio de 100 000 francos ofrecido por Henri Deutsch de la Meurthe para la primera persona capaz de realizar un vuelo de ida y vuelta desde St. Cloud a la Torre Eiffel en menos de media hora.[131]
- 1905: Le Sport organiza un campeonato, con una carrera por las escaleras hasta el primer nivel de la torre, ganado por Forestier en 3 minutos y 12 segundos. El premio: una bicicleta.
- 1905: el 18 de octubre, el conde de Lambert vuela sobre París y los alrededores de la Torre Eiffel por primera vez en la historia de la aviación. Su avión es un "Wright" de madera y lona.
- 1912: el 4 de febrero, el sastre austríaco Franz Reichelt murió después de saltar desde el primer nivel de la torre (una altura de 57 metros) para demostrar su diseño de paracaídas.[132]
- 1923: el periodista Pierre Labric, futuro alcalde de Montmartre, bajó en bicicleta sin autorización desde el primer nivel de la torre hasta la calle. El descenso recibió una cobertura sustancial de los medios de comunicación. La copa ganada por el "héroe" actualmente se encuentran en los sótanos de la torre Eiffel.
- 1926: en febrero, el piloto Leon Collet murió tratando de pasar bajo la torre con su aeroplano (el avión se enganchó fatalmente en una antena).[133]
- 1964: los montañeros Guido Magnone y René Desmaison escalan la torre para celebrar su 75 aniversario. El evento es transmitido por Eurovisión.
- 1978: el 26 de diciembre, Thierry Sabine inicia el primer Rally Dakar en el Trocadero,[134] a los pies de la Torre Eiffel.
- 1983: Charles Coutard y Joël Descuns suben y bajan de la Torre en sus motos de motocross.
- 1984: el 31 de marzo, el piloto Robert J. Moriarty voló con su avioneta Beechcraft Bonanza bajo la torre.[135]
- 1984: dos británicos, Amanda Tucker y Mike MacCarthy, saltan en parapente desde el tercer piso sin permiso.
- 1987: el neozelandés A. J. Hackett realizó uno de los primeros saltos de puenting desde el segundo piso de la Torre Eiffel, utilizando un cable especial que había contribuido a desarrollar. Hackett fue detenido por la policía.[136]
- 1989: para el centenario de la Torre Eiffel, el equilibrista Philippe Petit "caminó" a lo largo de un cable a través de los 700 metros que separan el Palais de Chaillot de la torre.
- 1991: el 27 de octubre, Thierry Devaux, junto con el guía de montaña Hervé Calvayrac, realizaron una serie de figuras acrobáticas y saltos de puenting desde el segundo piso de la torre.[137] Desde el lado del Campo de Marte, Devaux utilizó un cabrestante eléctrico para volver a subir a la segunda planta. Cuando llegaron los bomberos, fue detenido después del sexto salto.
- 1995: el triatleta Yves Lossouarn bate el récord de subida a la torre por las escaleras a pie, con una marca de 8 minutos y 51 segundos. Setenta y cinco atletas toman parte en la carrera, organizada por un programa de televisión.
- 1998: Richard Hugues establece el récord de subir a la Torre Eiffel por las escaleras desde la planta baja hasta el segundo piso en una bicicleta de montaña.
- 2000: en el marco de los Juegos Mundiales de Bomberos, la prueba de subida de escaleras se lleva a cabo en la Torre Eiffel.
- 2000: el español Aitor Sarasua Zumeta bate el récord establecido previamente por Richard Hugues de la ascensión a la torre en una bicicleta de montaña.
- 2002: Richard Hugues bate su propio récord en 1998 de la escalada a la torre en su bicicleta de montaña.
- 2004: el campeón andorrano de bicicleta de montaña, Xavier Casas, bate su propia marca de ascenso de escaleras, al subir 1300 escalones.
- 2004: los patinadores sobre hielo franceses Sarah Abitbol y Stéphane Bernadis, inauguran la pista de patinaje de 200 metros cuadrados instalada en el primer piso de la torre.
- 2005: el 18 de mayo, el atleta Jerome Sue descendió los 345 escalones desde el primer piso hasta la planta baja en una silla de ruedas.
- 2006: Yoggi, un joven campeón francés del monociclo, subió por las escaleras hasta el segundo piso en 22 minutos sin poner un pie en tierra.
- 2007: en junio se organizó un curso de buceo en una piscina de 240 metros cuadrados instalada a los pies de la torre.
- 2015: se celebra la primera edición de la La Verticale, una carrera que se disputa subiendo a pie las escaleras de la torre hasta la cima. En la edición de 2016, el polaco Piotr Lobodzinski batió la plusmarca anterior, completando la ascensión en 7m:48s.[138]

#### Numismática y sellos de correos

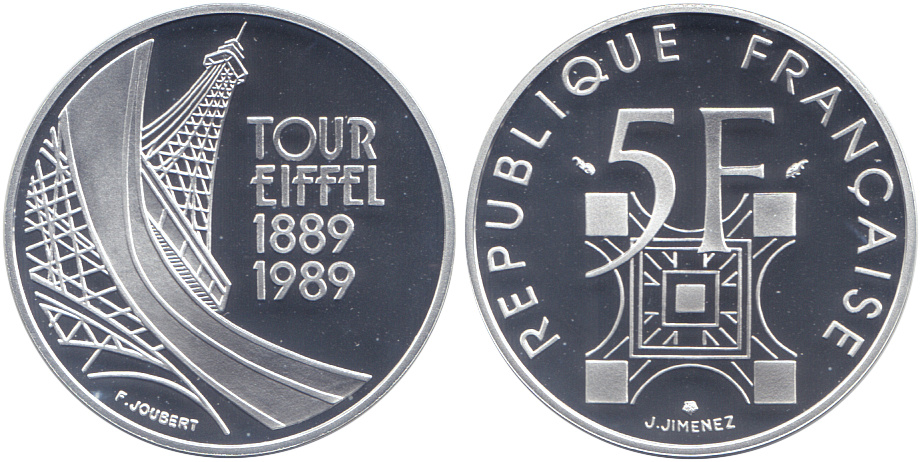
Moneda de colección de plata con valor de 5 francos por el 100 aniversario de la Torre Eiffel (1989)

El billete de 200 francos franceses mostraba la Torre Eiffel en la cara delantera y como una silueta estilizada en la parte trasera. El retrato de Gustave Eiffel aparecía como marca de agua.
Para el 100 aniversario de la Torre Eiffel, el Banco de Francia acuñó 800 000 monedas conmemorativas de plata de 5 francos. Así mismo, con motivo del 125 aniversario de la inauguración de la torre, el 3 de marzo de 2014 se lanzó una edición de 1000 monedas de oro de 50 euros, con el logotipo de la UNESCO en su parte delantera y un mapa de París en el que aparece la Torre Eiffel.
El servicio de correos francés imprimió sus primeros sellos con la Torre Eiffel como tema principal en su 50 aniversario, el 5 de mayo de 1939, con una tirada de 1 140 000 estampillas. La torre aparece en un sello de color rosa con franqueo de 90+50 céntimos, girada en un ángulo de 45 grados de forma que muestra en primer plano una de sus aristas. Sin embargo, ya en 1936 se había lanzado una serie de sellos, en la que aparecía en primer plano un avión del servicio postal sobre los cielos de París, con la torre claramente visible al fondo sobre el horizonte de la ciudad. También como motivo principal, volvió a aparecer de nuevo en 1989 para su 100 aniversario, y en 2009 y 2010.
Con ocasión de algunas conferencias y eventos que tienen lugar en París, la Torre Eiffel se ha utilizado de nuevo como símbolo de referencia en distintos sellos postales de las últimas décadas. Por ejemplo, durante el Campeonato Mundial de Halterofilia de 2011 disputado en París, se lanzó una hoja bloque, con una representación de la Torre Eiffel que levanta unas pesas formadas por dos sellos redondos de 60 y de 89 céntimos de euro. Hasta el año 2016, cerca de 50 sellos franceses han mostrado la torre Eiffel como motivo.

#### Publicidad y mercadotecnia

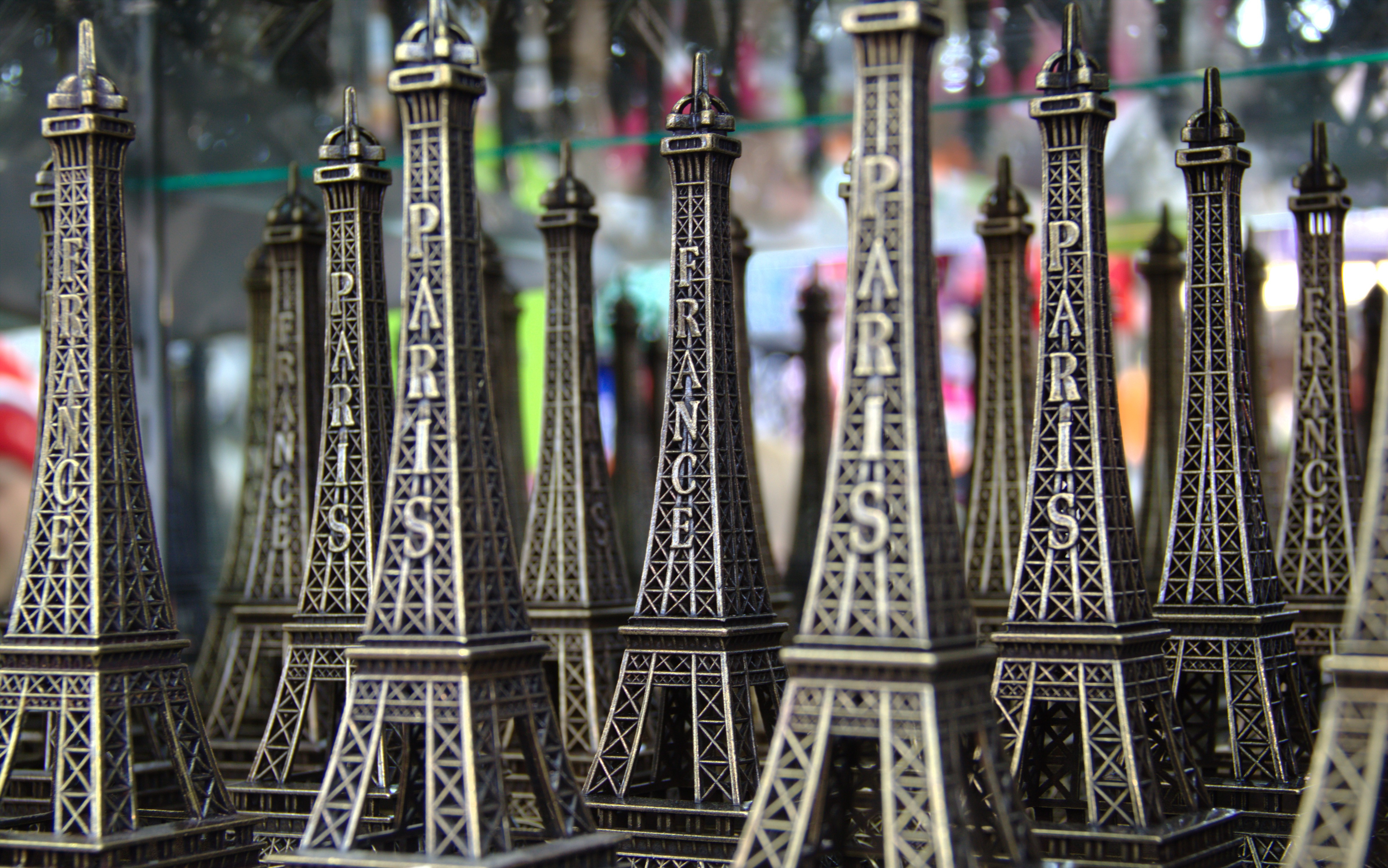
Miniaturas de la torre de recuerdo (2012)

Las campañas publicitarias acerca de la Torre Eiffel comenzaron mucho antes de finalizarse su construcción. Gustave Eiffel organizó periódicamente una serie de medidas encaminadas a contrarrestar el importante movimiento de protesta que se oponía a la torre. En la primavera de 1886 se confeccionaron y se distribuyeron entre el público distintos artículos, folletos y diversas imágenes publicitarias sobre la torre. Esto hizo que el monumento ya fuera famoso en todo el mundo antes de su apertura. Esta campaña publicitaria indujo al periodista y dramaturgo Henry Buguet (1845-1920) a publicar el 13 de septiembre de 1888 en el periódico Le Soir la siguiente pregunta indignada:

¿No les parece que la Torre Eiffel no nos dará un poco de descanso, hasta que este fenómeno de torre se haya concluido para satisfacción general y universal, como este gigantesco clavo, que se clava en nuestros oídos día tras día y hora tras hora?

La venta masiva de recuerdos de la torre ya se generalizó desde su inauguración, con una variedad de formas virtualmente ilimitada. Esta actividad se ha mantenido hasta la actualidad. Además de objetos tan variados como recortables, colgantes, velas, bolas de nieve, platos o bases de lámparas, innumerables modelos de la torre de diferentes materiales están a la venta. En la Torre Eiffel hay un total de ocho tiendas oficiales de recuerdos en los dos primeros niveles, distribuidas entre la planta baja y la base de la torre; que comercializan más de 700 productos diferentes. De acuerdo con el operador, más de un millón de visitantes cada año compra algún recuerdo en estas tiendas. Numerosos vendedores ambulantes ofrecen copias sin licencia en las inmediaciones de la torre.
Desde que ya en los años 1920 y 1930 la marca de automóviles Citroën colocó un conocido anuncio luminoso sobre la torre, muchas marcas francesas han utilizado este famoso punto de referencia para sus fines publicitarios, incluyendo Air France, La Samaritaine, Yves Saint Laurent, Jean Paul Gaultier, Nina Ricci, Alain Afflelou o Campari. La Torre Eiffel sirvió desde muy pronto a la idea universal del progreso social y material, cumpliendo por así decirlo el sueño de Jules Verne de poner la naturaleza al servicio de la razón, como señala el historiador de la arquitectura Bertrand Lemoine. Esto explica su éxito como medio publicitario, que destaca por la modernidad y la ambición del monumento en sus planteamientos iniciales. Parece que la capacidad de impactar en el público de la Torre Eiffel sigue intacta hoy en día, porque la publicidad contemporánea ha continuado utilizándola (por ejemplo, en la campaña publicitaria de la compañía IBM en la década de 2000). Muchos motivos publicitarios que recurren a la Torre Eiffel tienen en común que utilizan como reclamo el prestigio de la ciudad de París o de Francia. Es evidente la gran repercusión que posee la Torre Eiffel como símbolo de Francia. Por ejemplo, en 1952 un cartel publicitario de Air France mostraba todos los grandes edificios de París unidos en un esquema dominado por la Torre Eiffel, con una silueta estilizada del mapa de Francia en segundo plano para indicar que hacía referencia a todo el país. Este cartel del diseñador gráfico francés Bernard Villemot (1911-1989) se convirtió en un ejemplo clásico, y hoy en día todavía se considera una referencia.
Varios fabricantes de juguetes como MB, Hasbro o Ravensburger han lanzado al mercado rompecabezas tridimensionales de la famosa atracción de París. Lego exhibió un juego de la Torre Eiffel a escala 1:300 con 3428 piezas. El modelo comercializado a partir de 2007 tiene una altura de 1,08 metros, y hoy en día se ha convertido en un objeto de coleccionismo. Por su parte, una compañía coreana ha lanzado un modelo en bronce a escala de 1:160 de dos metros de altura y que pesa alrededor de 25 kilos. Además hay varios otros fabricantes que comercializan modelos de papel, madera o plástico, además de carteles y fotografías.
Ya los Juegos Olímpicos de París 1900 utilizaron en su cartel anunciador oficial la imagen de la Torre Eiffel. Fundado en 1969, el club de fútbol francés Paris FC lleva como emblema la Torre Eiffel, con su grafismo modificado varias veces en los últimos años. El logotipo actual muestra la torre con pinceladas estilizadas. El club de fútbol Paris Saint-Germain, fundado en 1970, también lleva la Torre Eiffel en su emblema. Incluso en los Países Bajos, la liga de baloncesto lleva el nombre de la Torre Eiffel. El equipo neerlandés ’s-Hertogenbosch (Torres Eiffel de La Haya) también lleva la torre de París en su logo.

## Réplicas
Como uno de los monumentos más emblemáticos del mundo, la Torre Eiffel ha servido de inspiración para la creación de muchas réplicas y torres similares. Uno de los primeros ejemplos es la Blackpool Tower en Inglaterra. El alcalde de Blackpool, Sir John Bickerstaffe, quedó tan impresionado al ver la Torre Eiffel en la Exposición de 1889, que encargó la construcción de una torre similar  con 158 metros de altura, que se inauguró en 1894. Un segundo ejemplo similar fue la Torre de Watkin, una estructura iniciada en 1891 en Wembley Park, Londres, proyectada para alcanzar 358 metros (1175 pies) de altura. Su fracaso como atracción turística hizo que fuese demolida en 1907, cuando la construcción se había cancelado a los 47 m de altura.
La Torre del Reformador en Ciudad de Guatemala, fue construida en 1935 para conmemorar el centésimo aniversario del nacimiento de Justo Rufino Barrios el noveno presidente de Guatemala, su estructura fue inspirada con la Torre Eiffel. La Tokyo Tower en Japón, construida como una torre de comunicaciones en 1958, también se inspiró en el diseño de Eiffel.
Hay varios modelos a escala de la torre en los Estados Unidos, incluyendo una versión a escala mitad en el Hotel Paris Las Vegas (Nevada); otra en Paris (Texas) construida en 1993, y dos modelos a escala 1:3 en Kings Island (Ohio), y Kings Dominion (Virginia), en sendos parques de atracciones inaugurados en 1972 y 1975 respectivamente. Otros dos modelos a escala 1:3 se pueden encontrar en China; otro en Gómez Palacio, México (que fue donado por la comunidad local francesa); y varios más en distintos lugares de Europa.
En 2011, el programa de televisión "Pricing the Priceless" (Valorando lo Invalorable) del National Geographic Channel especuló con que una réplica de tamaño natural de la torre costaría aproximadamente 480 millones de dólares.
En Alicia Córdoba se ha inaugurado en 2024 otra réplica de la torre, siendo una construcción realizada por Claudio Marchetti en el patio delantero de su residencia particular, a escala de 1:10, es decir 30 metros en referencia con la original de París.
En Ecuador existe una réplica más modesta y pequeña. Mide algo más de 8 metros del altitud. Se encuentra ubicada en la ciudad de Vinces, en la provincia costera de Los Ríos. 

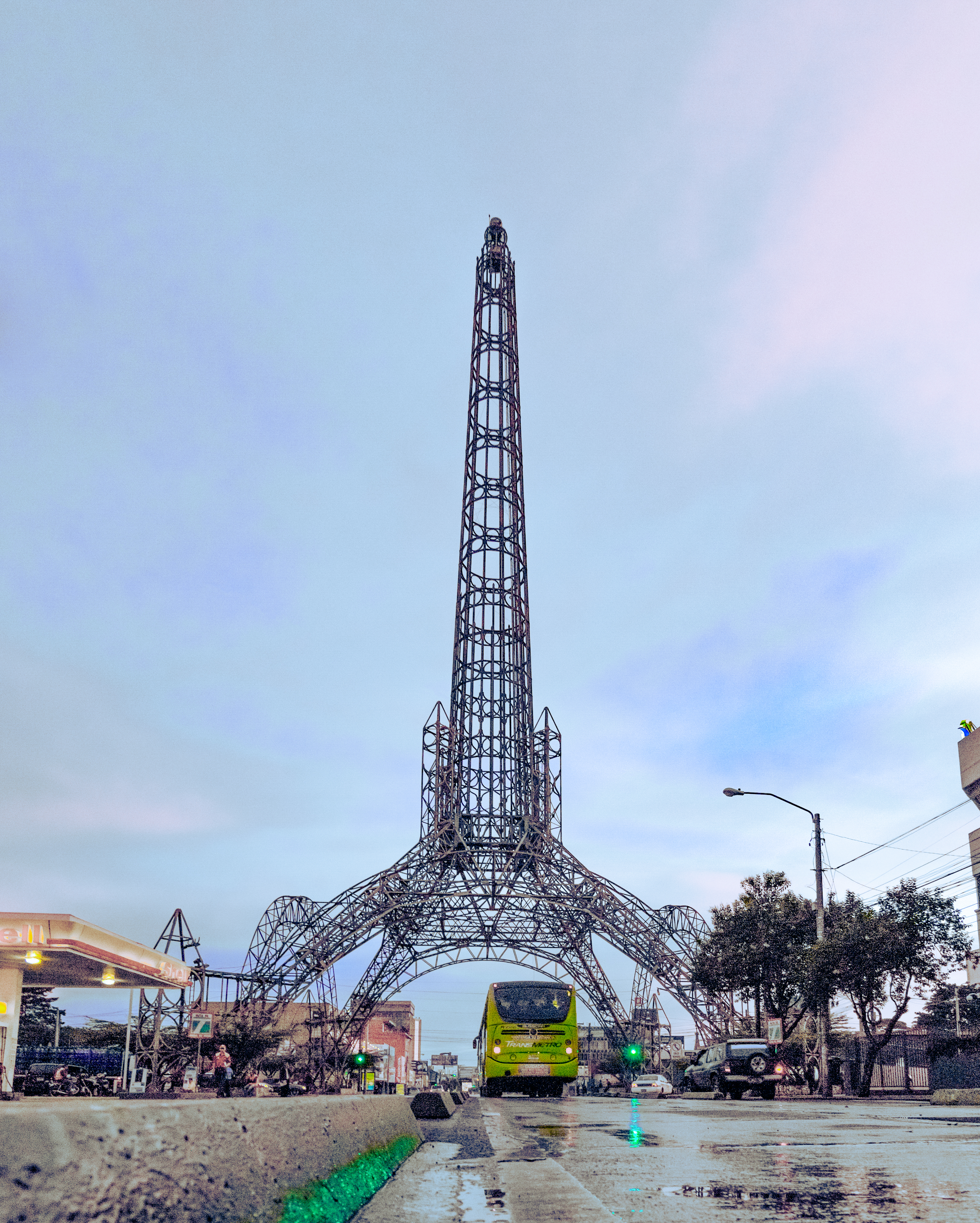
Torre del Reformador, Guatemala (75 m; año 1935)
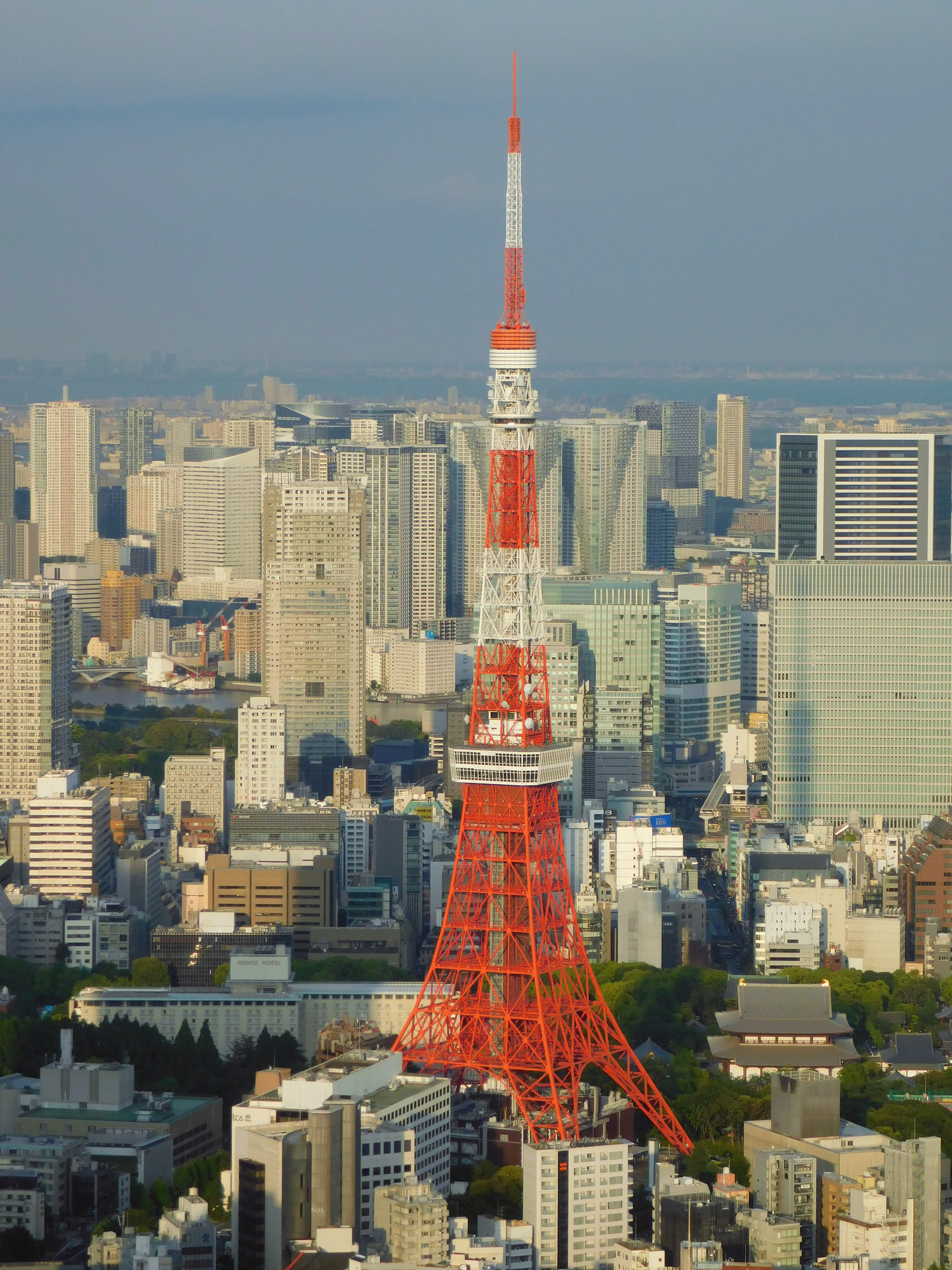
Torre de Tokio, Japón (332.9 m; año 1958)
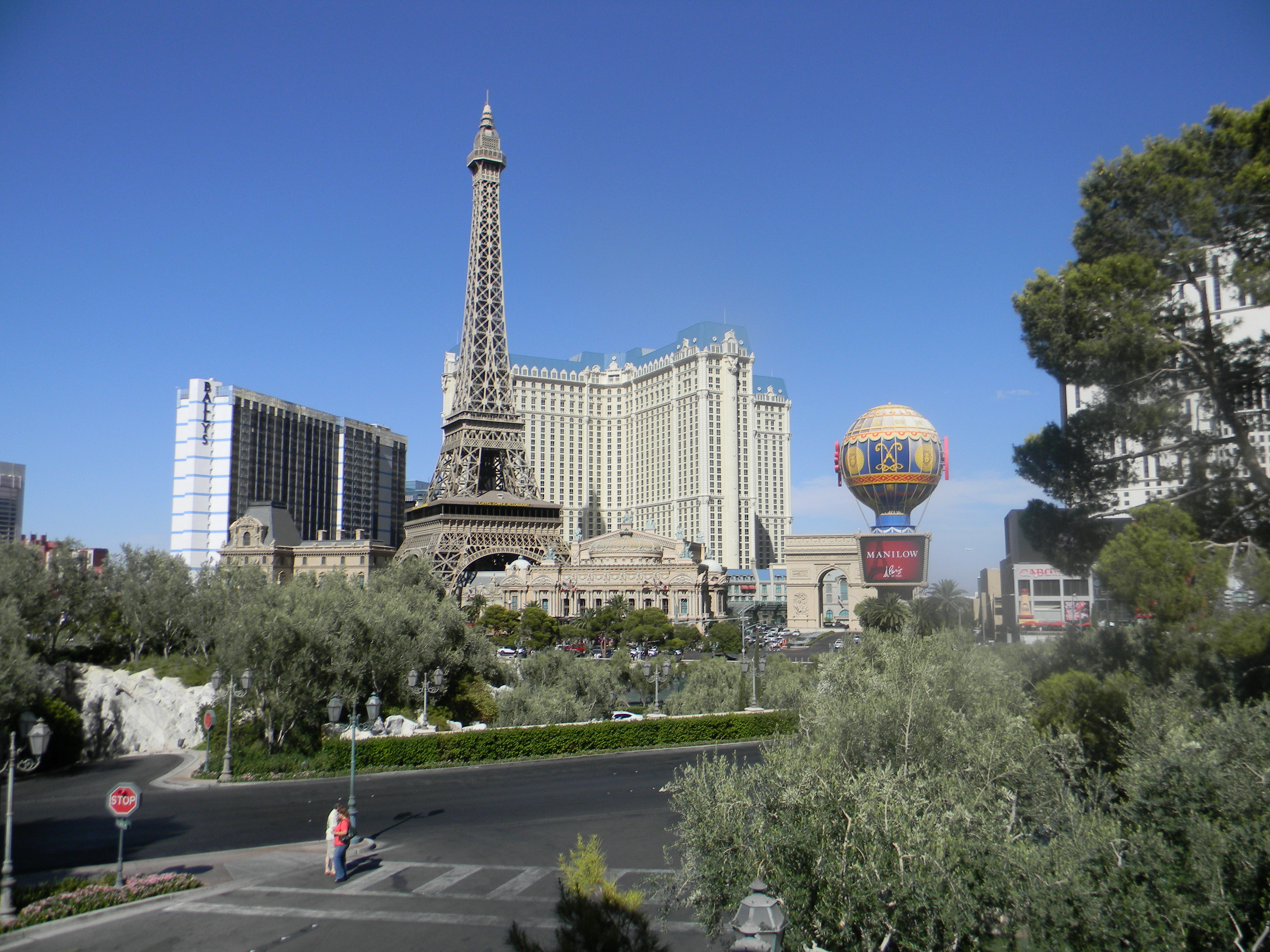
Réplica en el Hotel Paris Las Vegas, Nevada (Estados Unidos) (165 m; año 1997)
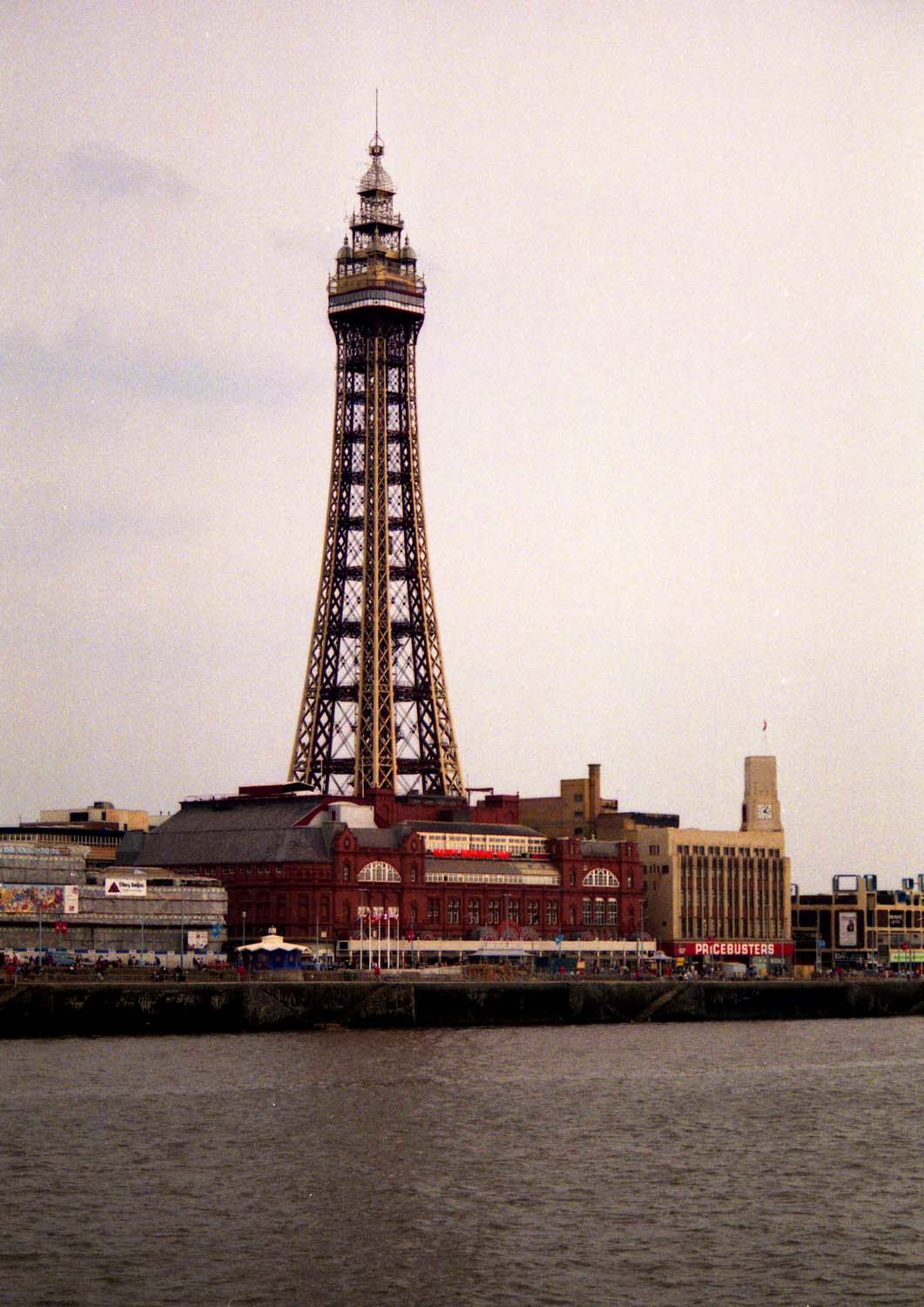
Torre de Blackpool (Reino Unido) (157 m; año 1894)
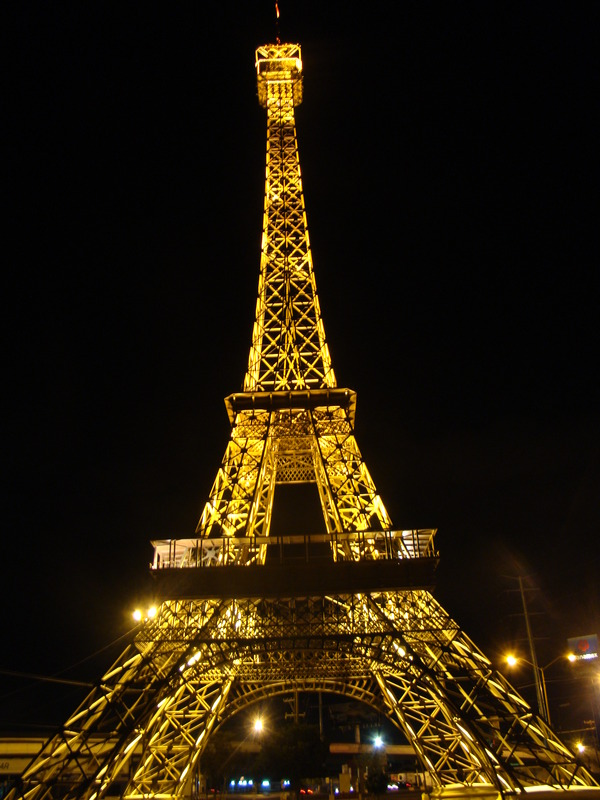
Torre de Gómez Palacio (México) (58 m; año 2007)

## Derechos de autor de la iluminación

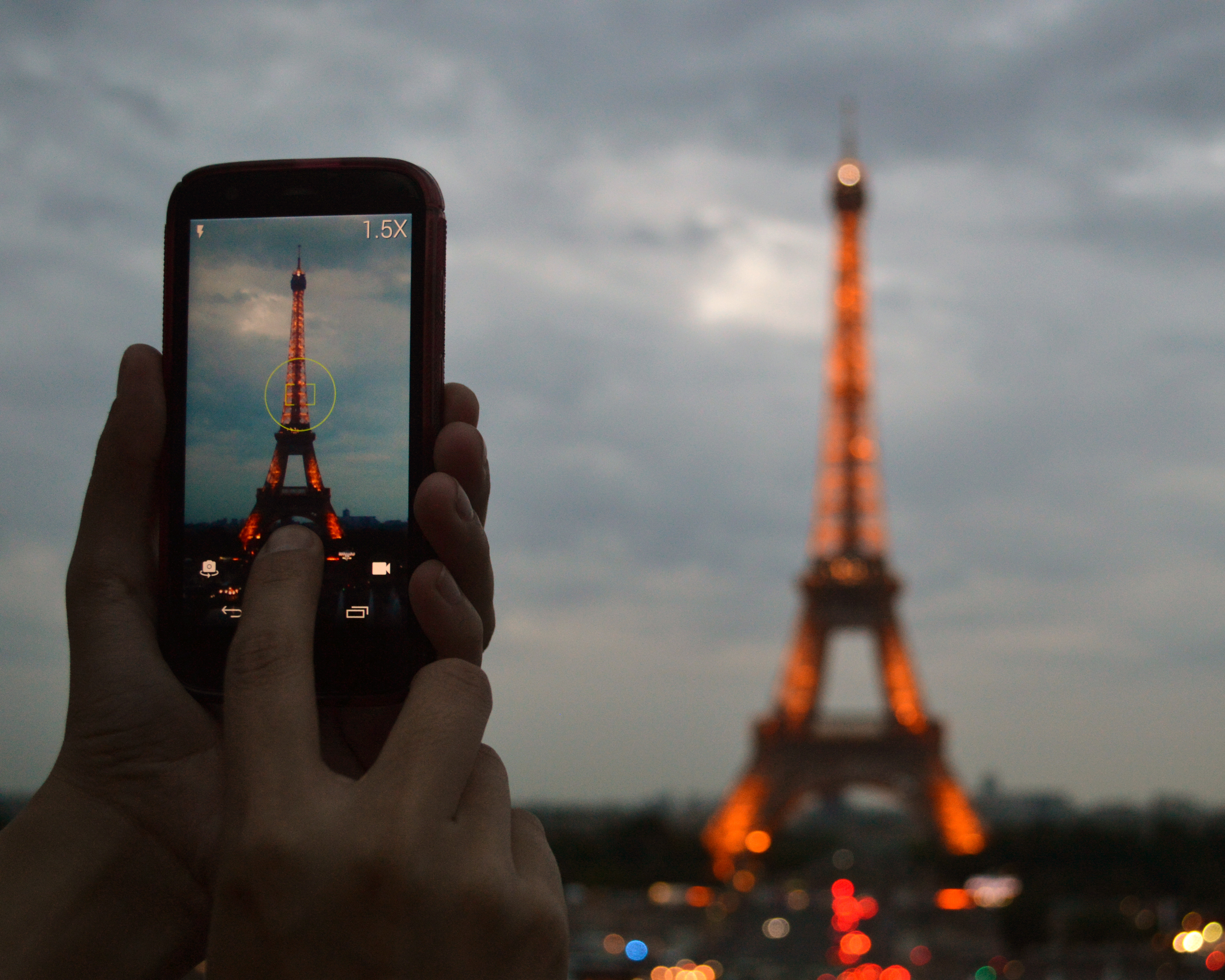
La Torre Eiffel iluminada en 2017

La torre y su imagen han permanecido durante mucho tiempo en el dominio público. En junio de 1990, sin embargo, un tribunal francés dictaminó que la iluminación especial de la torre en 1989 para celebrar su 100.º aniversario, era una «creación visual original» protegida por derechos de autor. La Corte Judicial de Francia de última instancia confirmó la sentencia en marzo de 1992.
La Société d'Exploitation de la Tour Eiffel (SETE) actualmente considera que ninguna iluminación de la torre puede considerarse fuera de los correspondientes derechos de autor. Como resultado, es ilegal publicar fotografías contemporáneas de la torre iluminada por la noche sin permiso en Francia y en algunos otros países.
La imposición de derechos de autor ha sido motivo de controversia. El Director de Documentación de la por entonces Société Nouvelle d'exploitation de la Tour Eiffel (SNTE), Stéphane Dieu, comentó en 2005: "En realidad, es solo una forma de gestionar el uso comercial de la imagen, de modo que no se utilice de maneras [con las que] no estamos de acuerdo". SNTE recaudó más de 1 millón de euros en derechos de autor en 2002. Sin embargo, este derecho también podría ser utilizado para prohibir la publicación de fotografías turísticas de la torre por la noche, además de impedir su utilización sin ánimo de lucro y la publicación semicomercial de imágenes de la torre.
La doctrina y la jurisprudencia francesas permiten incorporar en una obra imágenes con derechos de autor, siempre y cuando su presencia sea anecdótica o accesoria respecto al tema representado, un razonamiento similar a la 'regla' 'de minimis'. Por lo tanto, SETE no tendría la potestad de reclamar los derechos de autor en las fotografías de París que incluyan la torre iluminada.

## Comparativa de altura

La Torre Eiffel comparada con otras grandes construcciones del mundo

La Torre Eiffel comparada con otras edificaciones de París

En el momento de su inauguración, la Torre Eiffel era la estructura más alta del mundo, con 300 m. Superaba en 130 m a la estructura más alta del mundo hasta el momento, el Monumento a Washington y mantuvo este primer lugar por cerca de 40 años, hasta 1930, momento en que fue superada por el edificio Chrysler, con 319 m (la Gran Pirámide de Guiza lo fue durante aproximadamente 4000 años).
Por cuestiones de resistencia a compresión, las edificaciones de piedra con una cierta esbeltez no pueden superar una determinada altura. El obelisco de Washington es la prueba. En principio, estaba previsto que el monumento, hecho de mármol, arenisca y granito, alcanzase 180 metros de altura. Completado el 6 de diciembre de 1884, y abierto oficialmente al público el 9 de octubre de 1888, mide 169 m, 10 menos de lo previsto. Fue entonces la estructura más alta del mundo.
En 1889, antes de que la Torre Eiffel fuera completada oficialmente, solo tres estructuras alcanzaban los 150 m, la mitad de su altura: la catedral de Rouen (150 m), la catedral de Colonia (169 m) y el Monumento a Washington (169 m).
Desde que fuera superada en altura por el Edificio Chrysler en 1930, más de un centenar de edificios (véase: Edificios más altos del mundo) y numerosas otras construcciones (como torres o chimeneas) superan sus 300 metros de altura originales. Su tamaño puede parecer relativamente modesto si se compara con los 828 m del edificio Burj Khalifa de Dubái, pero debe tenerse en consideración que la Torre Eiffel, con sus más de cien años de vida, en su momento fue una construcción revolucionaria en muchos aspectos (por ejemplo, son destacables la organización de los ascensores o el uso de la iluminación), que abriría el camino de muchas de las construcciones que la superarían en altura después.
Donde sigue manteniendo una indiscutida hegemonía es en el perfil metropolitano de la ciudad de París, superando con creces a todas las edificaciones anteriores y posteriores, como la iglesia del Sacre Coeur (considerando incluso la colina de Montmartre sobre la que está construida) o el rascacielos más alto de la ciudad, la Tour de Montparnasse.

## Popularidad

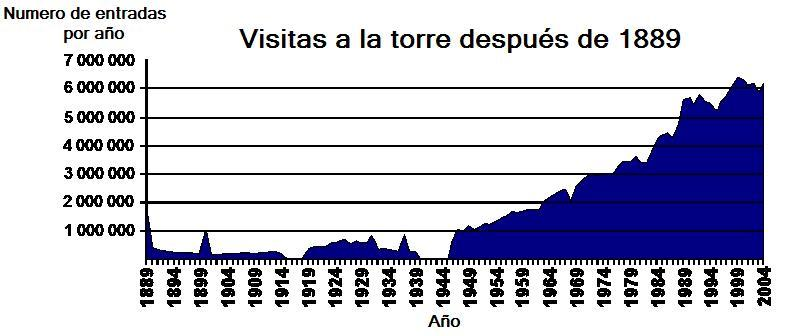
Evolución de las visitas a la Torre Eiffel a partir de 1889

Después del gran éxito obtenido durante la Exposición Universal de 1889 y el no tan grande éxito de la Exposición Universal de 1900, el número de visitantes solo será importante después del final de la Segunda Guerra Mundial.
Así, entre 1901 y 1914, entre 120 000 y 260 000 personas subieron a la torre cada año; entre 1915 y 1918 incluidos, permaneció cerrada debido a la Primera Guerra Mundial; entre 1919 y 1939, la torre atrajo un promedio de 480 000 visitantes por año con picos de hasta 800 000 entradas durante la Exposición colonial de 1931 y la Exposición especializada de 1937; y entre 1940 y 1945, la torre es nuevamente cerrada debido a la Segunda Guerra Mundial.
Una vez pasado este período, el número de visitantes anuales aumentó progresivamente: 1 300 000 en promedio entre 1946 y 1962. Pero es a partir de 1963 que el número de visitantes crece considerablemente, gracias al auge del turismo internacional. Efectivamente, en 1963, el número de visitantes de la torre sobrepasa los dos millones por primera vez desde el año de su inauguración setenta y cuatro años antes, con la diferencia de que a partir de este momento el número de visitantes aumenta cada año. En 1972 se alcanzó el nivel de los tres millones de visitantes; en 1984 el de cuatro millones; en 1989 el de cinco millones; y en 1998 el de los seis millones de visitantes.
El 13 de noviembre de 2015, se cerró el acceso debido a los atentados de París hasta nuevo aviso. A pesar de este cierre temporal, 6,91 millones de personas visitaron la torre durante 2015. La torre es el monumento de pago más visitado del mundo.
Luego de estos atentados, el 9 de febrero de 2017 el diario francés Le Parisien divulgó un plan de las autoridades para colocar alrededor del monumento un muro antibalas de 2,5 metros de altura. El presidente de la empresa que administra la torre, Bernard Gaudillères, informó al medio que solo es una propuesta y que los costos estimados serían de unos 20 millones de euros (23 millones de dólares).